# Escultura barroca

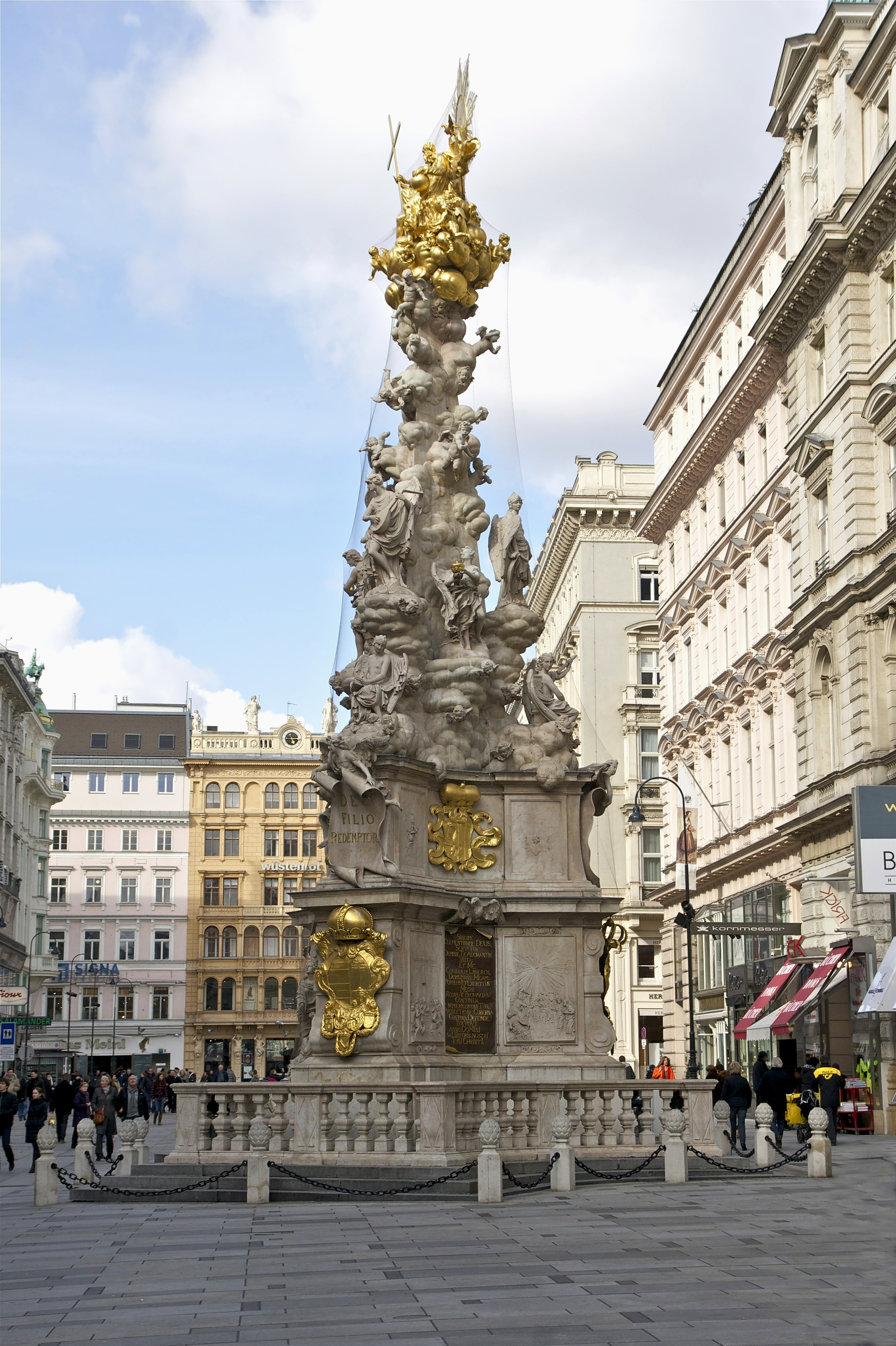
Pestsäule (columna de la Peste) conmemorativa de la Gran peste de Viena de 1679, Matthias Rauchmüller

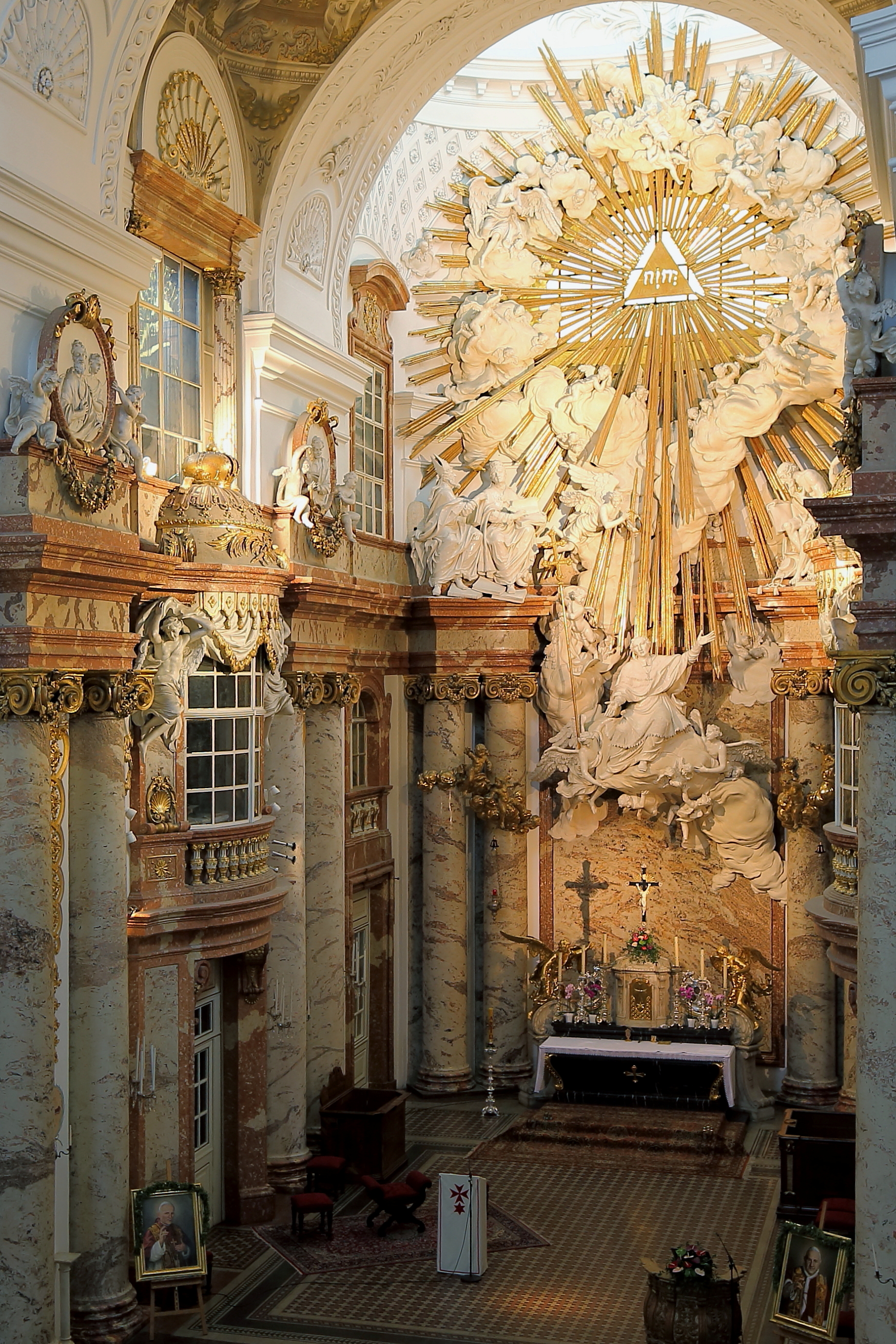
Altar mayor de la iglesia de San Carlos Borromeo (Viena). La Apoteosis central es de Alberto Camesina, y las piezas de estuco de Ferdinand Maxmilián Brokoff (1725)

Escultura barroca es la denominación historiográfica de las producciones escultóricas de la época barroca (de comienzos del siglo XVII a mediados del siglo XVIII).

## Características generales
- Naturalismo, es decir, representación de la naturaleza tal y como es, sin idealizarla.
- Integración en la arquitectura, que proporciona intensidad dramática.
- Esquemas compositivos libres del geometrismo y la proporción equilibrada propia de la escultura del Renacimiento pleno. La escultura barroca busca el movimiento; se proyecta dinámicamente hacia afuera con líneas de tensión complejas, especialmente la helicoidal o serpentinata, y multiplicidad de planos y puntos de vista. Esta inestabilidad se manifiesta en la inquietud de personajes y escenas, en la amplitud y ampulosidad de los ropajes, en el contraste de texturas y superficies, a veces en la inclusión de distintos materiales, todo lo cual que produce fuertes efectos lumínicos y visuales.
- Representación del desnudo en su estado puro, como una acción congelada, conseguido mediante una composición asimétrica, donde predominan las diagonales y serpentinatas, las poses sesgadas y oblicuas, el escorzo y los contornos difusos e intermitentes, que dirigen la obra hacia el espectador con gran expresividad.
- A pesar de la identificación del Barroco con un "arte de la Contrarreforma", adecuado al sentimiento de la devoción popular, la escultura barroca, incluso en los países católicos, tuvo una gran pluralidad de temas (religiosos, funerarios, mitológicos, retratos, etc.)
- La manifestación principal es la estatuaria, utilizada para la ornamentación de espacios interiores y exteriores de los edificios, así como de los espacios abiertos, tanto privados (jardines) como públicos (plazas). Las fuentes fueron un tipo escultórico que se acomodó muy bien con el estilo barroco. Particularmente en España, tuvieron un extraordinario desarrollo la imaginería y los retablos.

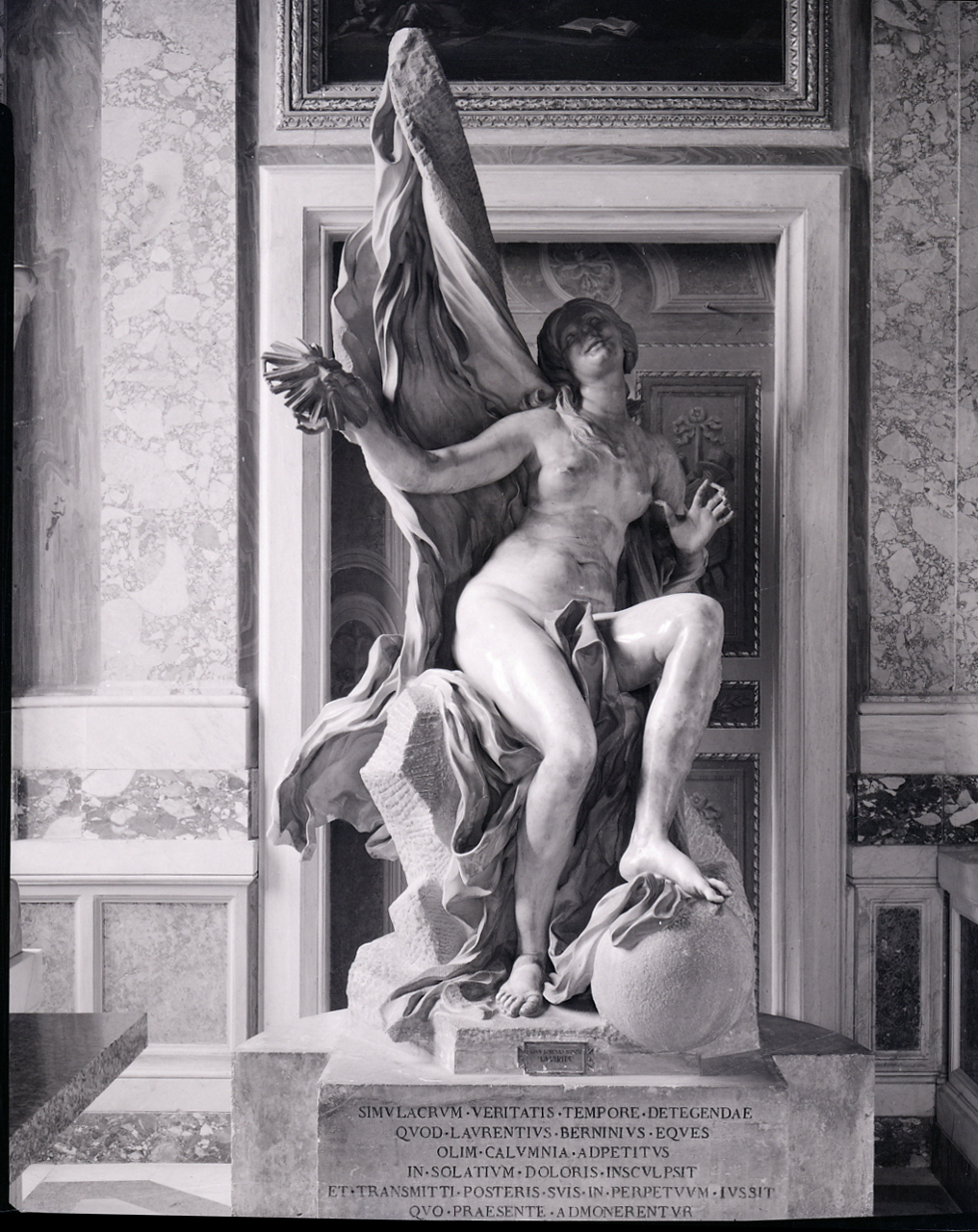
Gian Lorenzo Bernini, Verdad descubierta por el Tiempo (1645)
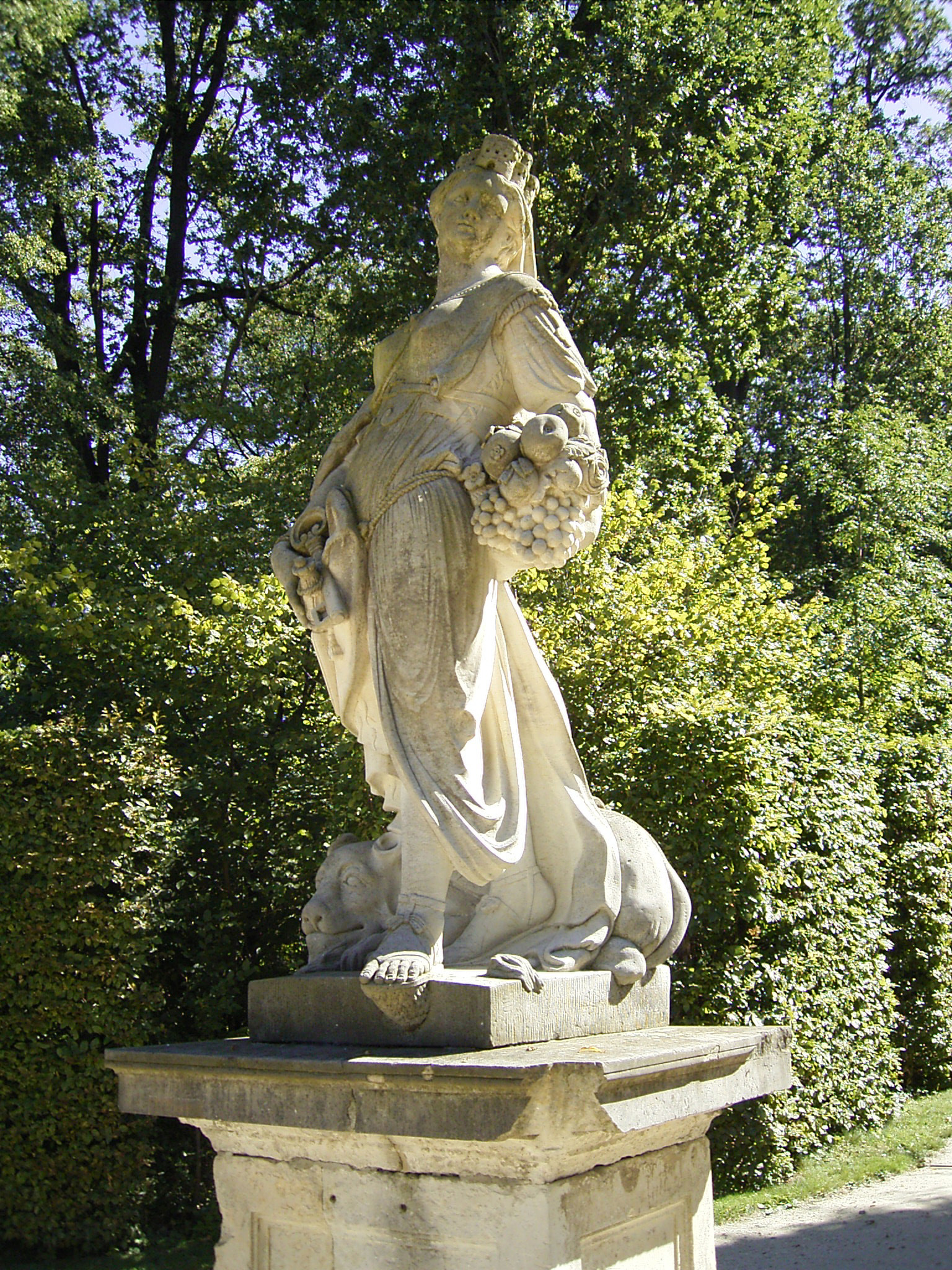
Estatua del jardín barroco de Grossedlitz
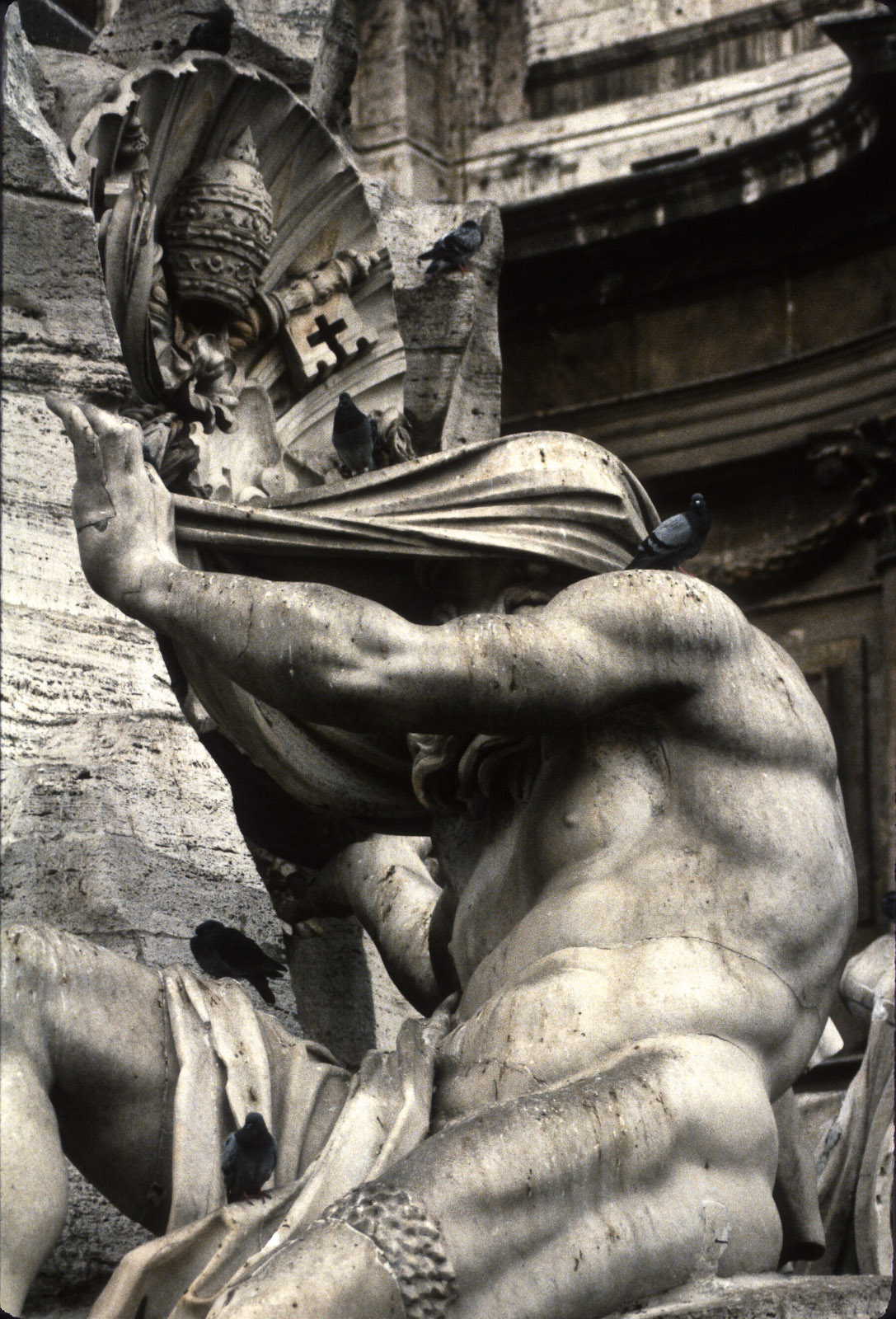
Río Nilo en la Fontana dei Quattro Fiumi, Bernini
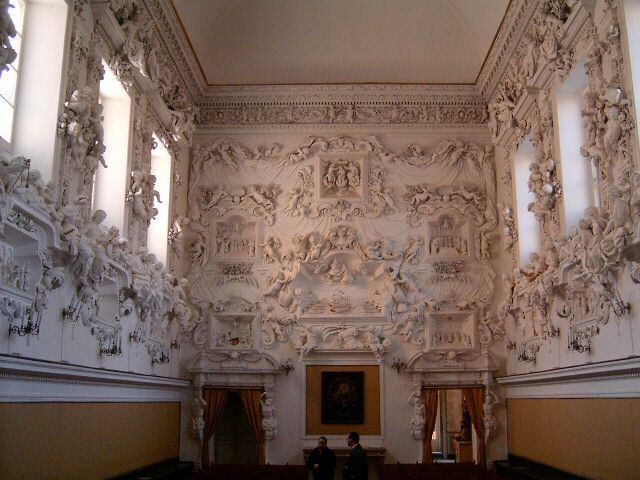
Oratorio del Rosario de Santa Cita,[2] Giacomo Serpotta
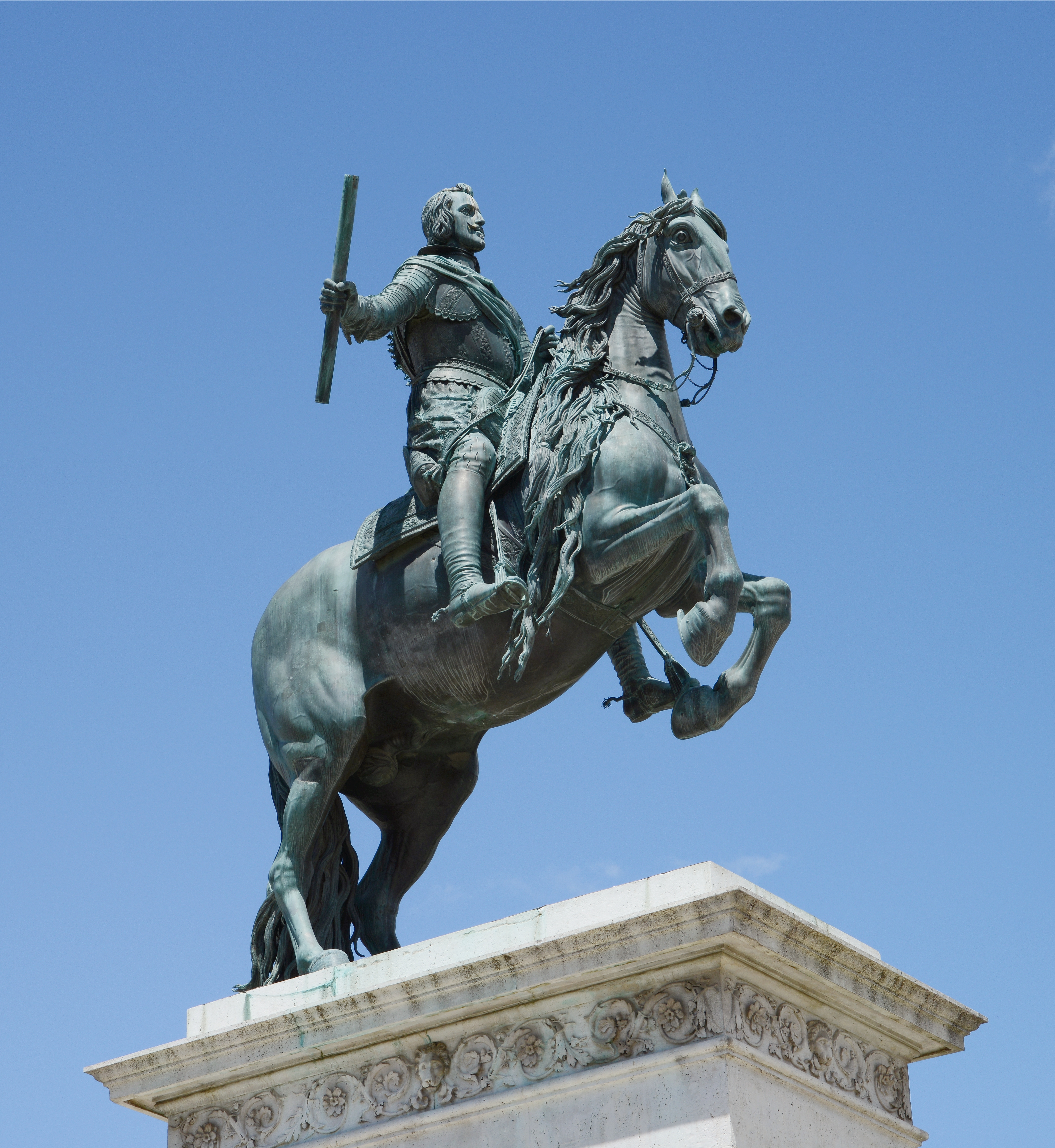
Estatua ecuestre de Felipe IV, de Pietro Tacca
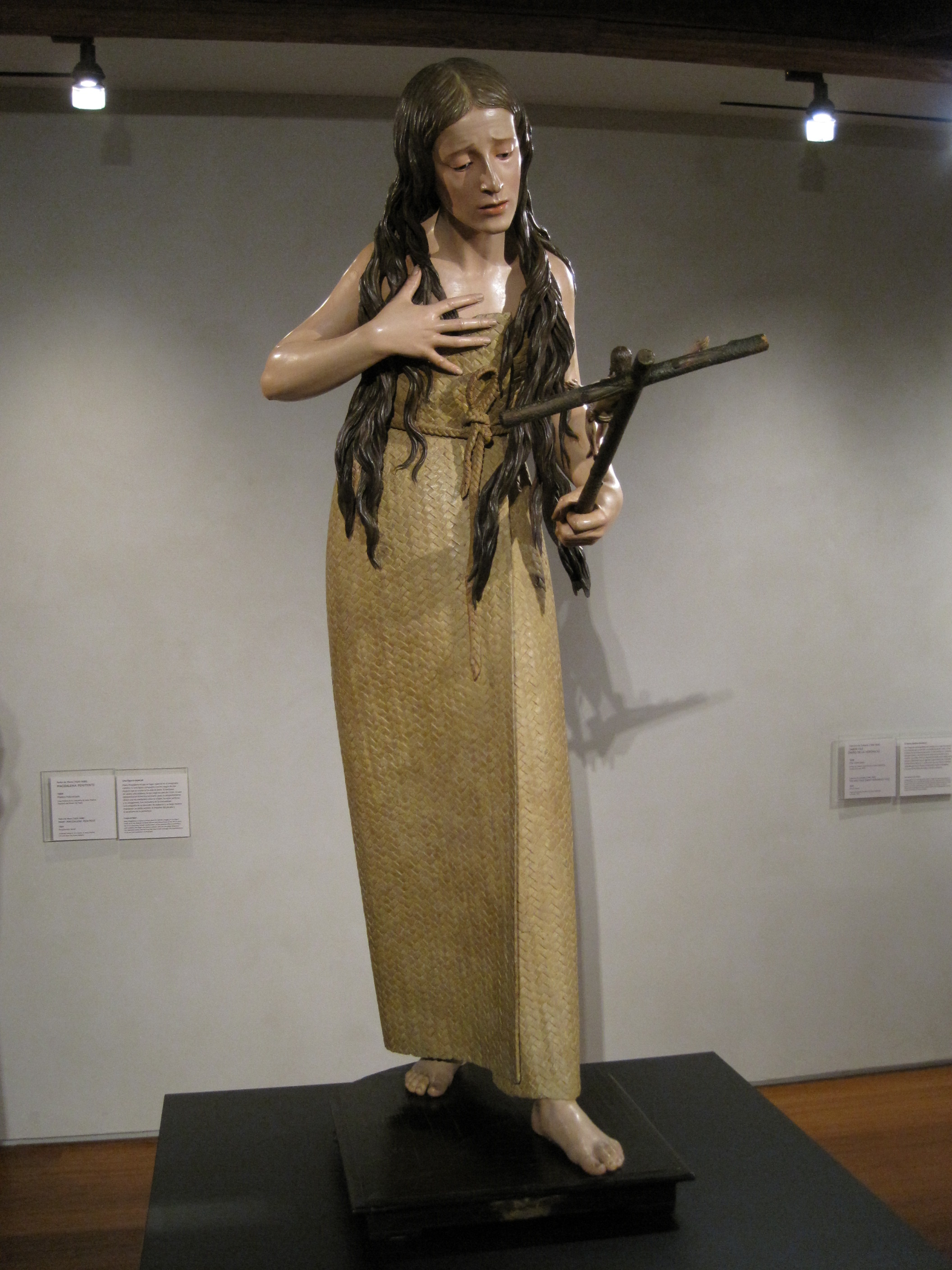
Magdalena penitente (1644), de Pedro de Mena
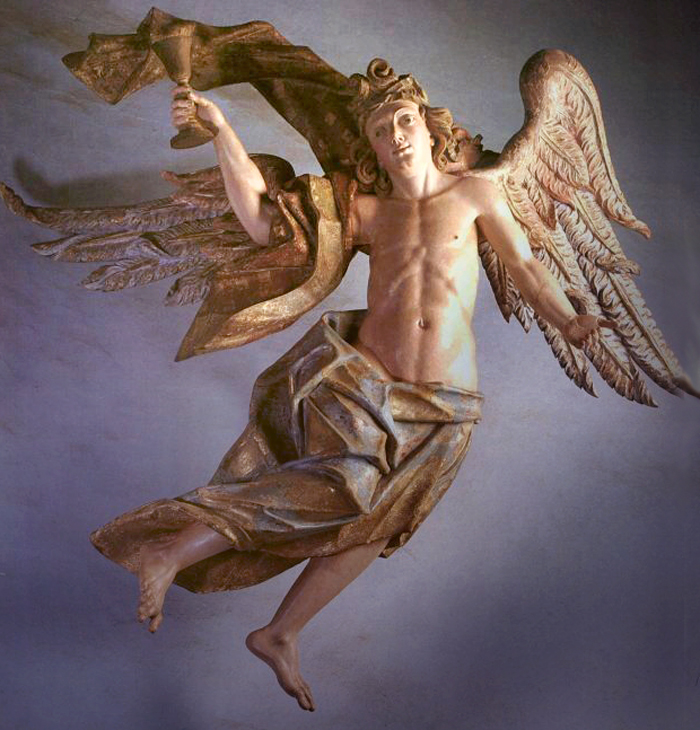
Ángel del santuario de Matosinho, Aleijadinho

## La escultura barroca en Italia

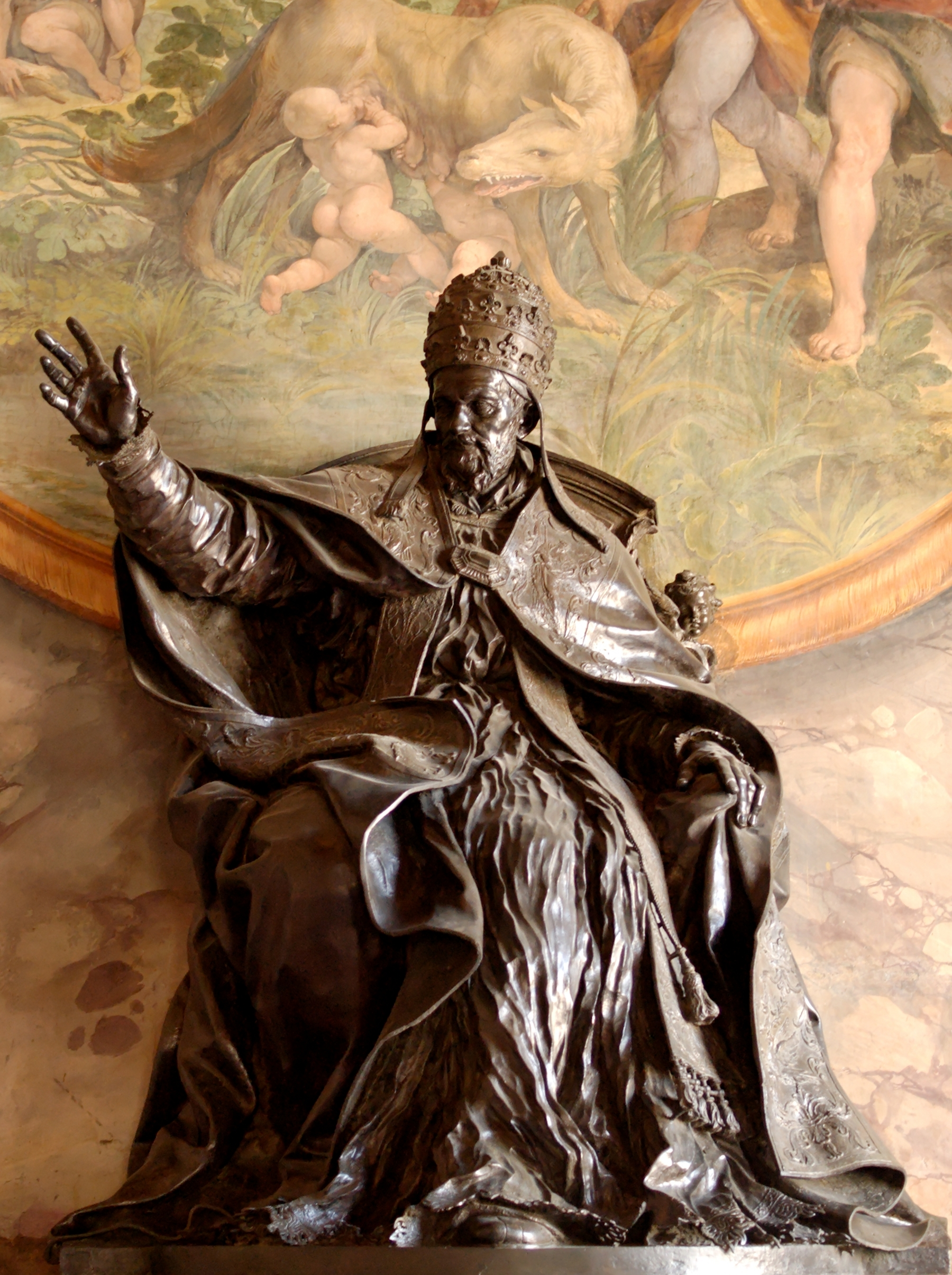
Inocencio X, de Alessandro Algardi

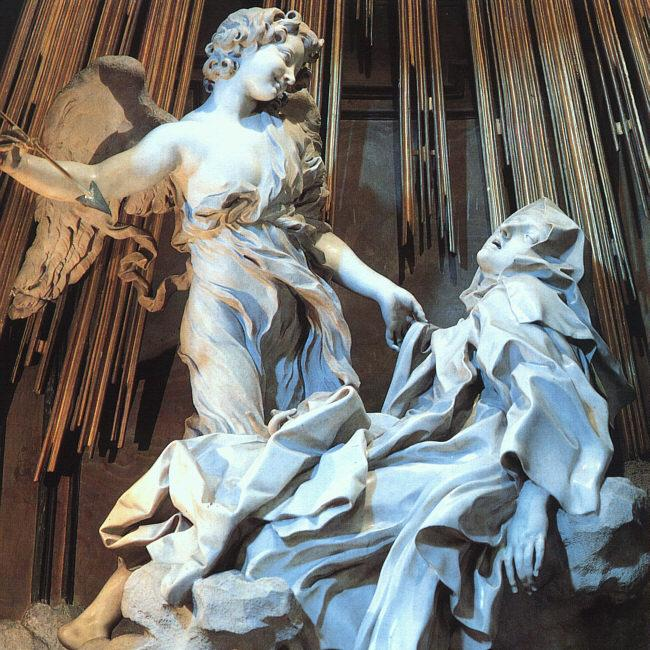
Éxtasis de Santa Teresa (1647-1651), de Bernini

En Italia, considerada la cuna del arte barroco, destaca el escultor Gian Lorenzo Bernini, que domina con perfección la técnica que aprendió de su padre Pietro Bernini, escultor manierista, y el estudio de los modelos clásicos y renacentistas. Su figura eclipsa al resto de artistas, y fue considerado el Miguel Ángel del siglo XVII. Acostumbraba a representar las figuras de sus obras en el momento de máxima tensión y a usar el desnudo en sus composiciones. Bernini es el intérprete de la Contrarreforma católica, de la Iglesia triunfante y su glorificación. Posee fuertes influencias helenísticas. Su escultura se caracteriza por la teatralidad compositiva, que resuelve en escenas. Gran arquitecto, pone la escultura al servicio de la arquitectura, creando espacios escenográficos en la ciudad de Roma. Busca efectos emotivos con el fin de conmover, para lo que emplea el escorzo y las posiciones violentas y desequilibradas. Tiene obras mitológicas (Apolo y Dafne, fuente de los Cuatro Ríos), religiosas (baldaquino de San Pedro, Éxtasis de santa Teresa) y retratos (bustos de Luis XIV, 1665, y del cardenal Borghese, 1632). 
Alessandro Algardi fue un gran retratista de reyes, papas, aristócratas y burgueses, que utiliza una estética más clásica. En Nápoles trabajaron Nicolás Fumo y Giuliano Finelli (autor de las estatuas de los condes de Monterrey del Convento de las Agustinas de Salamanca); y en la Toscana Pietro Tacca, que se encargó de las estatuas ecuestres en bronce de Felipe III y Felipe IV (ambas en Madrid). 
La influencia de Bernini se extiende al siglo XVIII con escultores como Pietro Bracci (Fontana de Trevi, Triunfo de Neptuno), Filippo della Valle (Anunciación), Camilo Rusconi (San Juan, en San Juan de Letrán), o René Michel Slodtz (San Bruno).

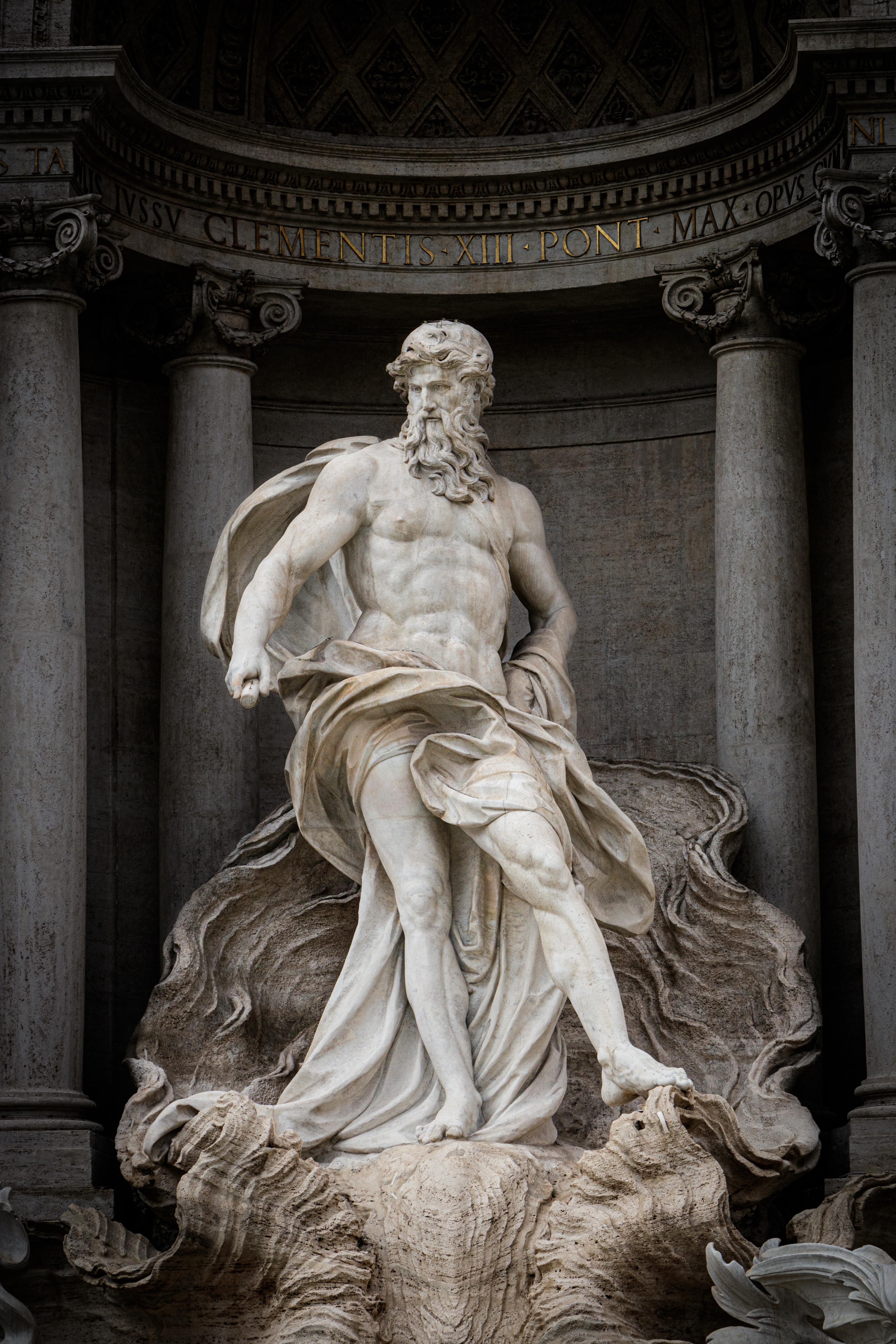
Fontana di Trevi, de Pietro Bracci y Nicola Salvi.
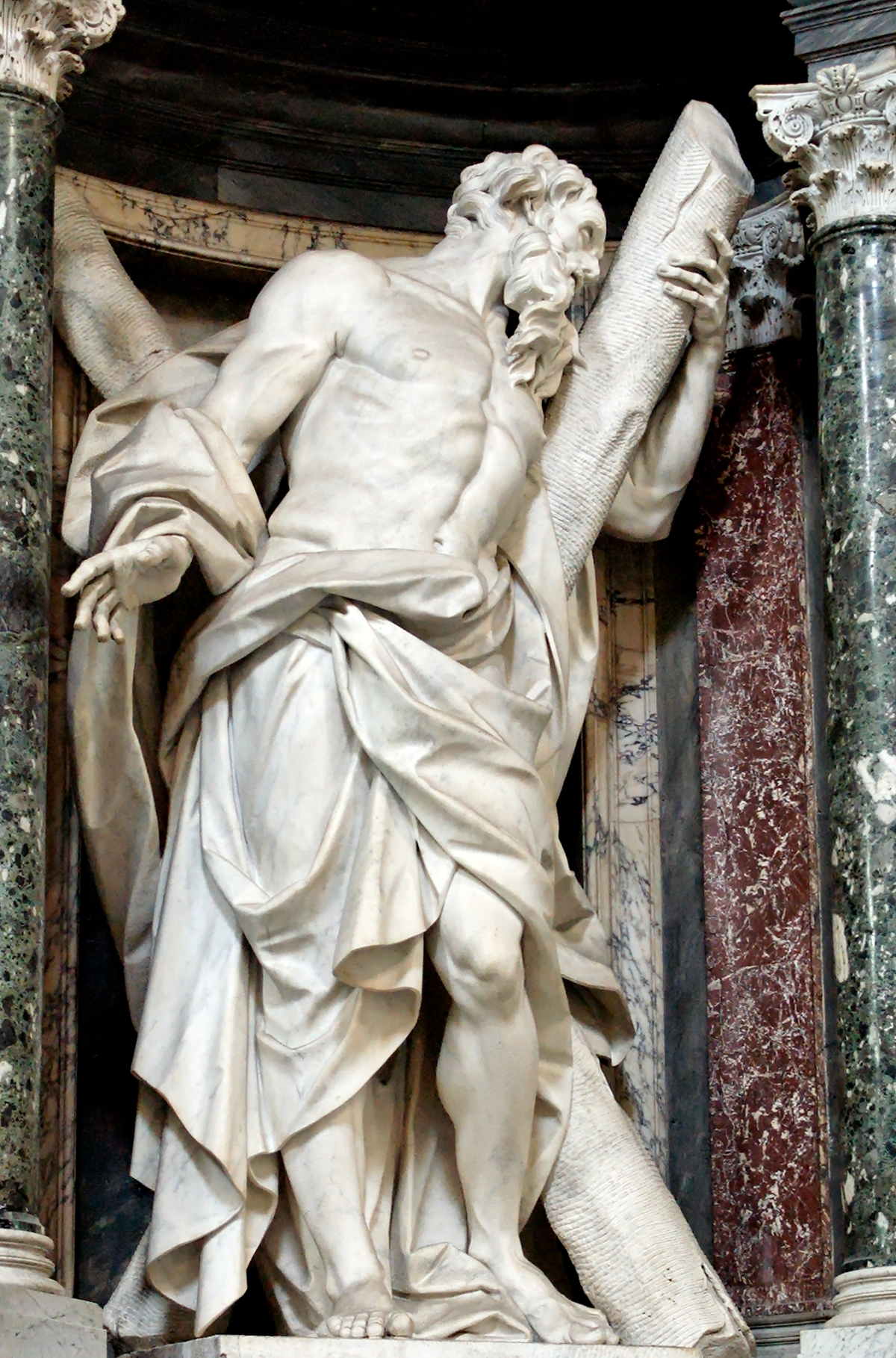
San Andrés, de Camillo Rusconi.
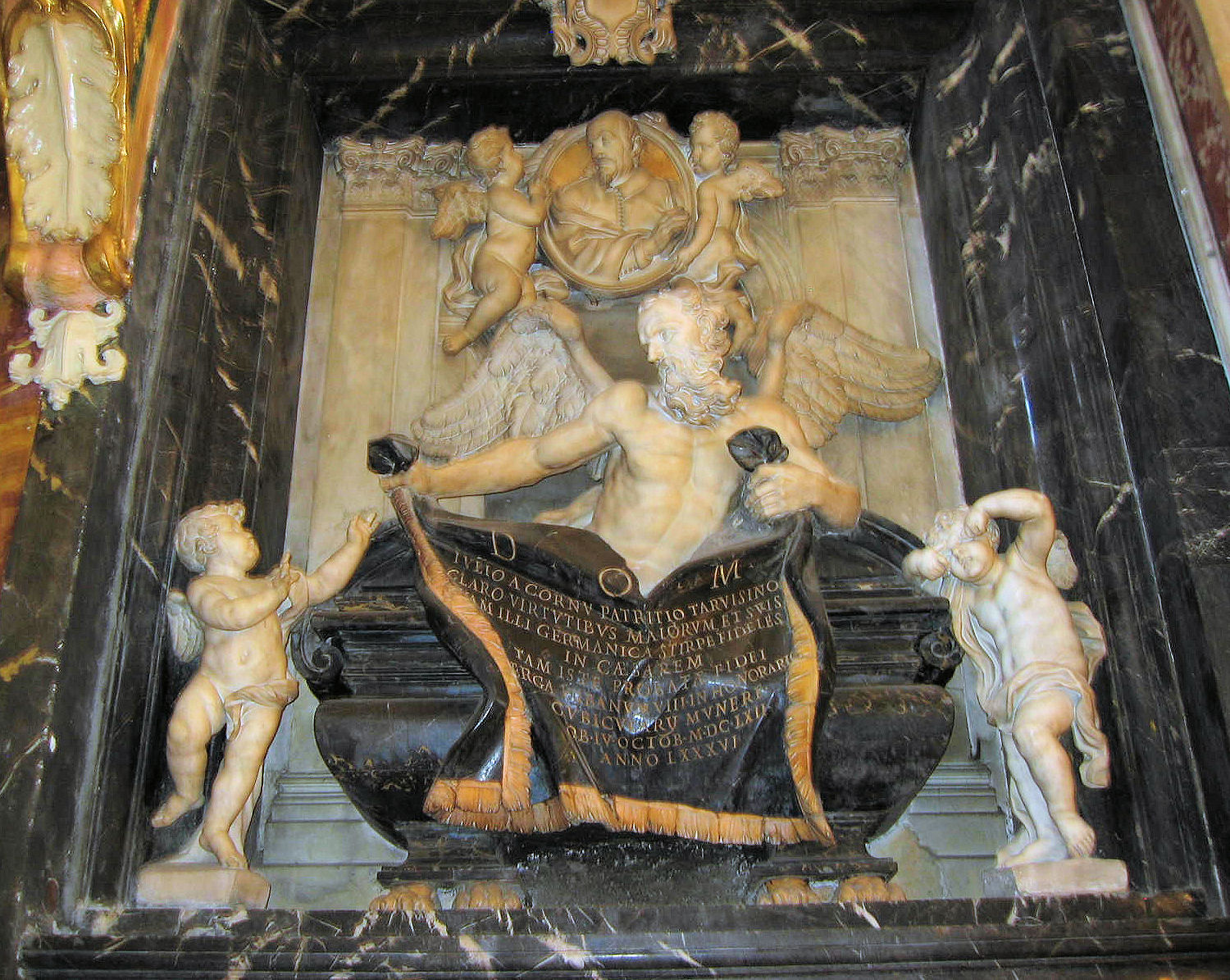
Monumento fúnebre a Giulio Del Corno, de Ercole Ferrata.
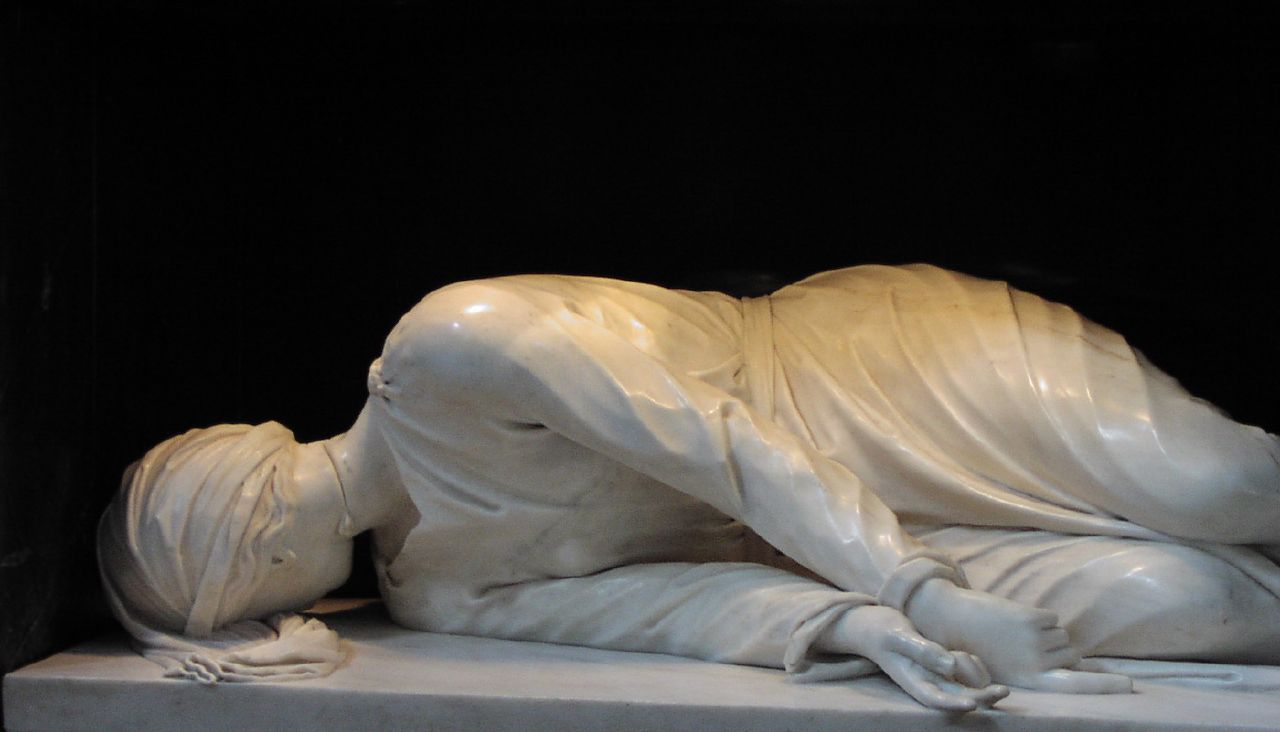
Santa Cecilia, de Stefano Maderno.
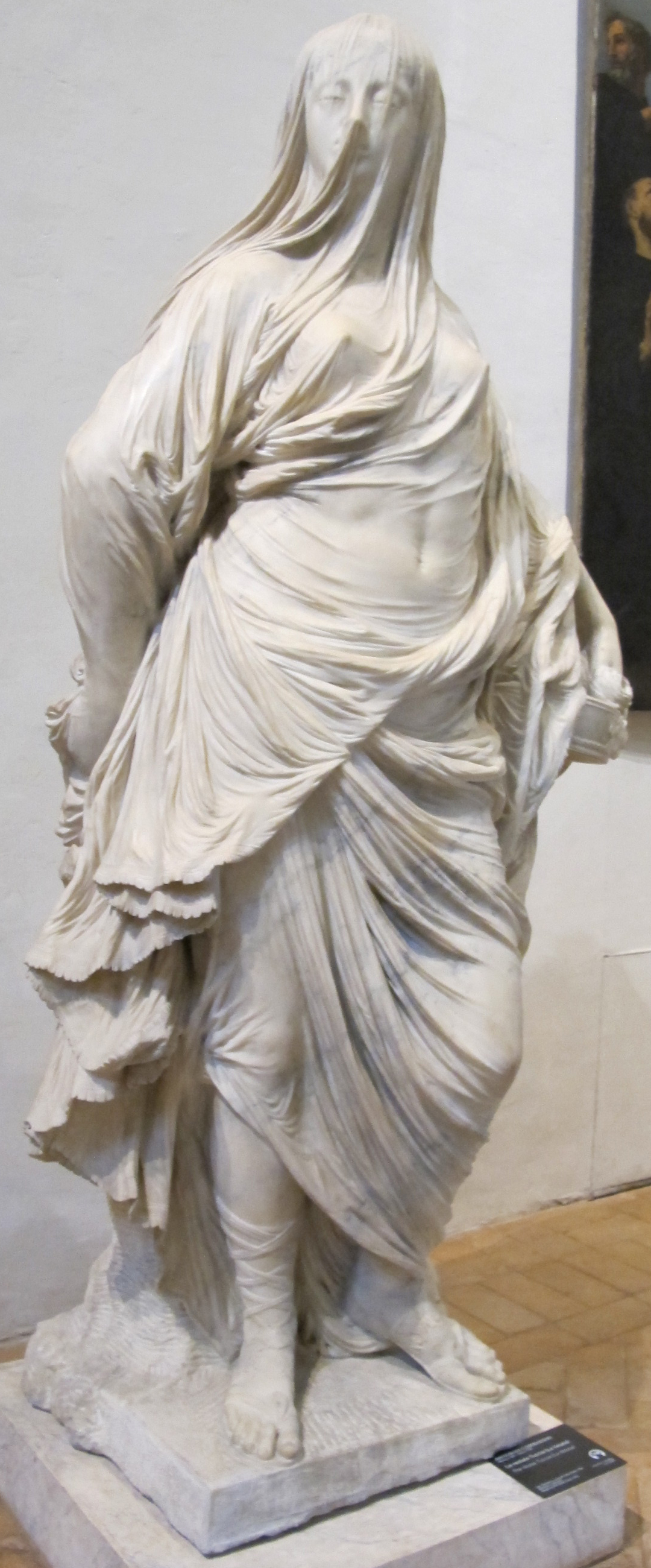
La Velata, de Antonio Corradini.
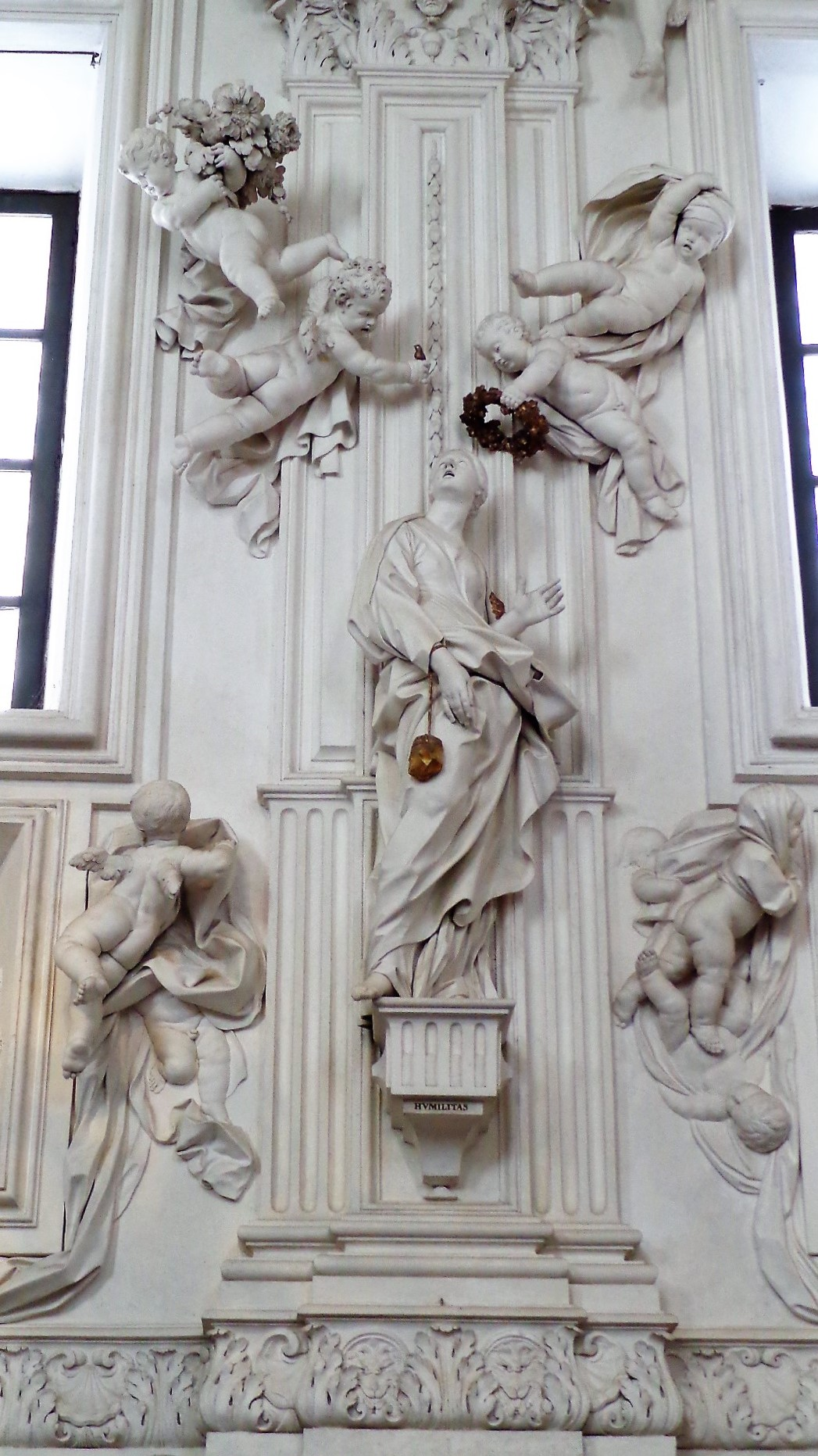
Oratorio de San Lorenzo, de Giacomo Serpotta.
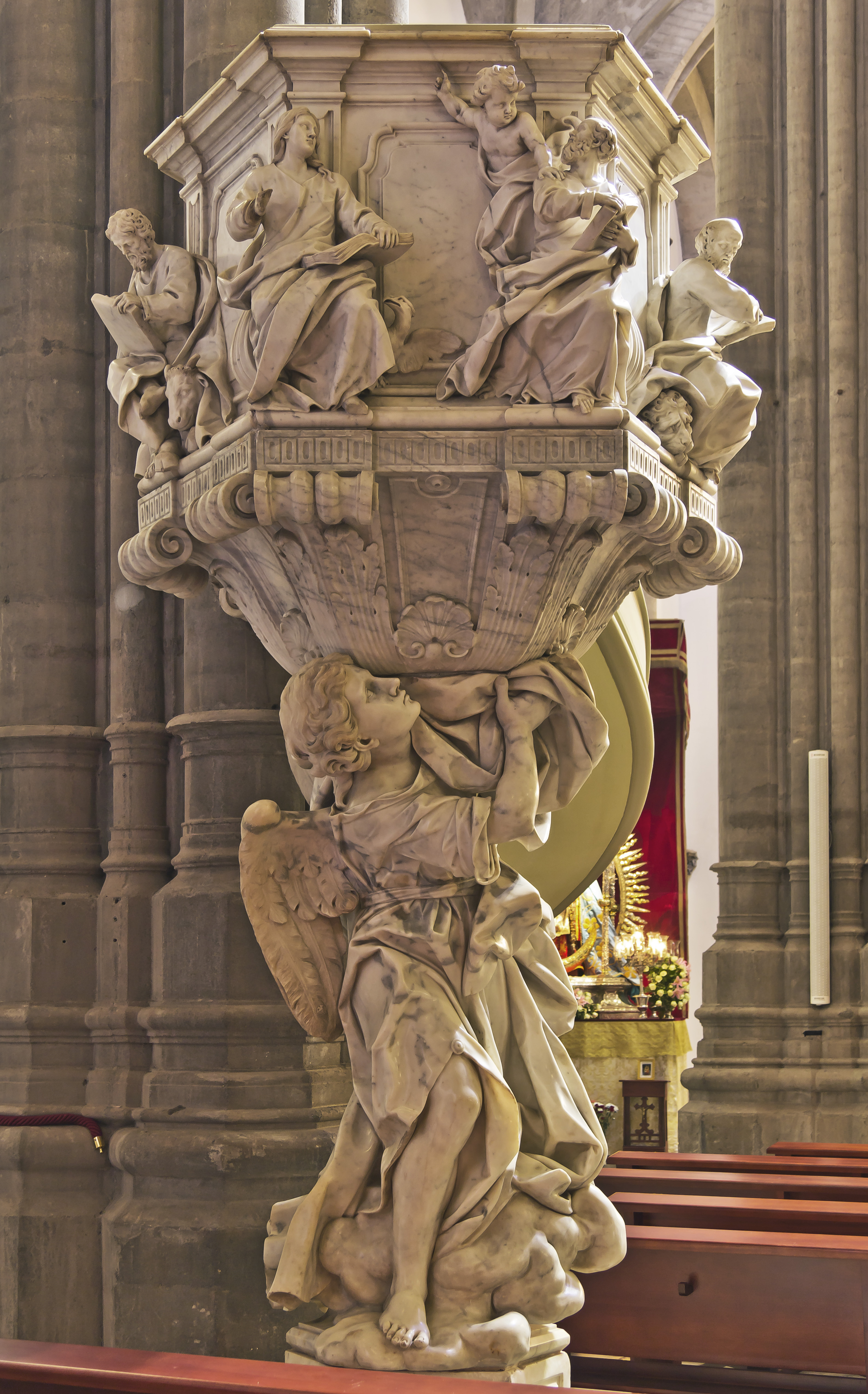
Púlpito de la catedral de La Laguna, de Pasquale Bocciardo

## La escultura barroca en Francia

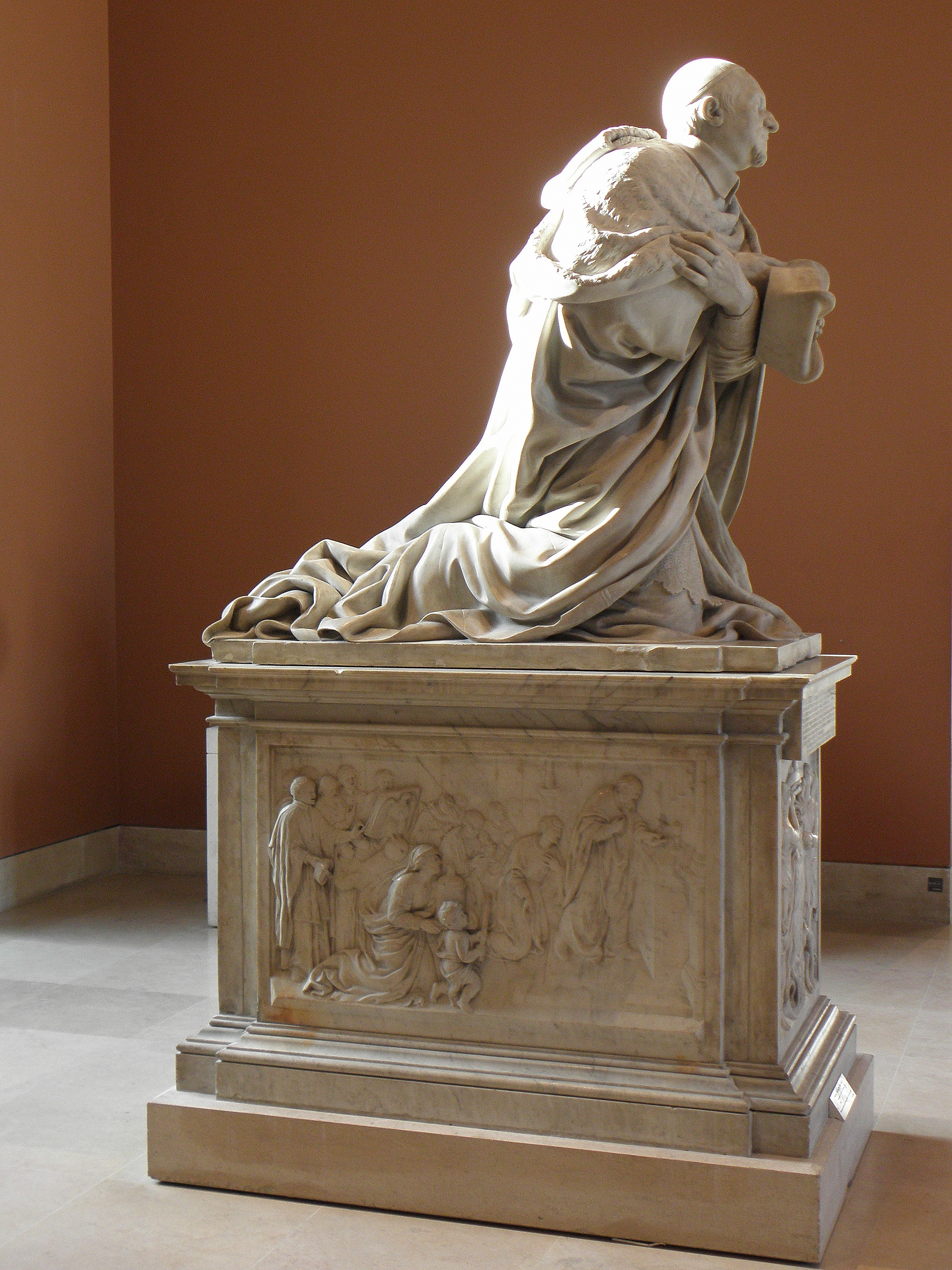
Monument du cœur (1657), del cardenal Pierre de Bérulle, de Jacques Sarrazin

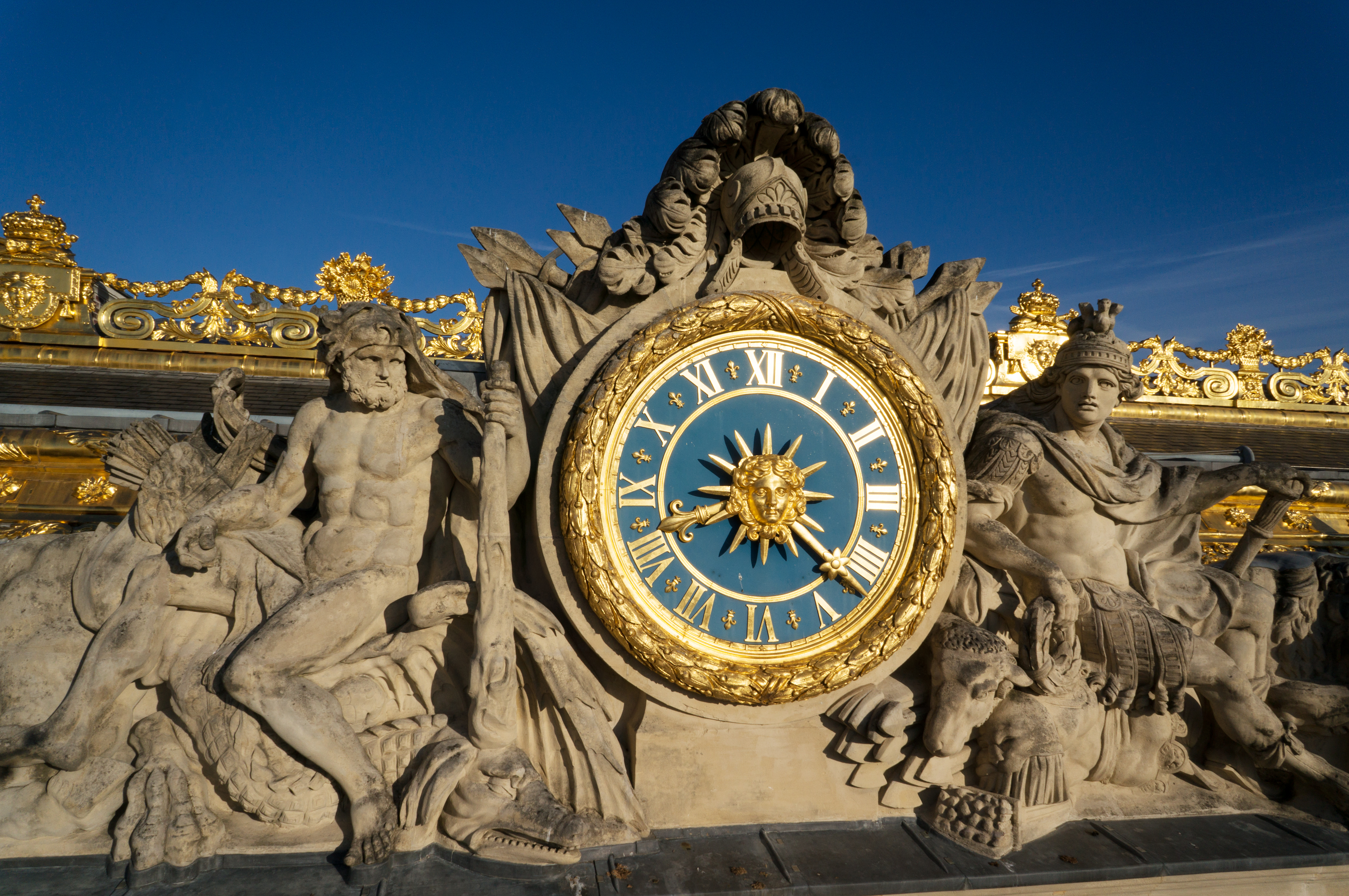
Reloj del avant-cour del palacio de Versalles, con las estatuas de Marte, de Gaspar y Baltasar Marsy, y de Hércules, de François Girardon.

El Barroco francés se reconoce por su carácter cortesano, mitológico y decorativo. Predominan los bustos, las estatuas ecuestres, las alegóricas y la escultura funeraria. Tiene cierta tendencia al clasicismo. 
Durante el reinado de Luis XIII destacan los retratos, casi siempre de carácter funerario, con escultores como Simon Guillain y Jacques Sarrazin.
A mediados de siglo XVII la Academia de Pintura y Escultura pasó a ser controlada por Colbert quien la puso al servicio de la monarquía. Dirigida por Charles Le Brun desde el año 1663, este impuso la ortodoxia clasicista que dictaban los encargos de la corte. La escultura entró a formar parte del arte oficial que exaltaba a la monarquía absoluta, con centro en el Palacio de Versalles. Allí trabajaron escultores como François Girardon, de gusto clásico (Apolo y las Ninfas, la fuente de las pirámides o el sepulcro del cardenal Richelieu, donde prescinde de toda integración con la arquitectura a favor del efecto teatral) y Jean-Baptiste Tuby (Fuente de El carro del sol o El carro de Apolo, El Ródano). Pierre Puget fue el más típicamente barroco, por su dramatismo, tensión y la violencia formal de sus obras, claramente influido por Bernini, por lo que tuvo dificultades para que sus obras fuesen aceptadas en la corte (Milón de Cortona, Alejandro y Diógenes, Andrómeda liberada por Perseo). Antoine Coysevox gran retratista en busto, realizó numerosas estatuas para el conjunto de Versalles y los mausoleos de Mazarino y Colbert.
Nicolas Coustou y su hermano Guillaume Coustou (Caballos de Marly), sobrinos de Coysevox y formados en su taller, trabajaron para la corte, en ocasiones conjuntamente. El estilo de Guillaume, más vigoroso, denota la influencia del barroco italiano que conoció en su estancia en Roma.
Ya en el siglo XVIII se produce un alejamiento de los dictados de la Academia destacando escultores, de gusto rococó, como François Dumont, Edme Bouchardon o Jean-Baptiste Lemoyne.

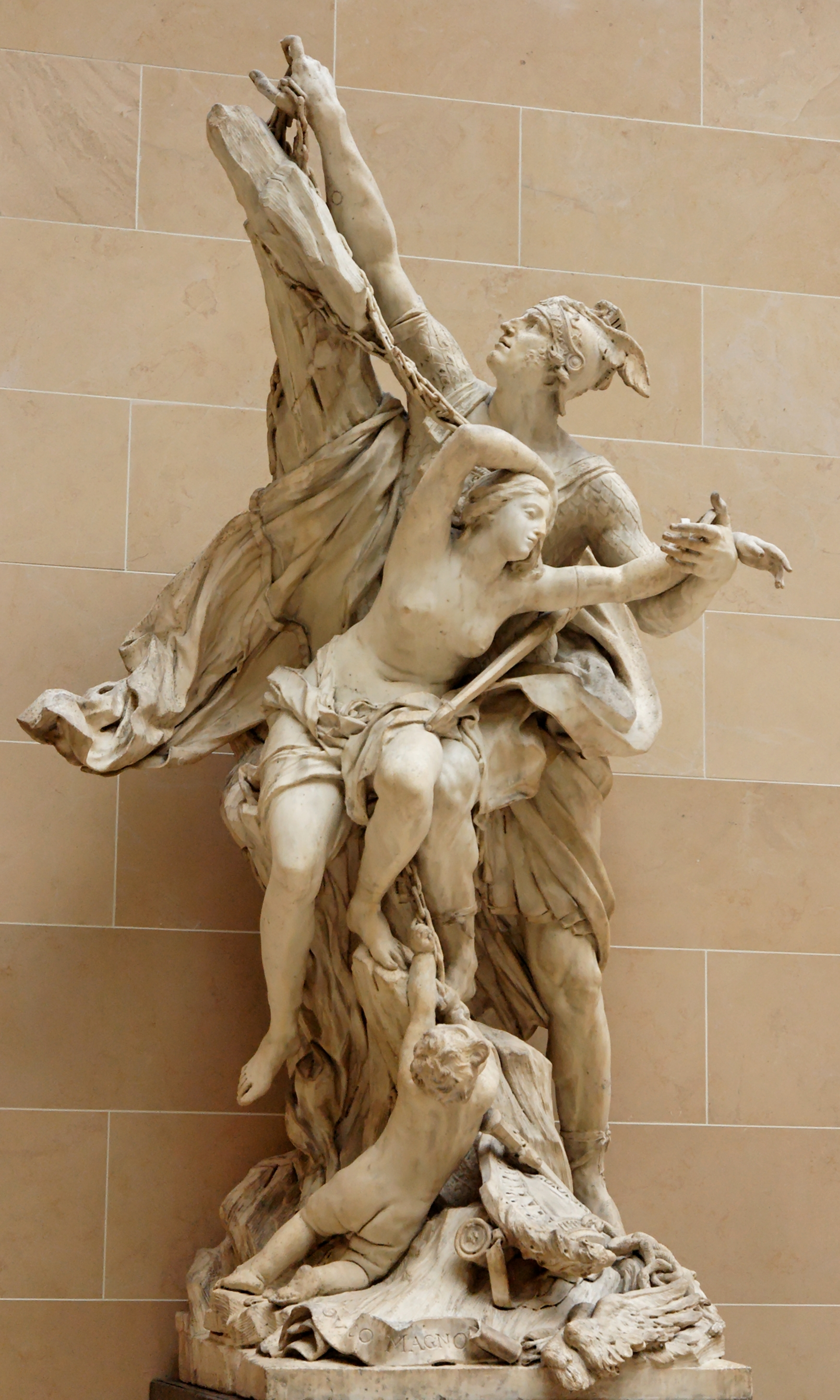
Perseo y Andrómeda, de Pierre Puget
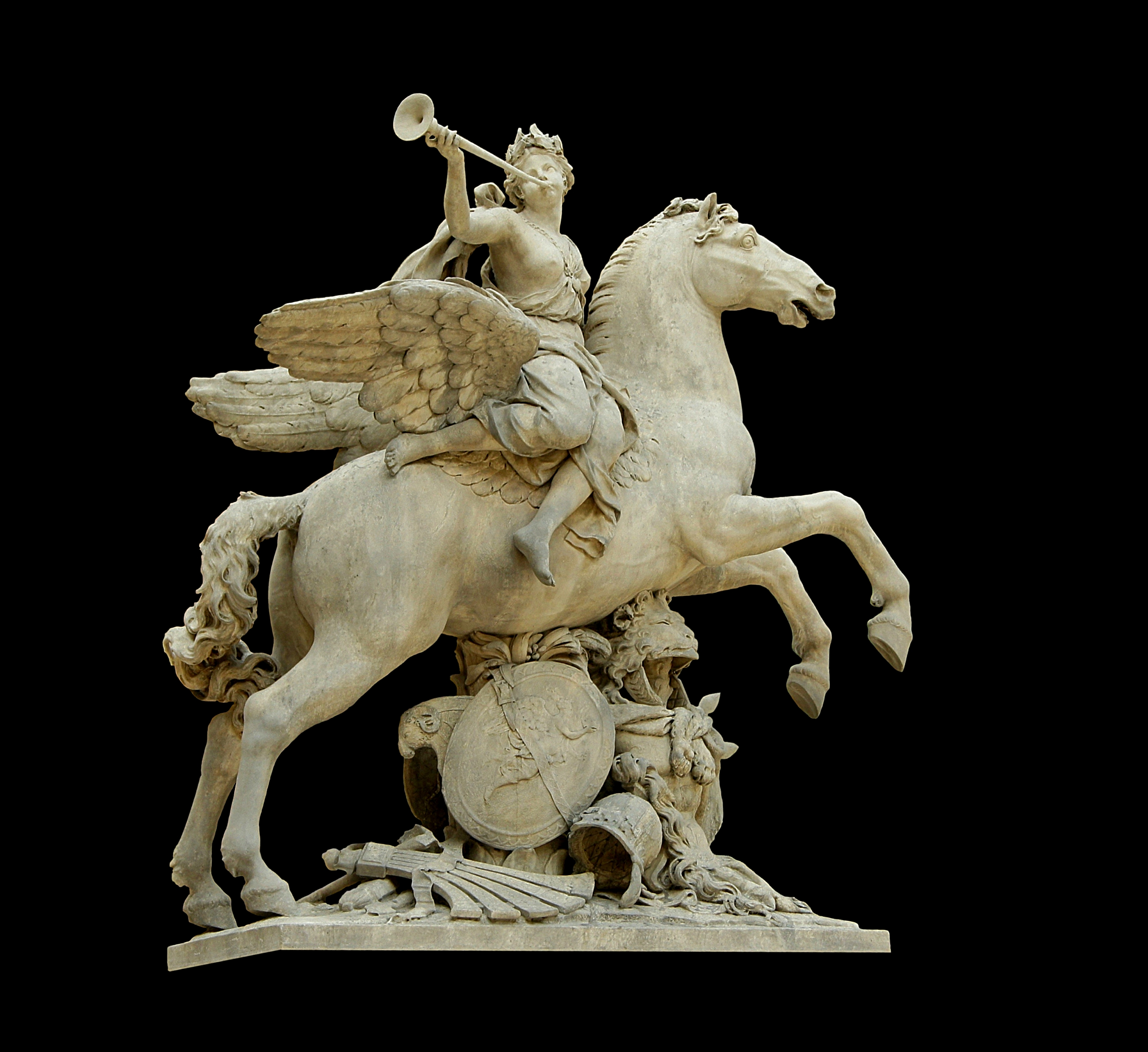
La fama de Luis XIV (1702), de Coysevox
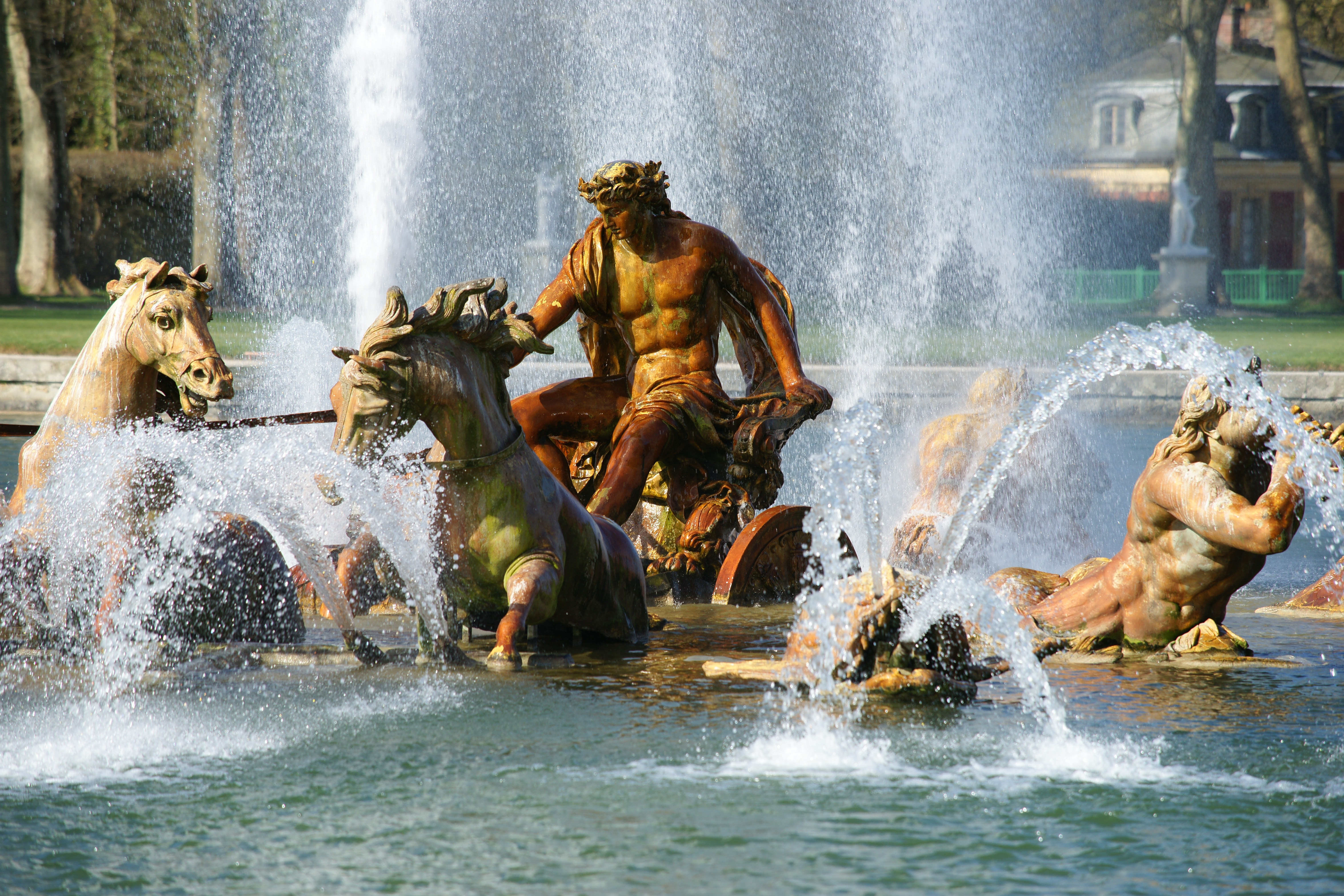
El carro de Apolo de Jean-Baptiste Tuby
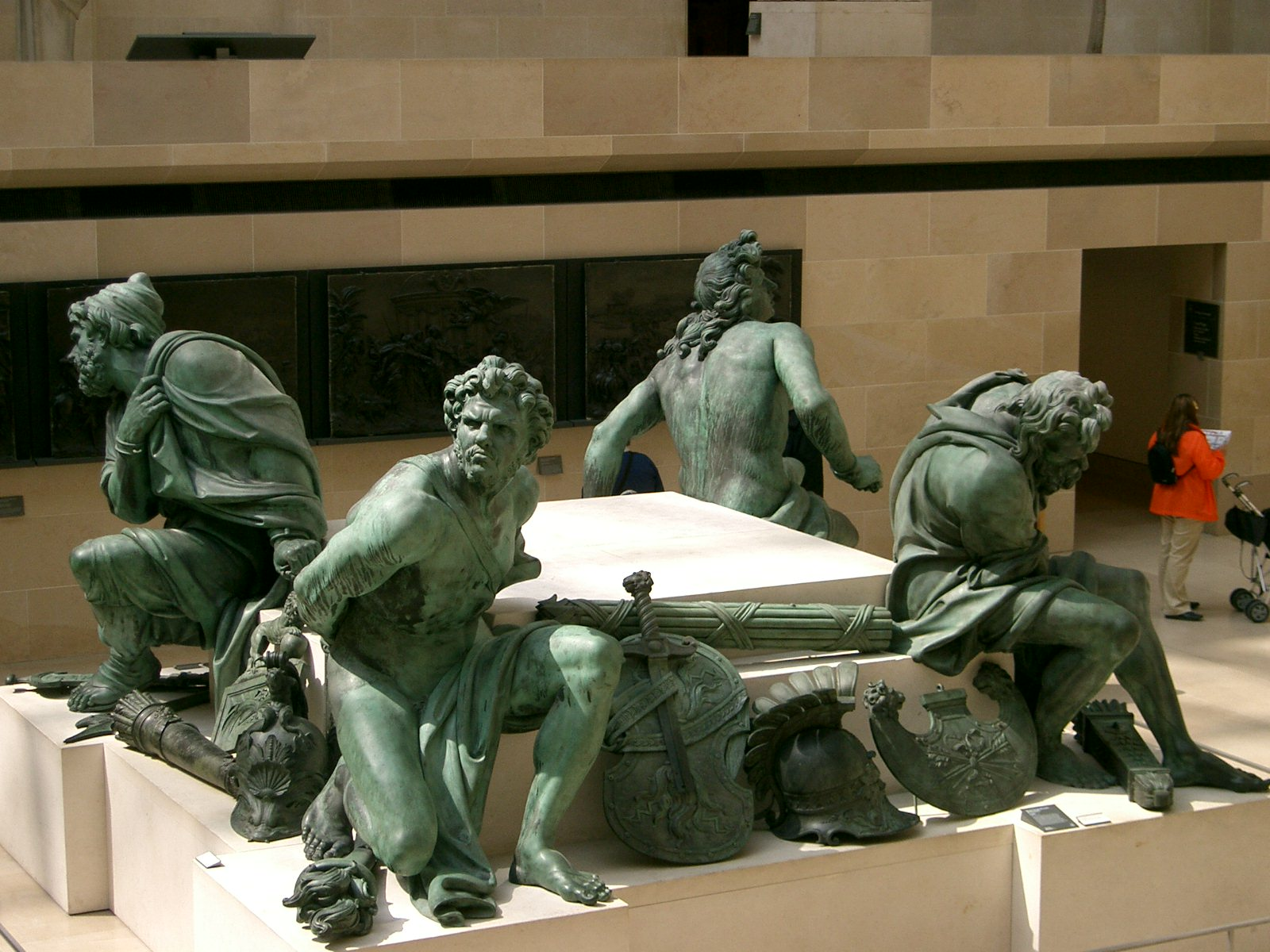
Cautivos del monumento a Luis XIV en Place des Victoires, de Martin Desjardins (1679)[Nota 5]
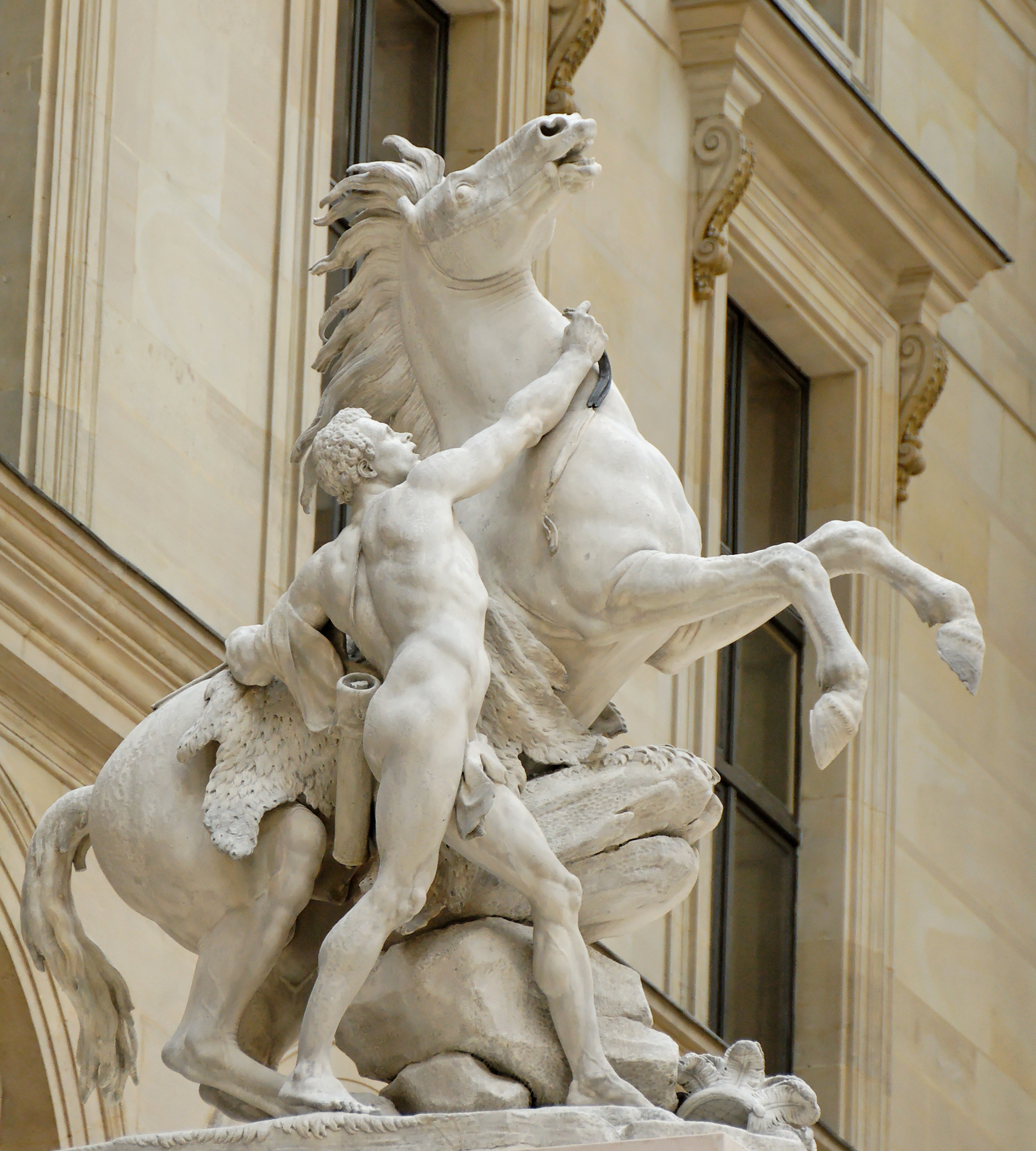
Caballos de Marly  (1739), de Guillaume Coustou
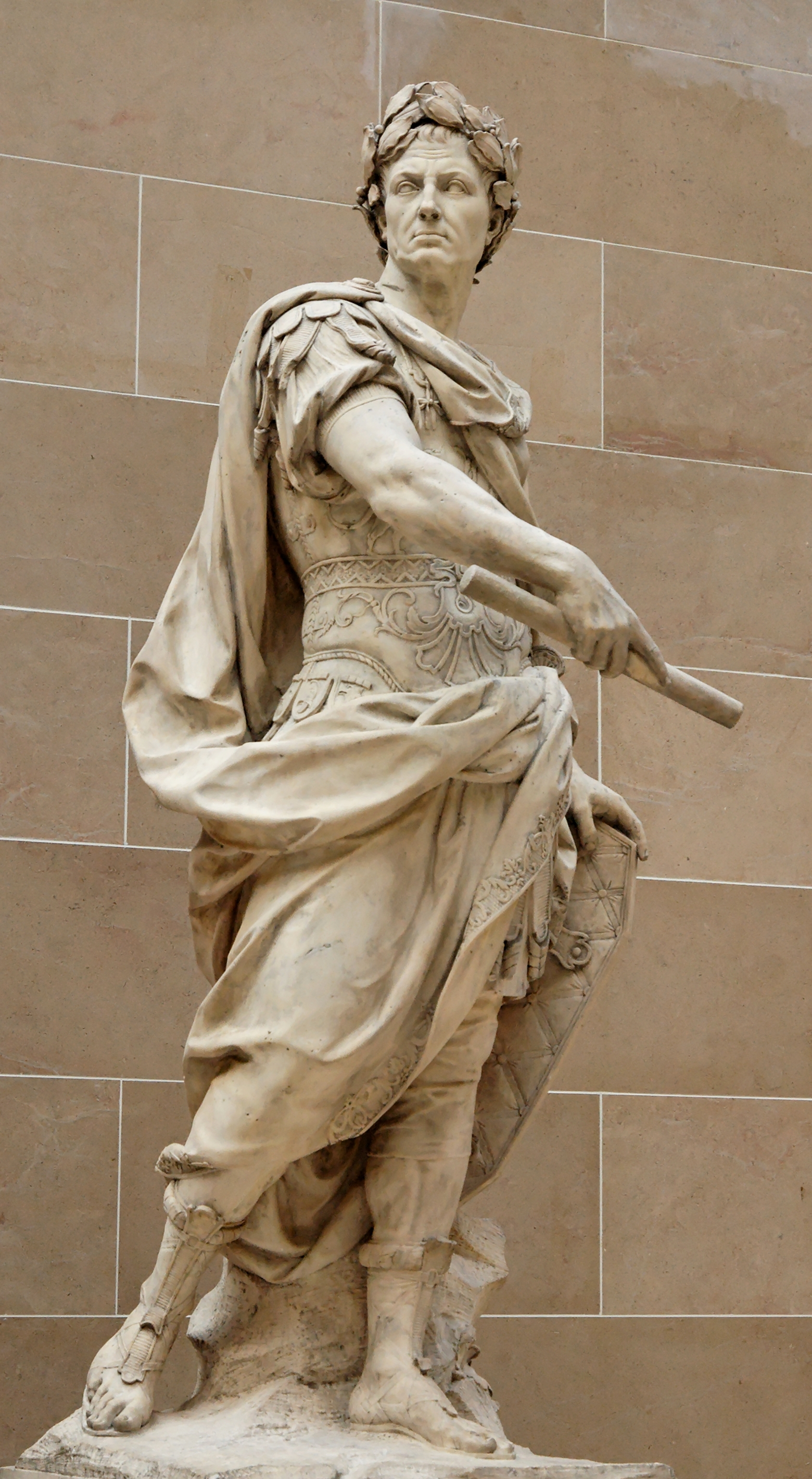
Julio Cesar de Nicolas Coustou

## La escultura barroca en Alemania y en el Imperio de los Habsburgo

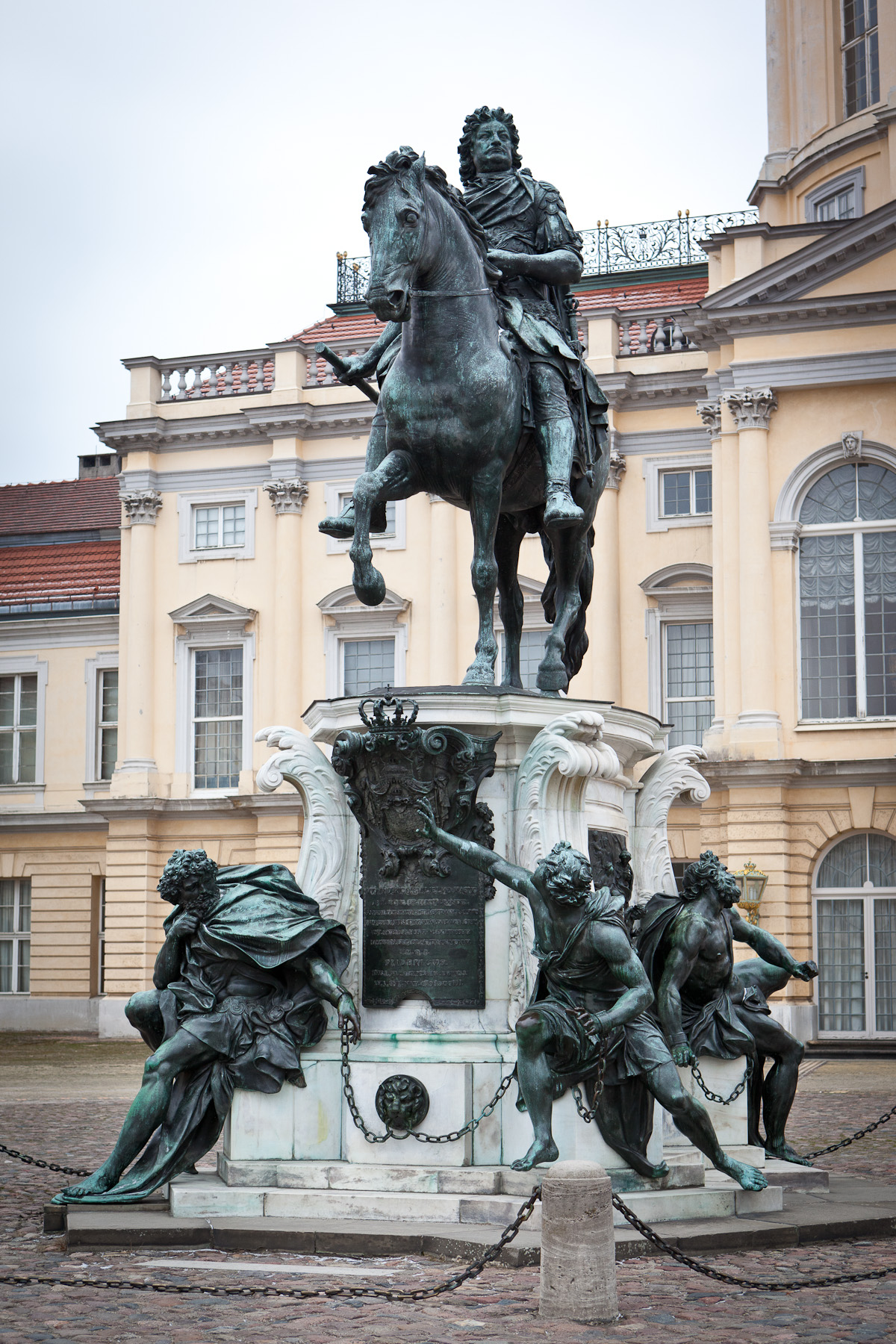
Monumento al gran elector Federico Guillermo I de Brandeburgo en el Palacio de Charlottenburg, de Schliuter, 1696-1708.

En Europa Central la implantación del estilo barroco hubo de esperar al término de la Guerra de los Treinta Años que desde 1618 a 1648 asoló el territorio de los principados alemanes. Consecuencia del conflicto fue el debilitamiento del poder imperial en territorio alemán. Los prácticamente independientes principados se dotaron de palacios e iglesias en cuya decoración, pintura y escultura tuvieron un papel principal. Figura de la primera mitad del siglo Georg Petel, trabajó en Amberes y posteriormente en Italia antes de volver a Alemania, sobresaliendo en las obras de pequeño formato.
A partir de la segunda mitad del siglo XVII a la fuerte demanda de escultura religiosa en los principados católicos, se sumó la necesaria para decorar los numerosos palacios y jardines de nueva construcción. La escultura barroca encontró un clima muy apropiado para el desarrollo del estilo de Bernini, aunque también se acogió la influencia francesa.  En territorio alemán destacaron Andreas Schlüter que también trabajó en Polonia,  Balthasar Permoser quien dejó su obra más conocida en el Zwinger de Dresde,  y los hermanos Asam: Egid Quirin, escultor y arquitecto y Cosmas Damian, arquitecto y pintor,  estos últimos entre el barroco y el rococó en sus obras conjuntas consiguen el ideal del barroco, la obra total cuyo mejor ejemplo en la iglesia de San Juan Nepomuceno en Múnich.
En Austria Georg Raphael Donner presenta un estilo menos barroco de gusto clasicista. Por último, en el barroco final apuntando hacia el neoclasicismo hay que mencionar a Franz Xaver Messerschmidt y Balthasar Ferdinand Moll. 
En la República Checa, la Moravia y Bohemia perteneciente al Imperio Habsburgo, el alto barroco llegó de la mano de artistas extranjeros como el sorabo  Matěj Václav Jäckel y el alemán eslovaco Jan Brokoff cuyo hijo  Ferdinand Maxmilián Brokoff fue una de las figuras más relevantes de la época en Praga. Como contrapunto, el otro gran escultor fue Matthias Braun de origen austriaco, cuyo estilo posee un mayor dinamismo y teatralidad que el de los citados anteriormente. A estos artistas se deben buena parte de los grupos escultóricos que adornan el Puente Carlos en Praga.
Unas de las obras más representativas del barroco en la zona fueros las Columnas Marianas, de la Santísima Trinidad, o de la peste, grandes estructuras combinación de arquitectura y escultura que adornan las plazas principales y que se erigieron como ofrendas en agradecimiento a la protección contra la guerra o contra las epidemias.

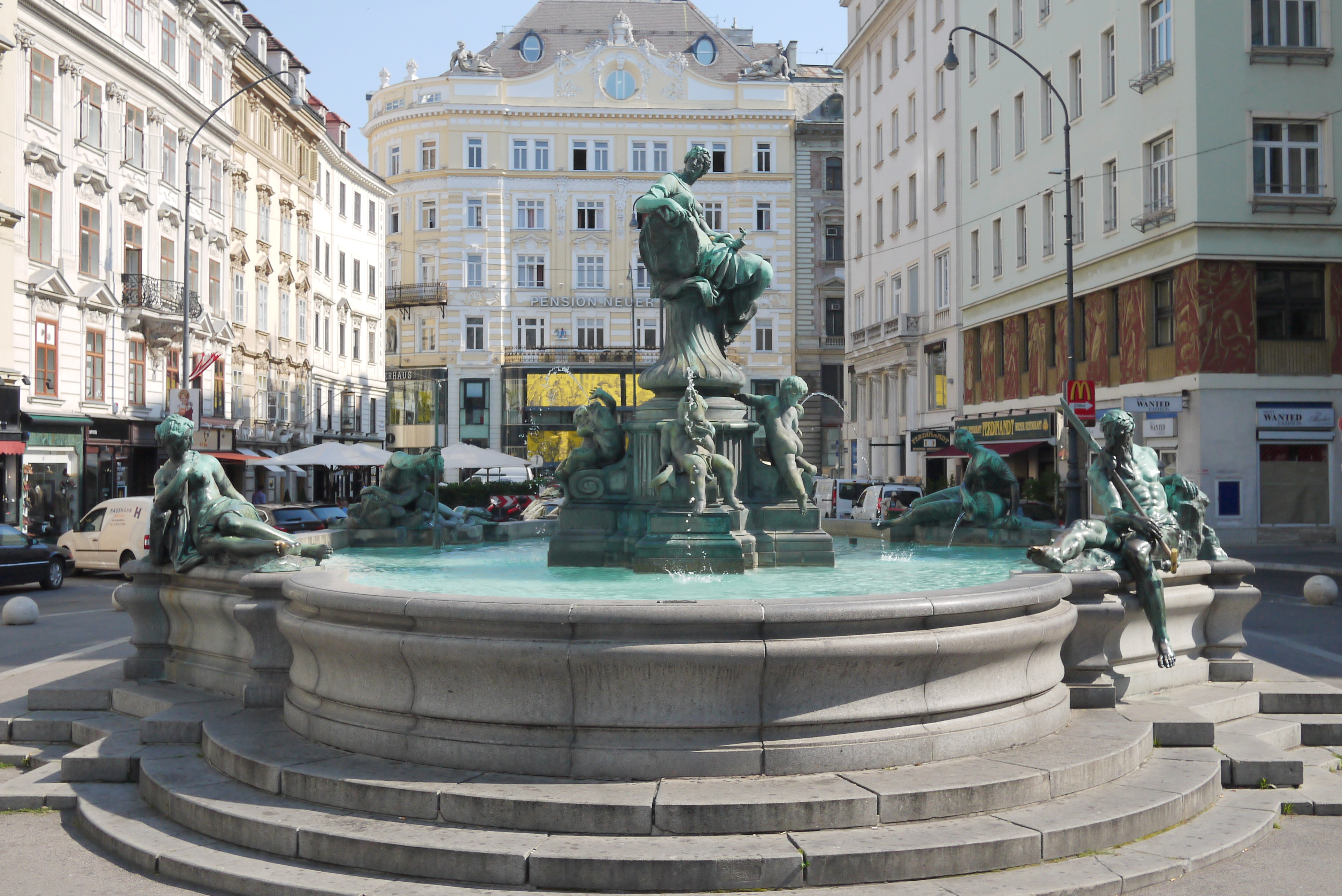
Providentiabrunnen o Donnerbrunnen, fuente en el Neuer Market de Viena, de Georg Raphael Donner (1737-1739)
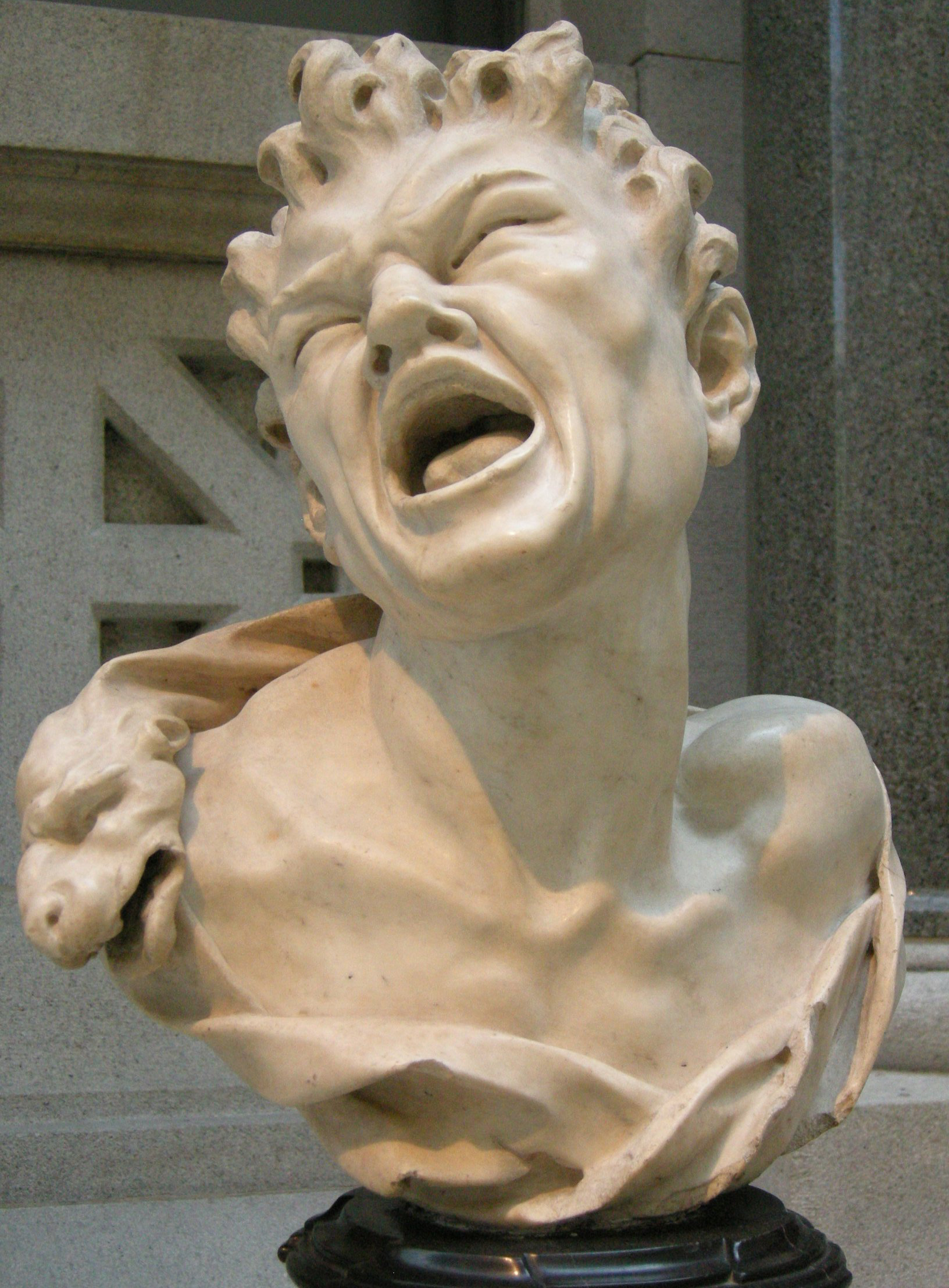
Marsias  (ca. 1680), de Permoser
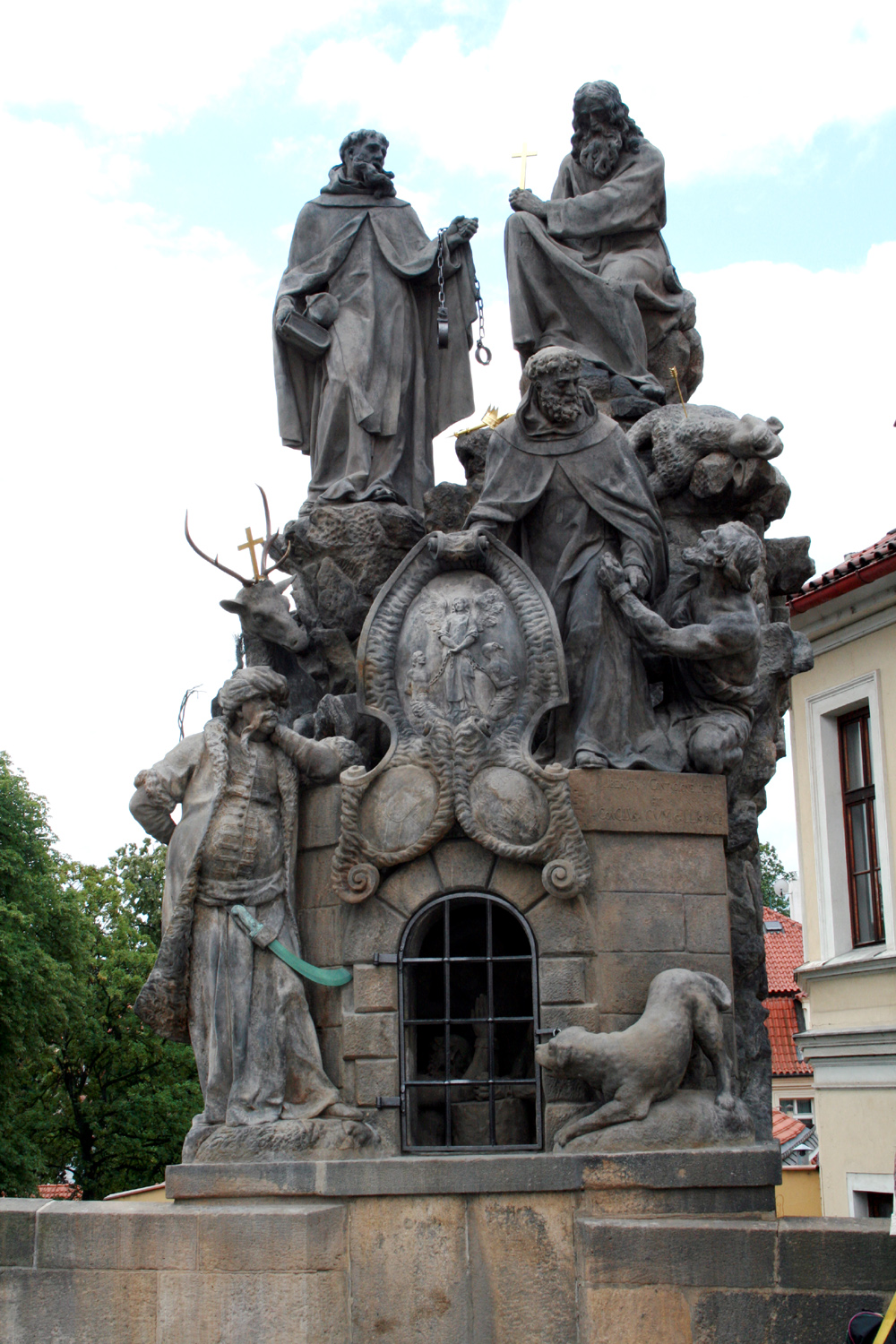
San Juan de Mata y Félix de Valois (ca. 1714), de Ferdinand M. Brokoff
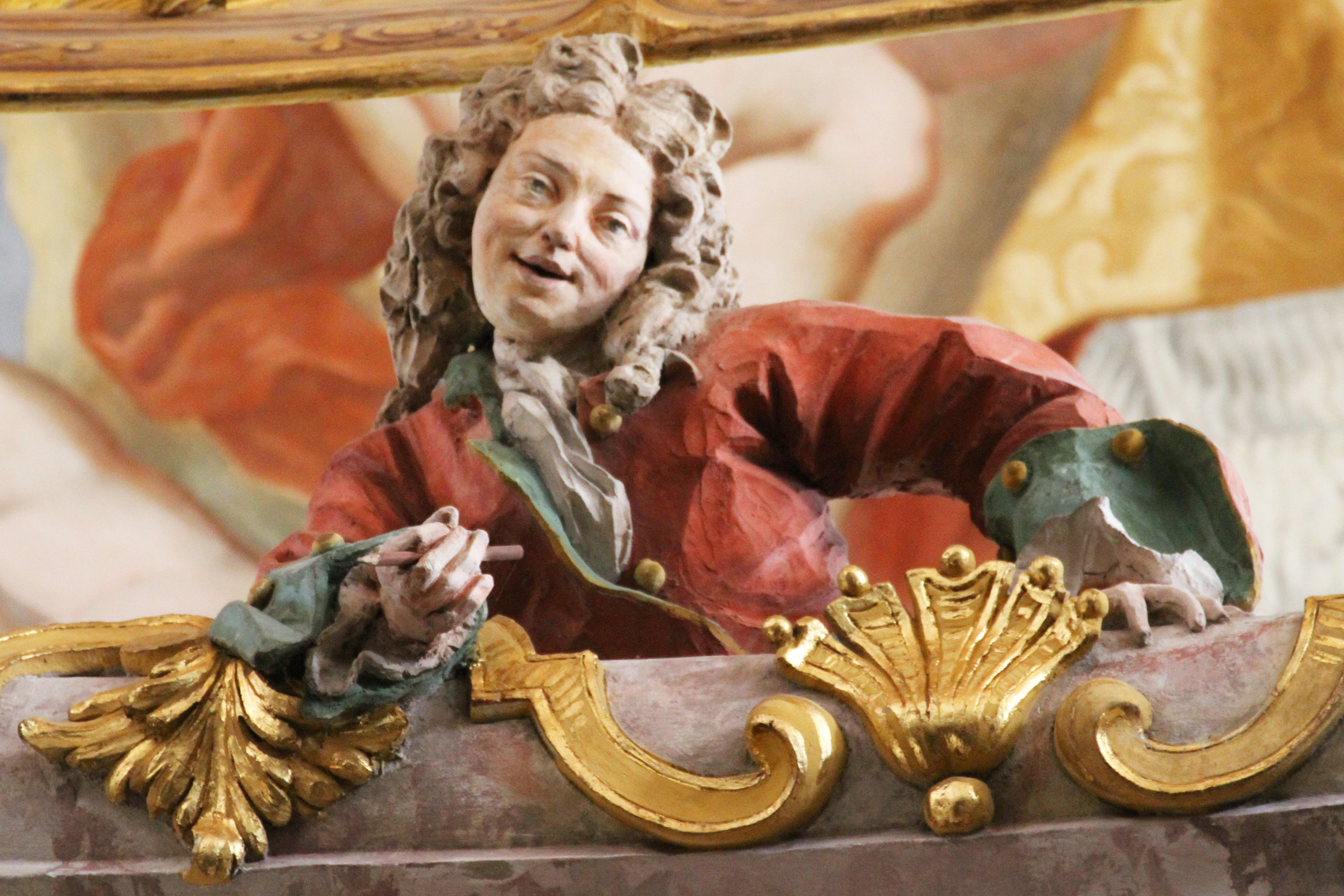
Autorretrato de Cosme Damián Asam en la decoración escultórica al estuco de la abadía de Weltenburg (1716-1739)
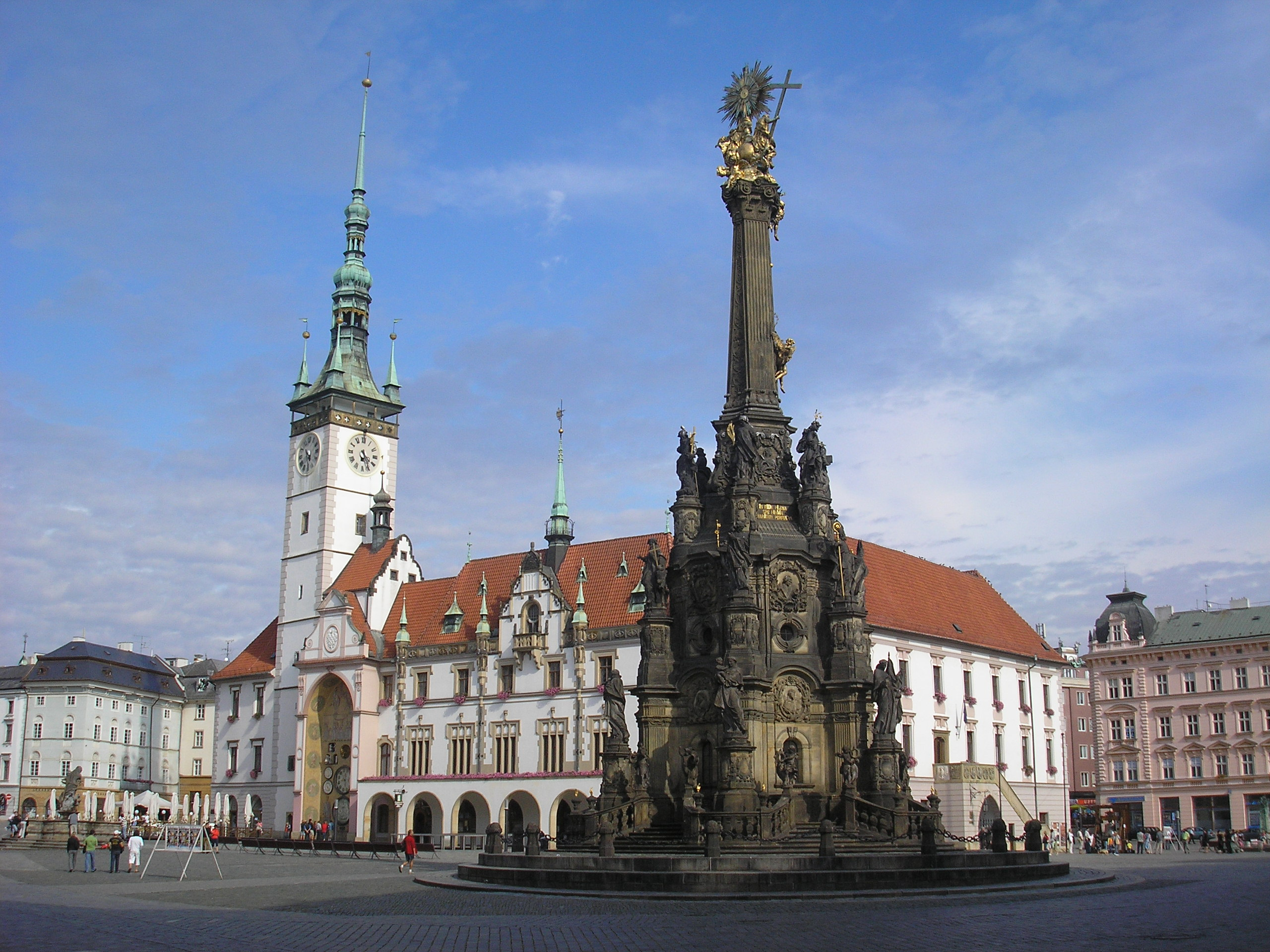
Columna de la Santísima Trinidad (1740), Olomouc
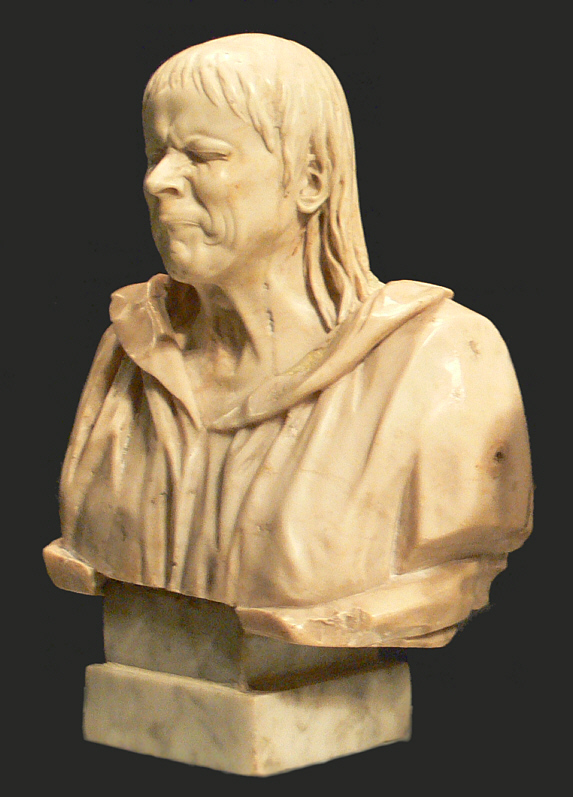
Heráclito (cabeza de carácter) de Messerschmidt

## La escultura barroca en España

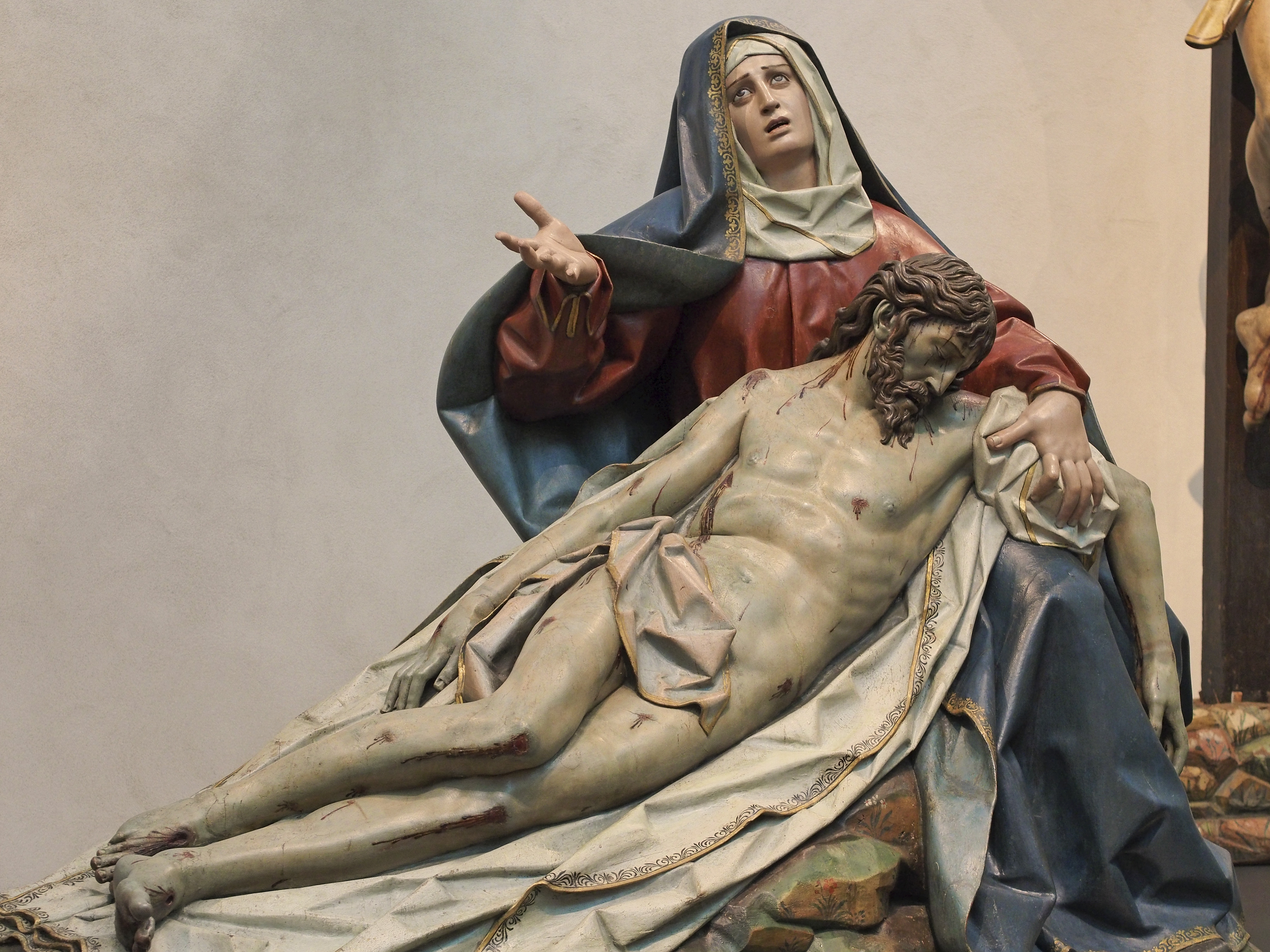
Piedad (1616), de Gregorio Fernández

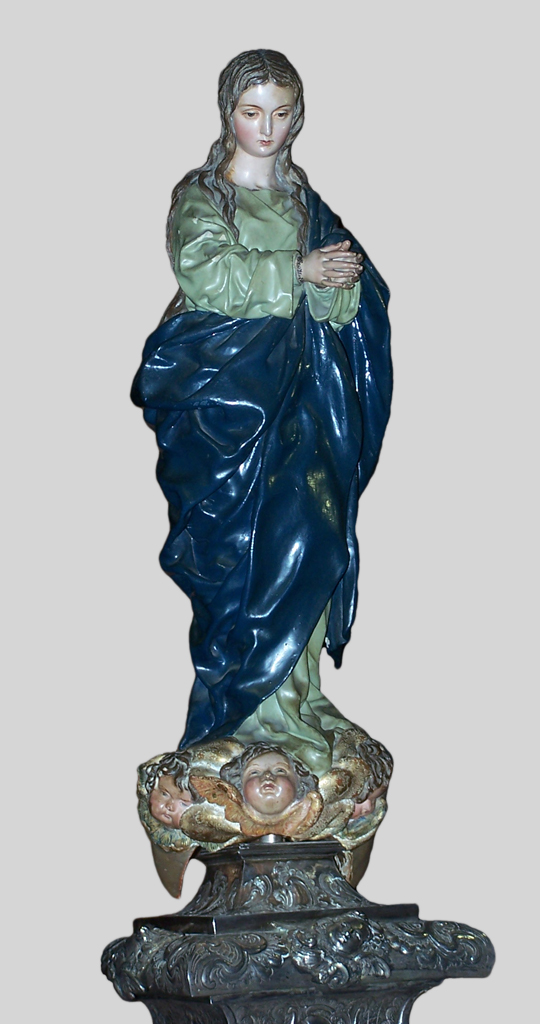
Inmaculada del facistol (1655-1656) de Alonso Cano (sacristía de la catedral de Granada)

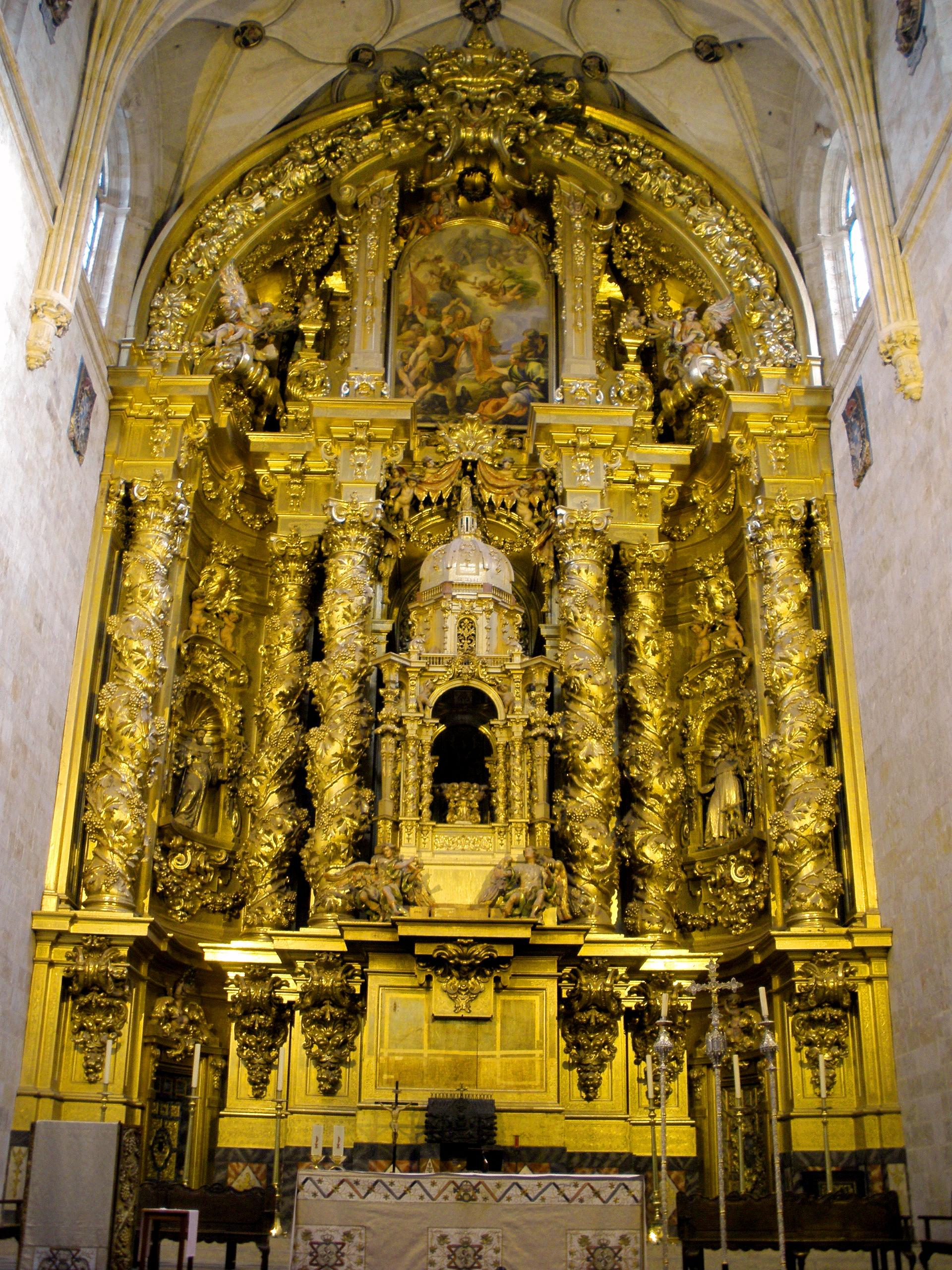
Retablo Mayor (1692) del Convento de San Esteban de Salamanca, obra de José de Churriguera. Prototipo de los retablos barrocos churriguerescos del arte español e hispano-americano de las primeras décadas del

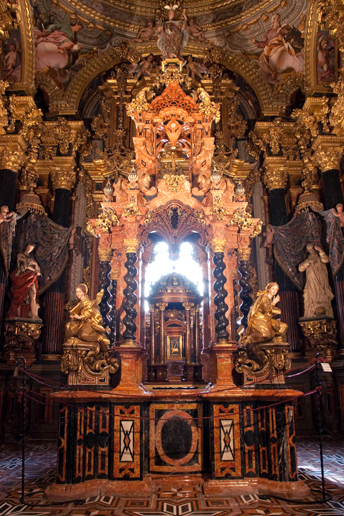
Sagrario de la cartuja de Granada (1709-1720), de Francisco Hurtado Izquierdo

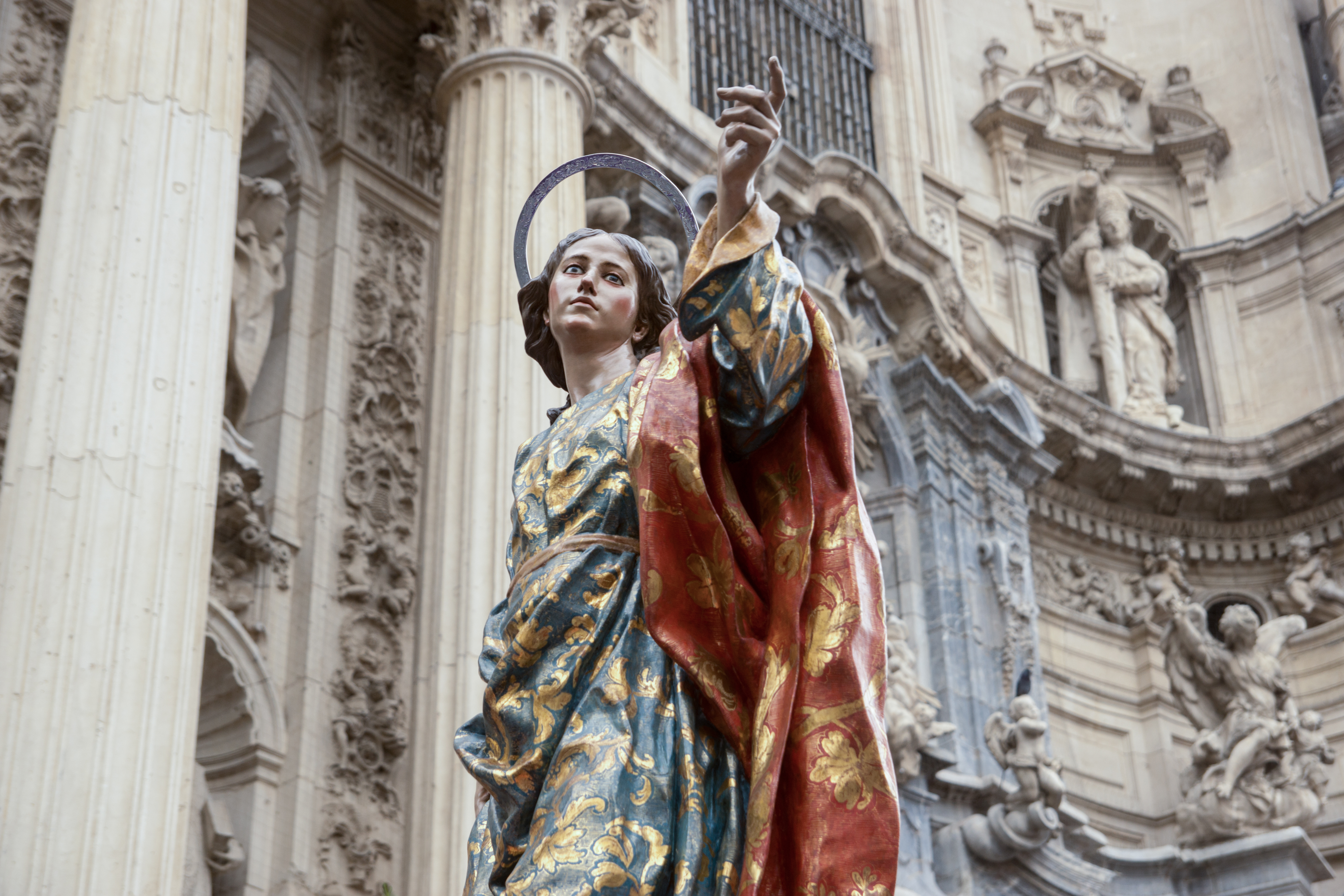
San Juan (1756), de Francisco Salzillo (Museo Salzillo de Murcia)

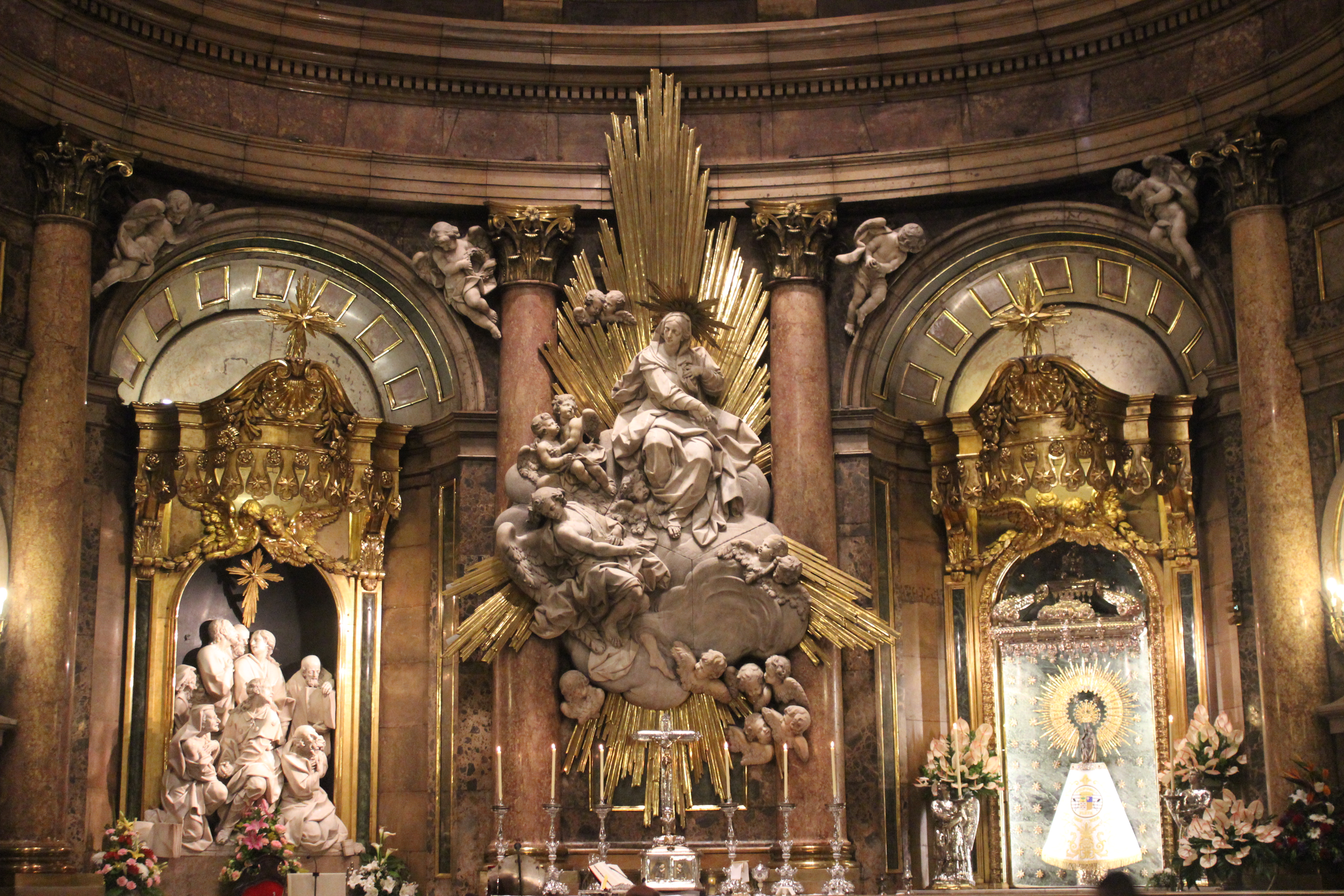
Altar con la Venida de la Virgen (1762-1765), de José Ramírez de Arellano (Santa Capilla de Nuestra Señora del Pilar)

La evolución de la escultura barroca en España tuvo un desarrollo propio apenas influido por las escuelas extranjeras, ya que ni los escultores más destacados viajaron al exterior, como sí habían hecho en el siglo anterior, ni fueron numerosos los escultores extranjeros que trabajaron en España —salvo el flamenco José de Arce, el portugués Manuel Pereira o el alsaciano Nicolas de Bussy— ni la importación de obras fue significativa.
La escultura barroca española dependió casi enteramente de los encargos de la Iglesia, por lo que la mayoría de las obras fueron retablos para adornar los altares y pasos procesionales para la Semana Santa. El retablo cobró un enorme protagonismo en los espacios religiosos, tanto por su tamaño, que se fue haciendo mayor con el tiempo, como por su complejidad y espectacularidad, que alcanza su punto máximo. En su realización intervienen prácticamente todas las disciplinas artísticas (arquitectura, talla, policromía, dorado). Tipologías específicas, como el retablo-relicario, el retablo-escenario, el baldaquino, etc., aunque no surgen en el Barroco, llegan entonces a su máxima expresión.
Los temas mitológicos y profanos están ausentes y la temática en esta etapa fue casi exclusivamente religiosa, tanto de los encargos privados como institucionales, destinados a la devoción privada y a la pública. Destaca con mucho la imaginería, siendo el material más utilizado la madera, siguiendo la tradición hispana, con policromía y la técnica del estofado, tanto en bulto redondo como en relieve. Se procura una gran verosimilitud de las figuras, calificada habitualmente de «realismo» o «naturalismo», caracterizadas por sus gestos y posturas muy expresivas; las imágenes tienen un perfecto acabado a las que se añaden postizos para reforzar el verismo (cabello natural, ojos y lágrimas de cristal, ricas vestiduras de tela real), e incluso efectos de articulación y movimiento real en algunos casos, y por la escenografía que las introduce en la vida real como si fuera un decorado teatral. La finalidad era provocar una profunda emoción religiosa en el espectador. Se buscaba impresionar al devoto y atraerlo, según los dictados del Concilio de Trento (el énfasis de la Contrarreforma en el culto a los santos a través de imágenes y reliquias por reacción a la opinión contraria de la Reforma protestante).
La talla en piedra generalmente se limitó a la decoración escultórica de las portadas (fachadas-retablo). Sólo en el ámbito de la Corte aparece la estatuaria monumental (los retratos ecuestres en bronce de Felipe III y estatua ecuestre de Felipe IV se encargaron en Italia, a Pietro Tacca, y también existen modelos de estatua ecuestre de Carlos II un monumento similar para Carlos II, de Giacomo Serpotta).
En la escultura barroca española se reconocen distintas etapas. A principios de siglo se observa el paso del romanismo manierista al naturalismo barroco que a lo largo de la centuria evolucionaría buscando un mayor efectismo a través de los gestos, posturas o del uso de postizos. Este mayor barroquismo es claramente observable en la arquitectura de los retablos. Cronológica y estilísticamente se distinguen dos fases en el Barroco escultórico español:
- El Barroco clasicista o pleno que, arrancando del manierismo de fines del siglo XVI, se prolonga hasta finales del siglo XVII (y que, por su duración, también es objeto de subdivisión). Parte de los supuestos clasicistas, de raigambre renacentista y manierista, que se impusieron a partir del gran programa escultórico escurialense; y avanza hacia un mayor naturalismo según transcurre el siglo, buscando la verosimilitud en la representación, no reñida con el efectismo. Existieron dos escuelas fundamentales:
  - la escuela castellana, centrada en Valladolid y Madrid, caracterizada por la severidad, la austeridad y un realismo extremo, cuyas señas de identidad son la talla completa, el dolor y la crueldad con abundancia de sangre, profundo dinamismo, caricaturización de los personajes malvados, intenso modelado y unos rostros con fuerte expresividad. Escultores de esta escuela son Francisco del Rincón (c.1567-1608), el gallego Gregorio Fernández (1576-1636), Juan de Ávila (1652-1702) y su hijo Pedro de Ávila (1678-1742), Luis Salvador Carmona (1708-1767) (todos ellos pertenecientes al ámbito vallisoletano), y en Madrid Juan Sánchez Barba (1602-1673) y el portugués Manuel Pereira. En Toro, el taller de Sebastián Ducete y Esteban de Rueda crea una escultura influida por Juni y Fernández, pero con una temática menos dramática y de tono más amable.
  - la escuela andaluza, con centros en Sevilla (escuela sevillana), Granada (escuela granadina) y Málaga (escuela malagueña), de mayor artificiosidad, revestida a veces de idealismo, en que predomina la serenidad y las imágenes bellas y equilibradas con un modelado suave. Los grandes escultores de esta escuela son Juan Martínez Montañés (1568-1649), Alonso Cano (1601-1667), Alonso y Pedro de Mena (1628-1688), Fernando Ortiz, José de Mora, Pedro Roldán y su hija Luisa Roldán (la Roldana), Juan de Mesa(1583-1627), José Risueño, Bernardo de Mora, Andrés de Carvajal y Pedro Duque y Cornejo, José Montes de Oca. Hay que destacar la influencia que la escuela sevillana tuvo en el desarrollo de la escultura en los territorios americanos tanto por la continua exportación de obras como por el establecimiento en ultramar de artistas formados en sus talleres. A mediados del siglo XVII se estableció en Madrid el portugués Manuel Pereira (dos famosas estatuas de San Bruno).

Escuela castellana
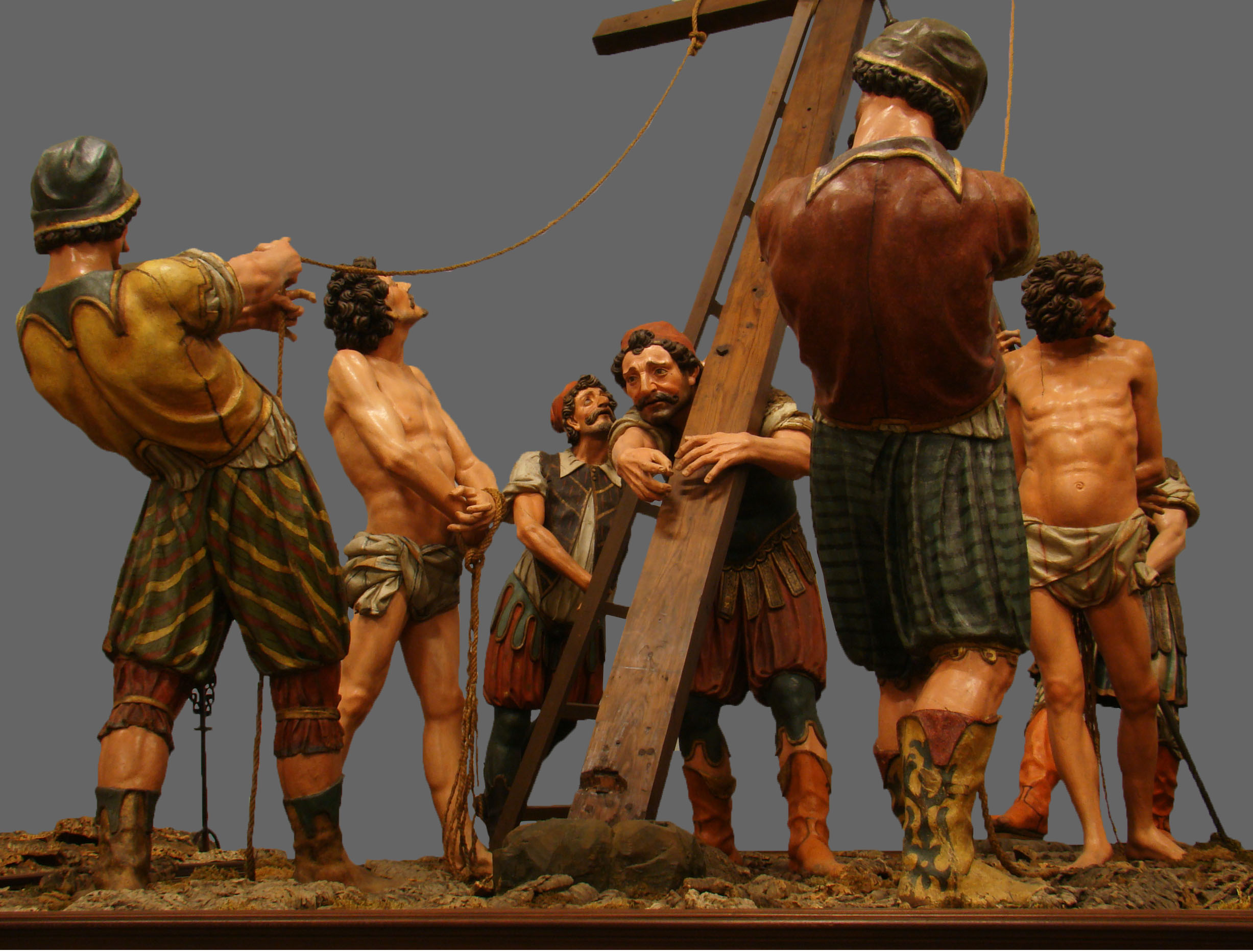
Paso de La elevación de la Cruz (1604), de Francisco de Rincón
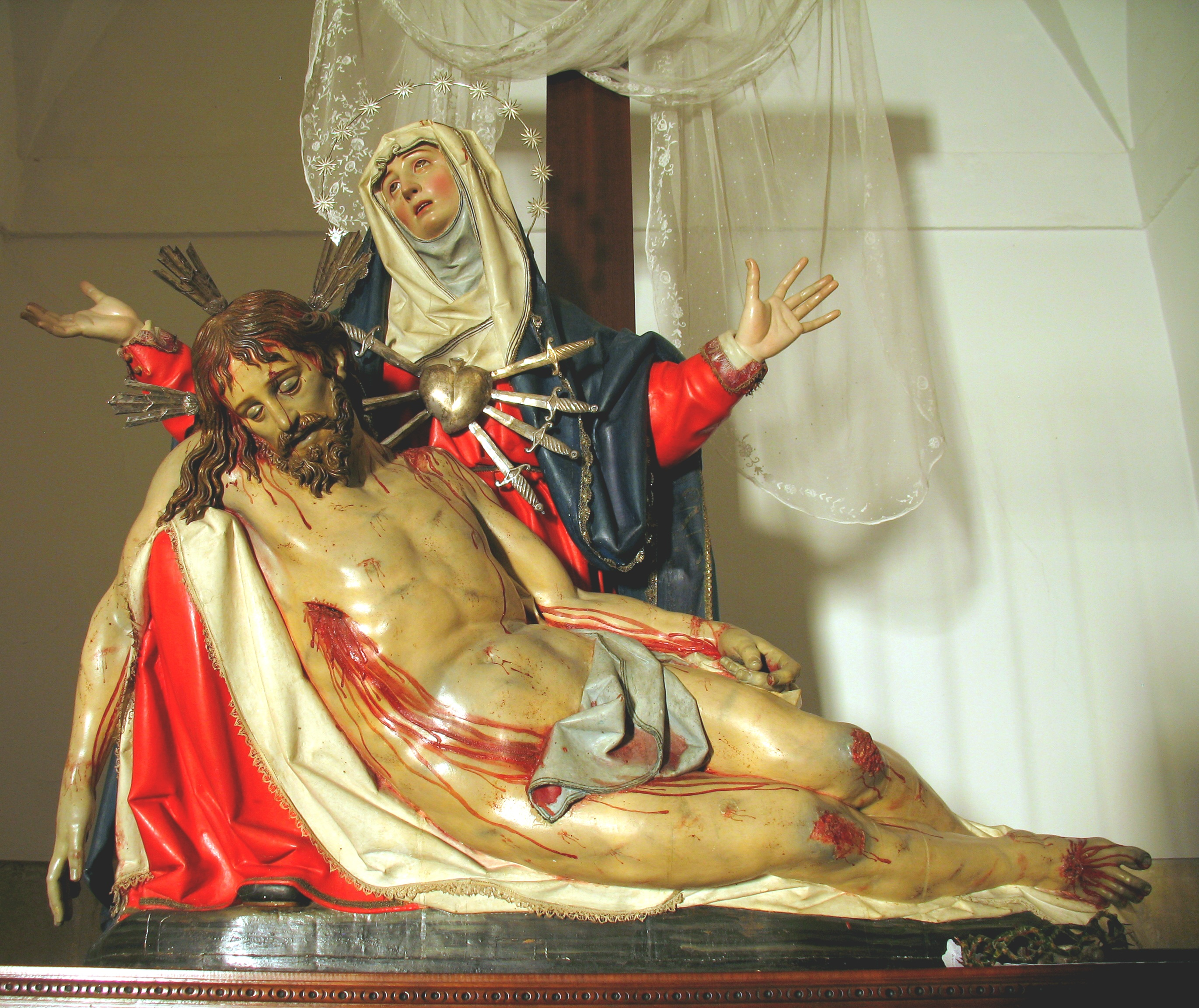
Piedad (1620), de Gregorio Fernández (Monasterio de Santa Clara (Carrión de los Condes))
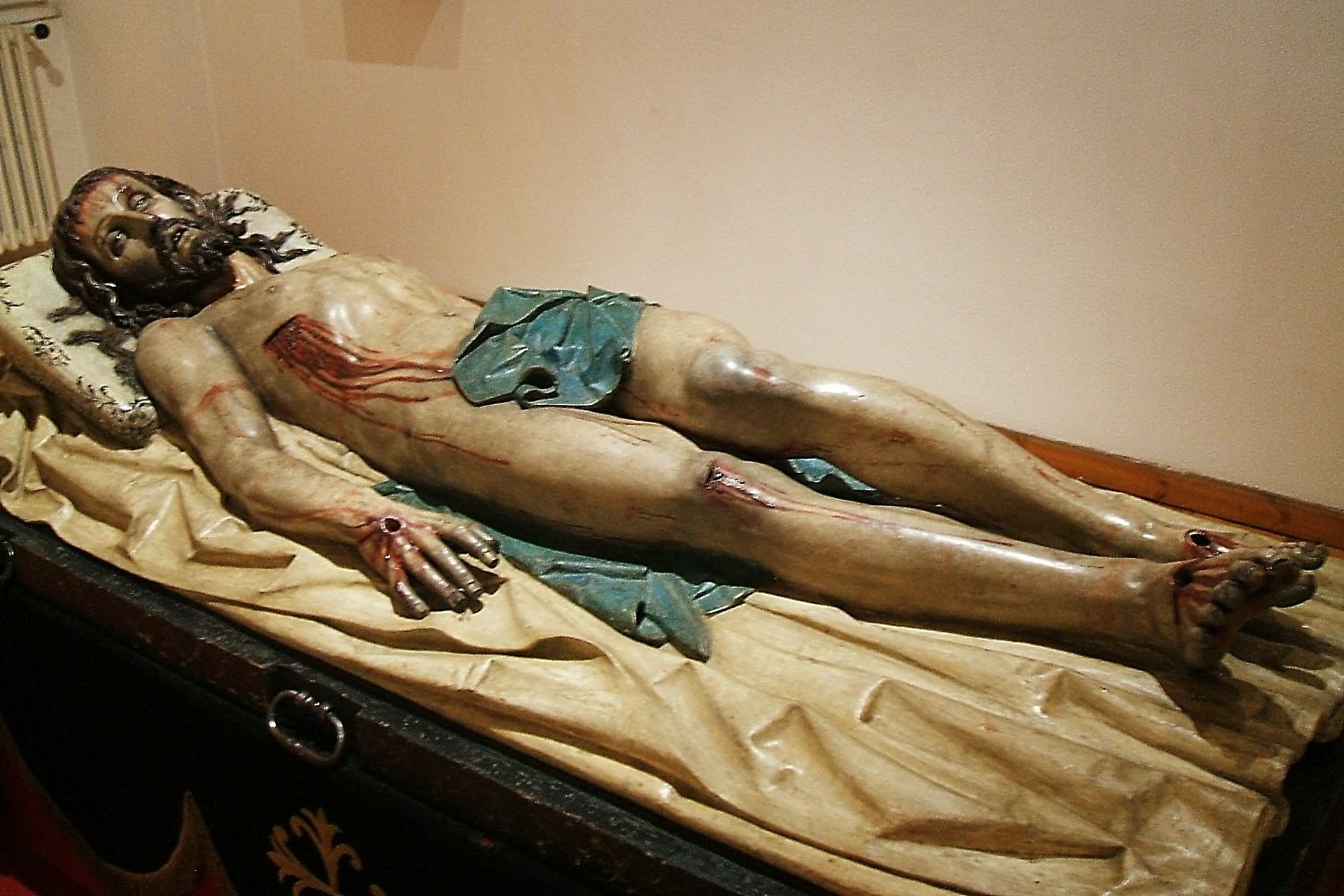
Cristo yacente (1634) de Gregorio Fernández (Museo del Real Monasterio de San Joaquín y Santa Ana, Valladolid)
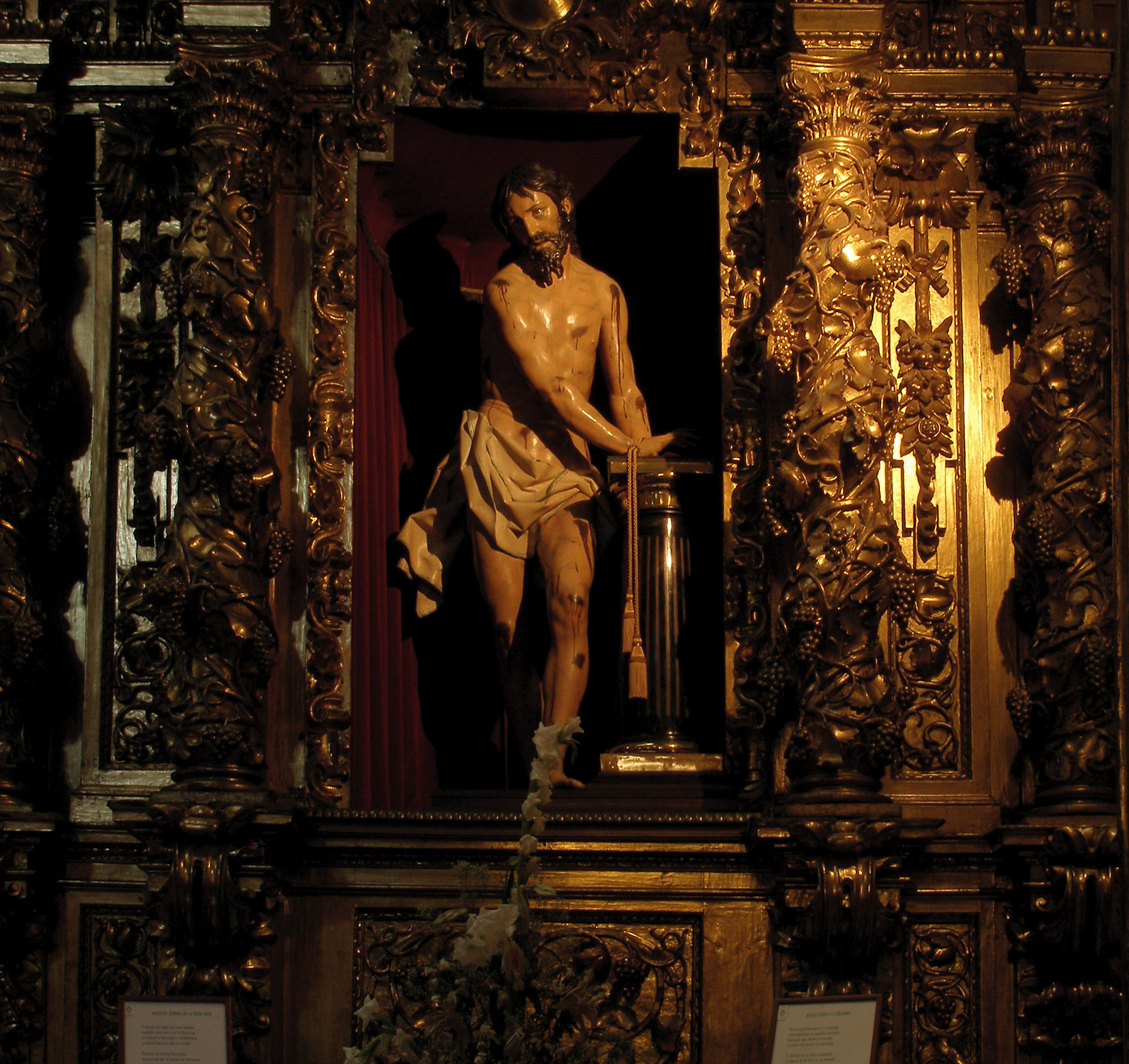
El Señor Atado a la Columna (1619), de Gregorio Fernández (iglesia de la Vera Cruz, Valladolid)
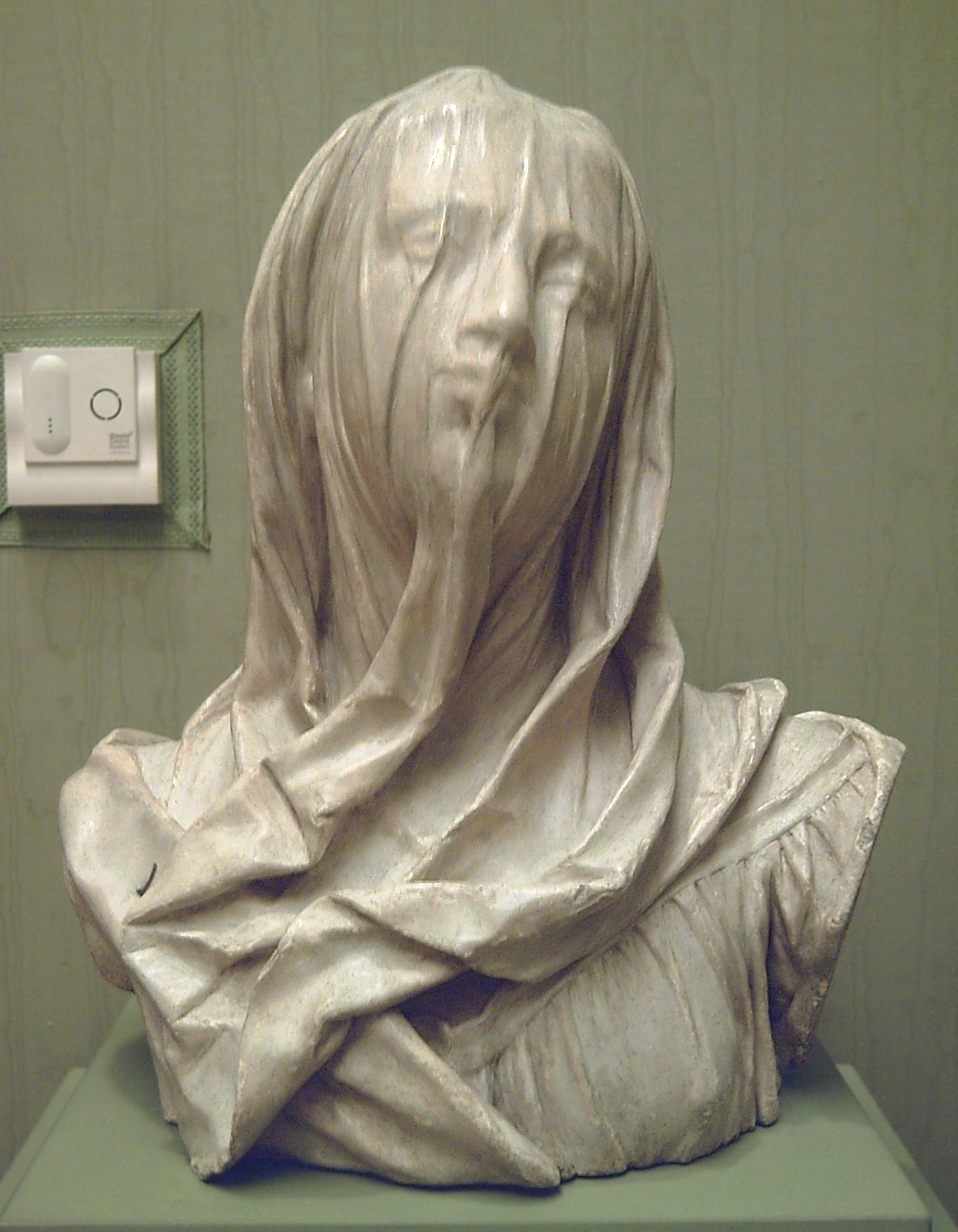
La fe (1753), de Luis Salvador Carmona

Escuela andaluza
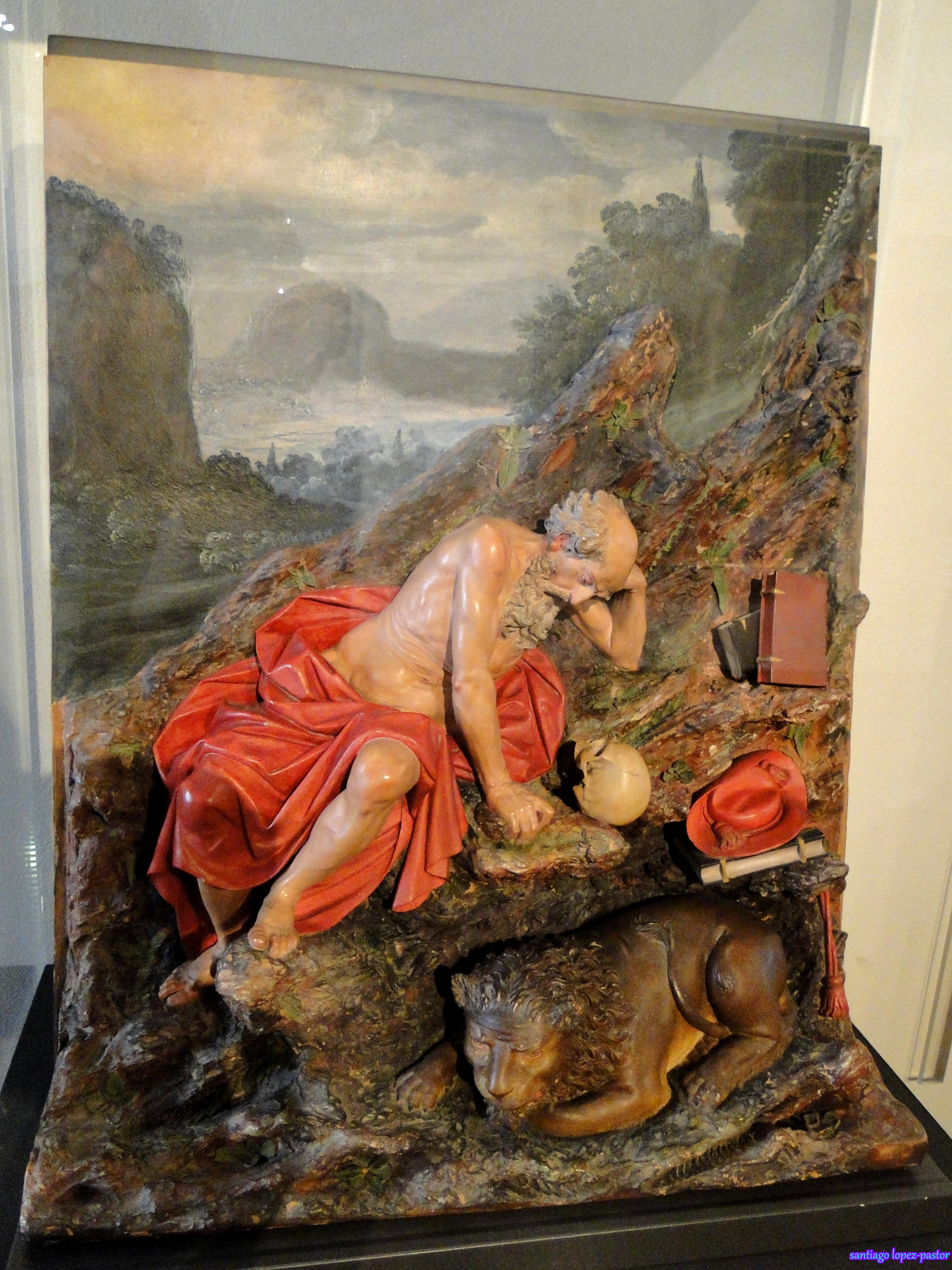
Inmaculada La Cieguecita  (1629-1631) en la capilla de la Inmaculada de la catedral de Sevilla, de Juan Martínez Montañés
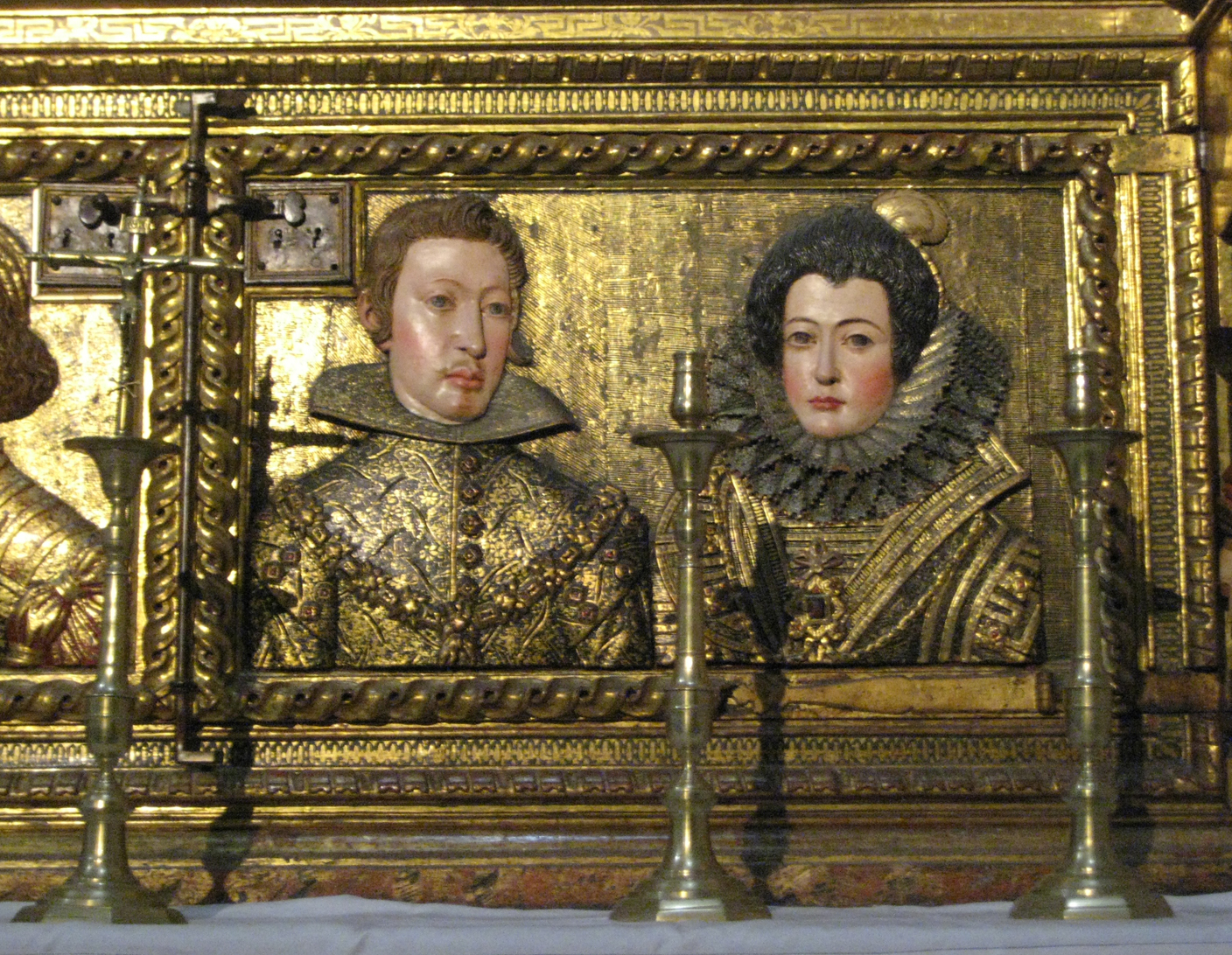
Retratos de Felipe IV e Isabel de Borbón (1632) en la capilla real de Granada, de Alonso de Mena
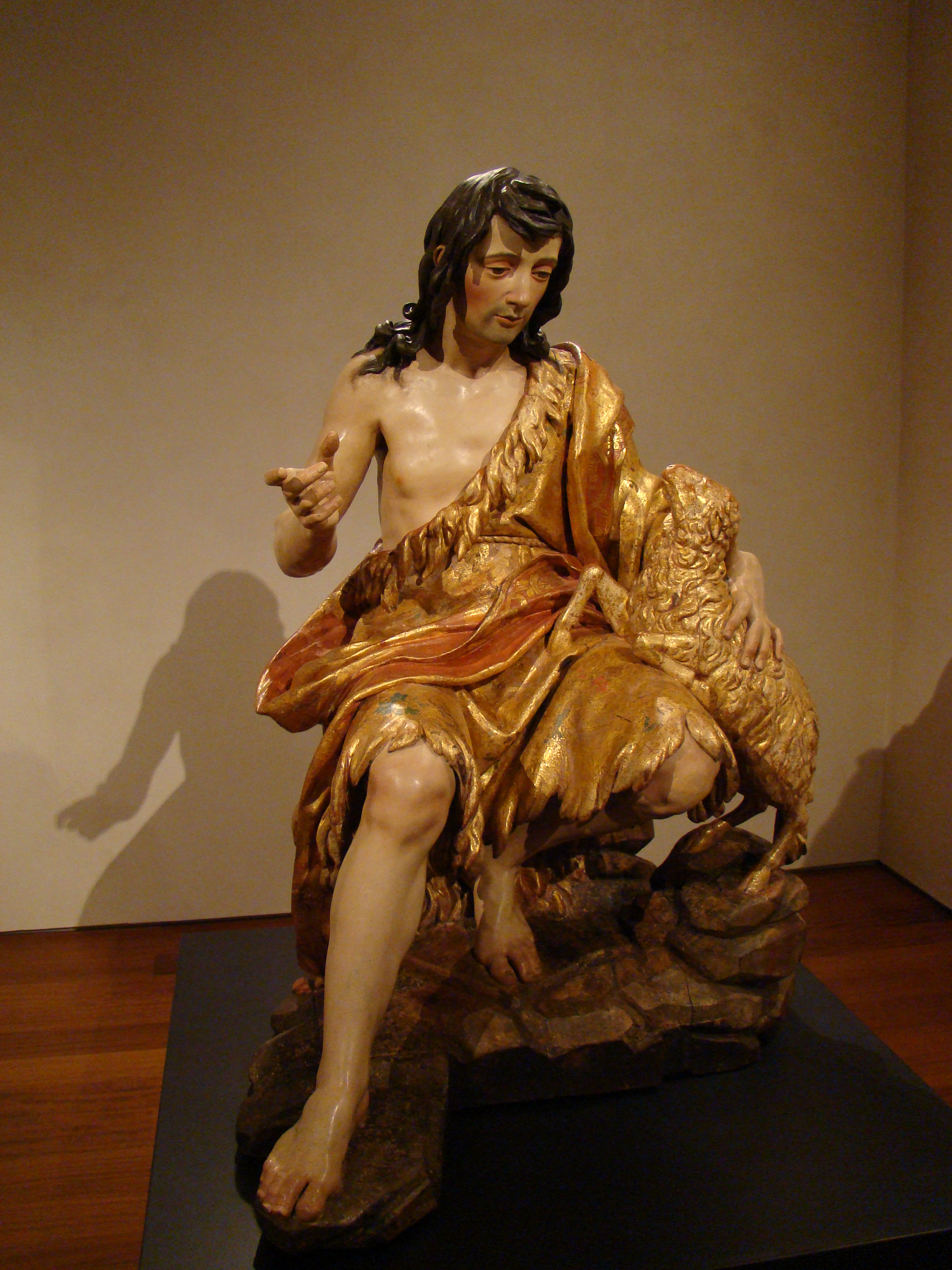
San Juan Bautista (1634), de Alonso Cano
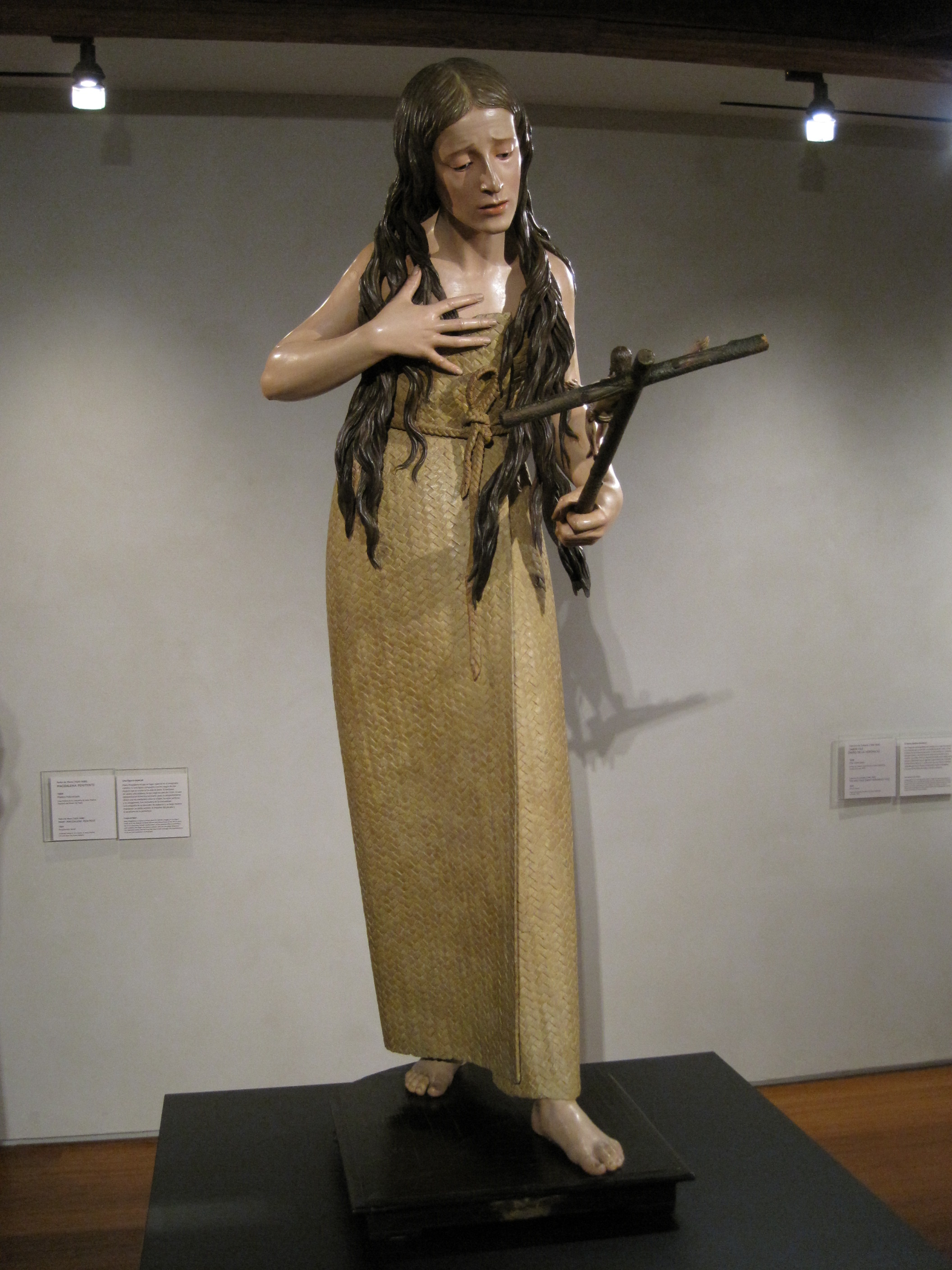
Magdalena penitente  (1664), de Pedro de Mena
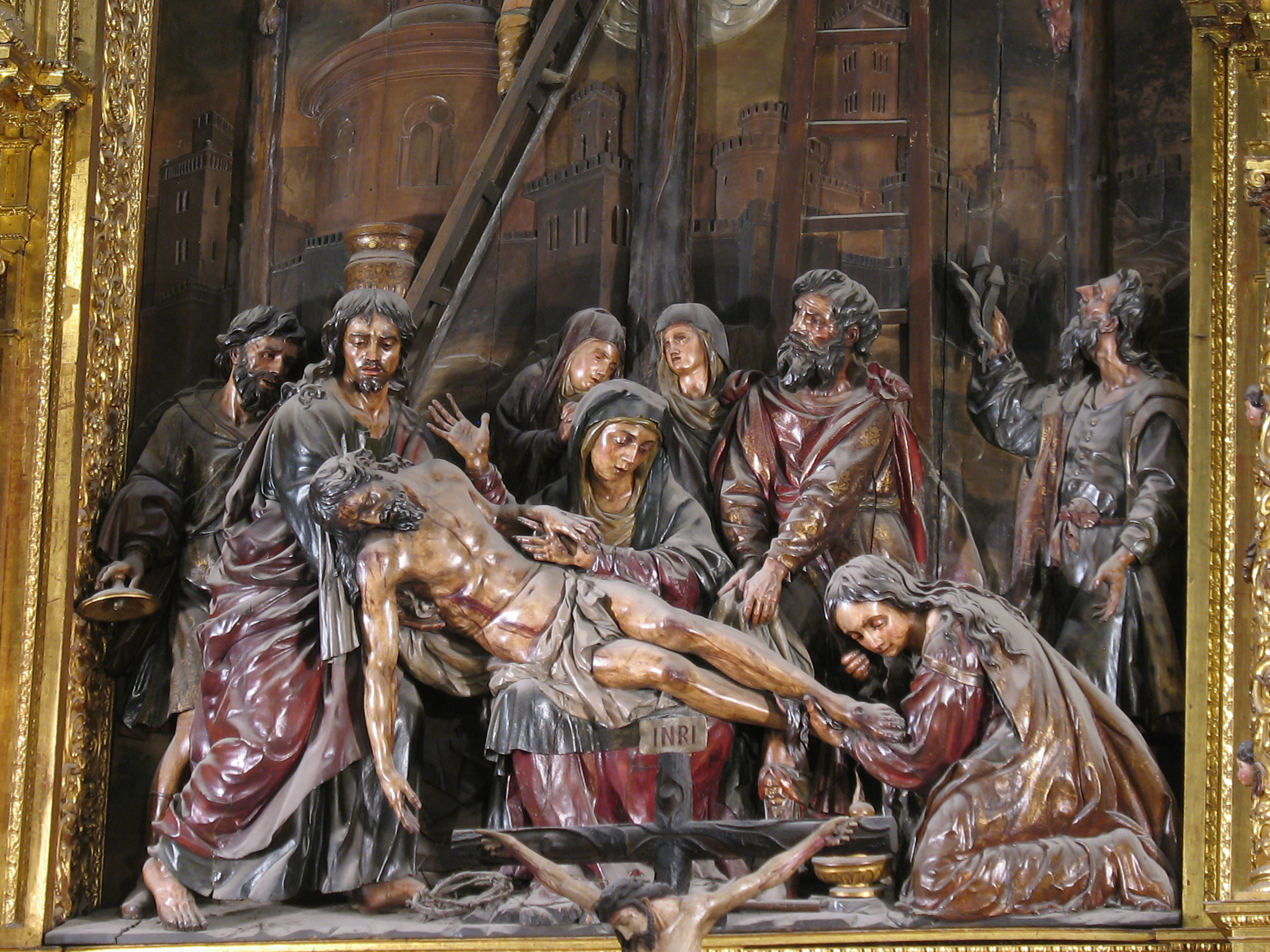
Descendimiento de Cristo (ca. 1666), de Pedro Roldán
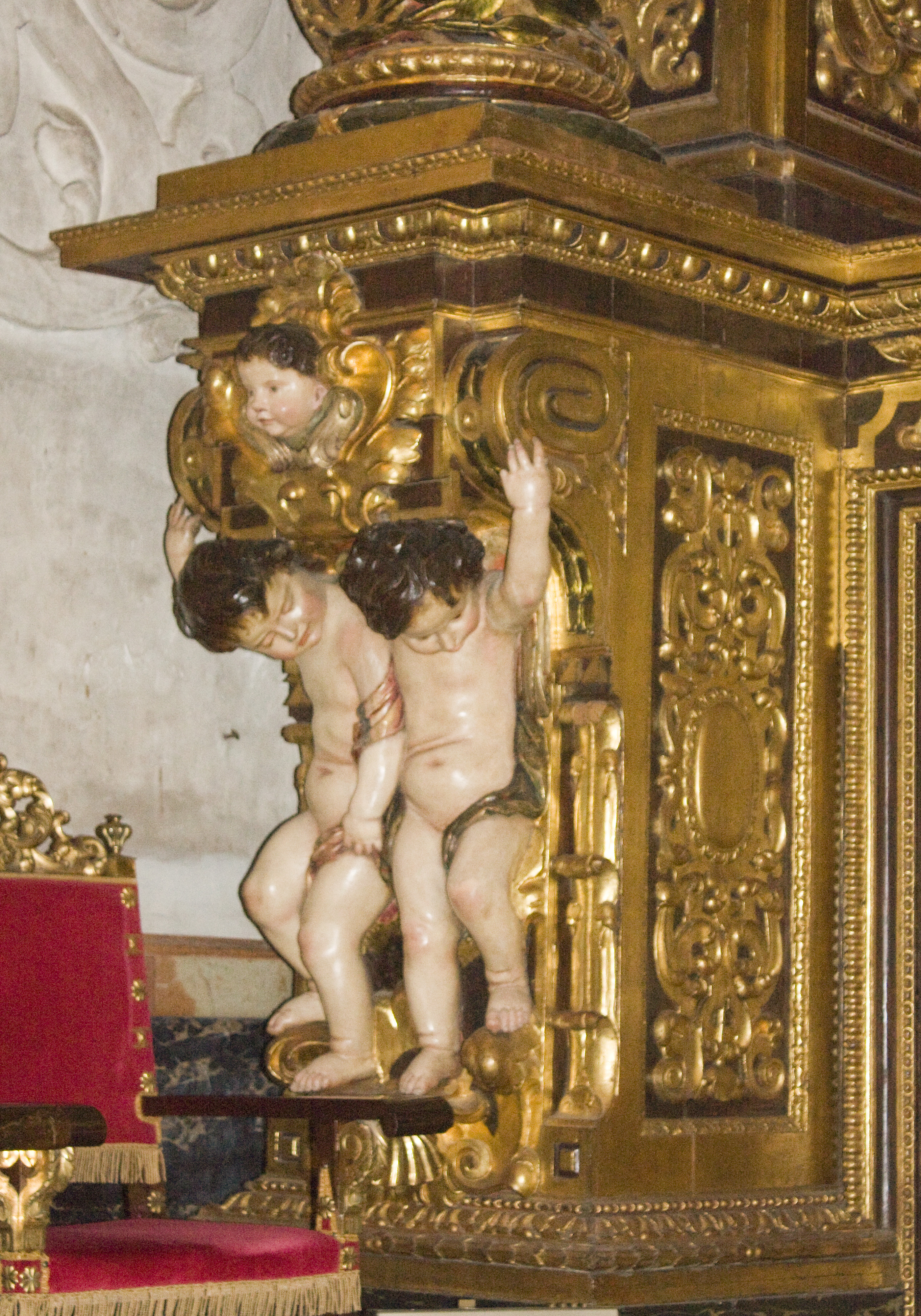
Detalle del retablo mayor (1670-1675) de la iglesia del Hospital de la Caridad (Sevilla), de Pedro Roldán
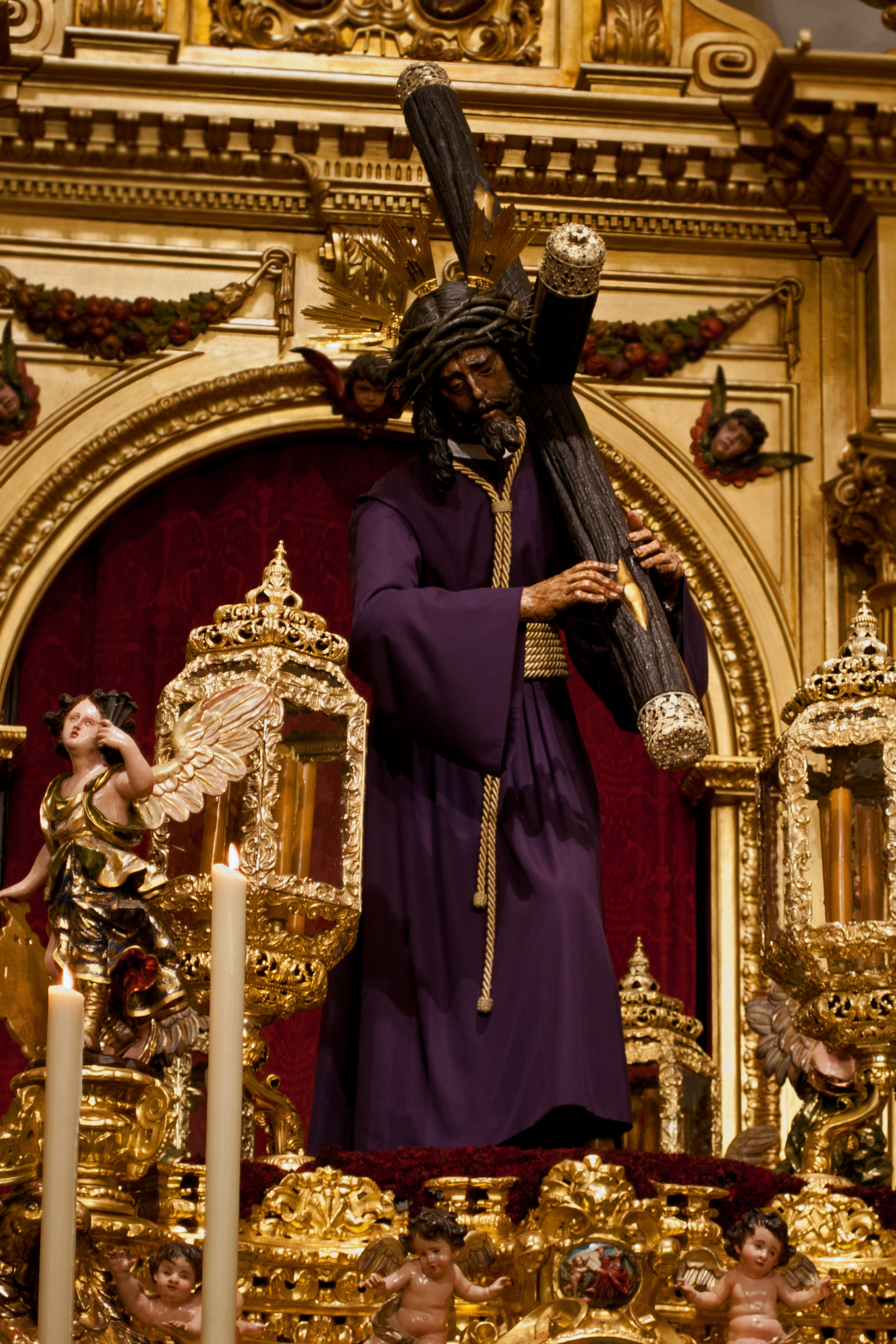
Jesús del Gran Poder (1620) en la Basílica de Jesús del Gran Poder de Sevilla, de Juan de Mesa

- El Barroco final o triunfante, de finales del siglo XVII, prolongado en la primera mitad del siglo XVIII, cuando el gusto de las cortes europeas se define en el estilo rococó. La espectacularidad triunfa sobre el verismo. Se busca anonadar al fiel mediante la riqueza de materiales, de formas, el brillo del oro, lo grandioso y complicado de los diseños. Tanto las esculturas exentas como los retablos y pasos procesionales se vuelven más sofisticados, imponiéndose definitivamente los postizos, los retablos a modo de tramoya, las policromías muy ricas. Los tipos humanos tienden hacia una cierta idealización, buscando la gracia y la dulzura en contraposición al acercamiento a lo real del primer periodo. No fue ajena a este cambio de gusto la llegada al trono español en 1701 de la dinastía Borbón, francesa, que importó nuevas modas y gustos que no tardaron en imponerse, llamando a artistas franceses e italianos para la decoración de los palacios y jardines reales, aunque la imaginería religiosa mantuvo su singularidad. El napolitano Nicolás Salzillo y su hijo Francisco Salzillo desarrollaron su actividad en Murcia, en donde elaboraron un estilo en transición hacia el rococó y el neoclasicismo al no profundizar en los aspectos dramáticos de las escenas, ahondando en conceptos naturalistas y de idealizada belleza, iniciando la escuela murciana que continuaría en autores posteriores como Roque López o Juan Porcel.

Barroco triunfante
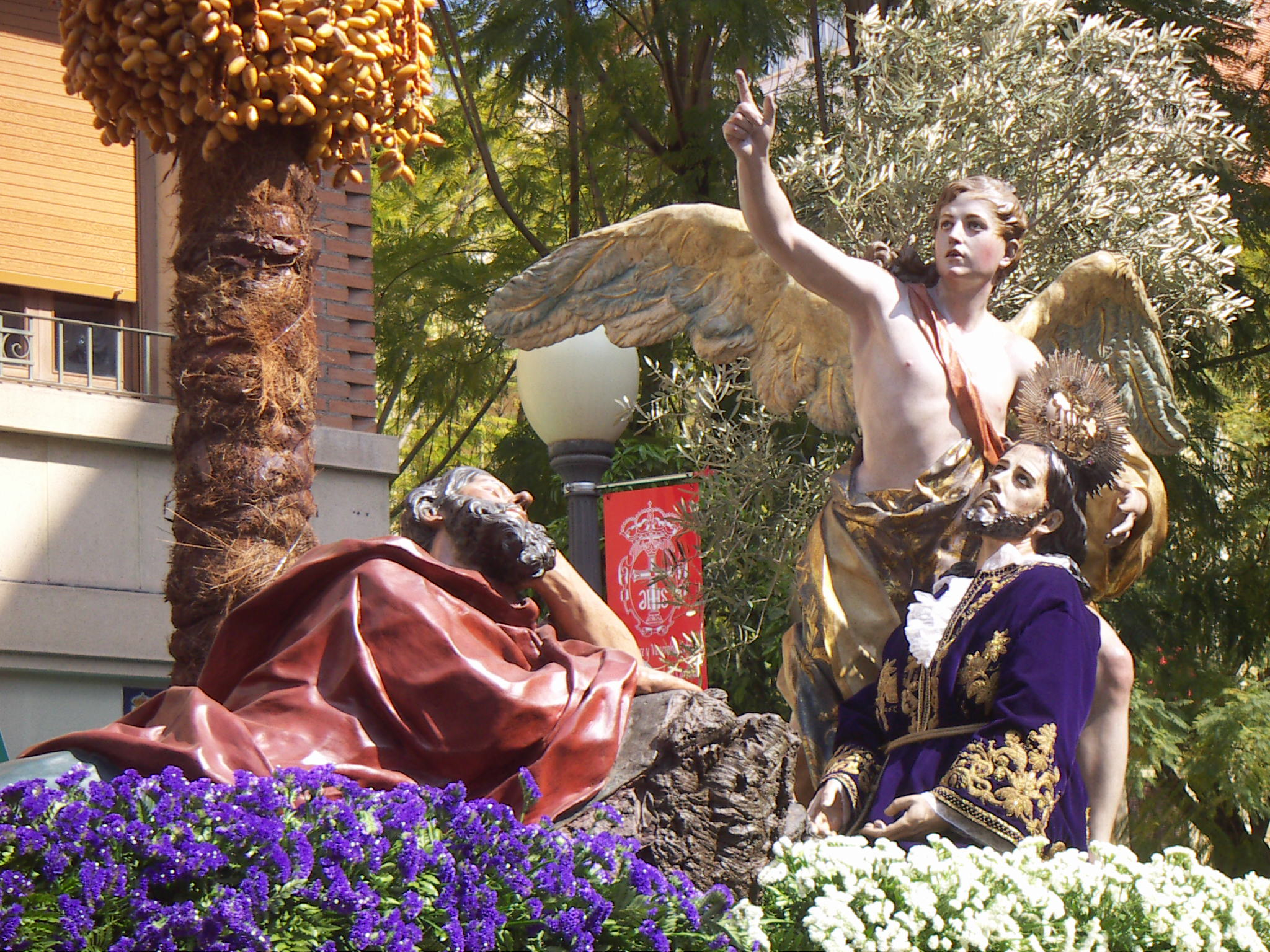
La Oración del Huerto (1754), paso procesional de Francisco Salzillo
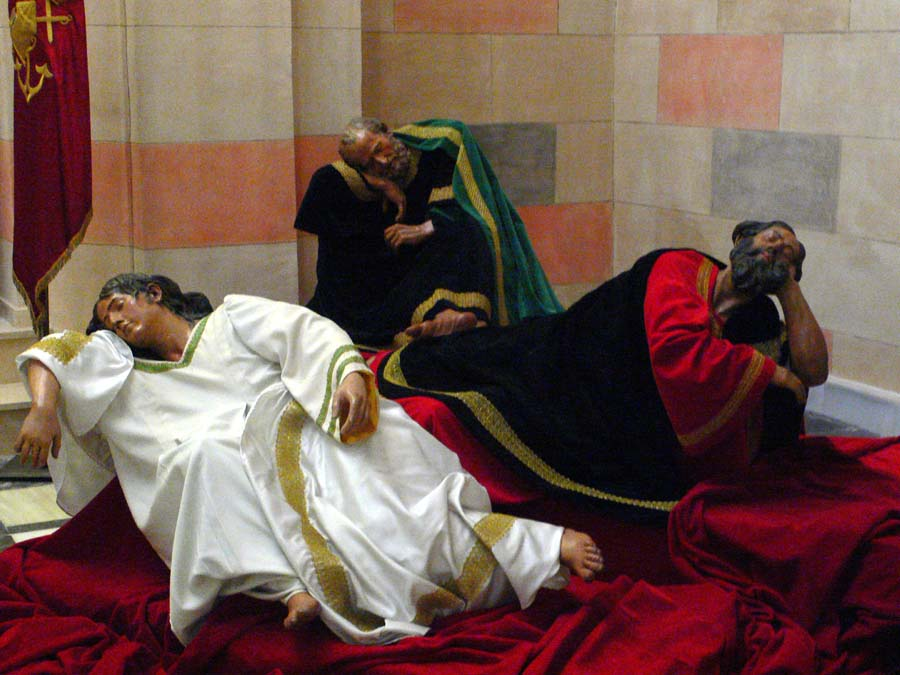
Apóstoles durmientes en La oración del Huerto  (1759), de Francisco Salzillo

El  tardobarroco o rococó español de la primera mitad del siglo XVIII tiene un estilo muy ornamentado, dominado por las espectaculares portadas y retablos del considerado churrigueresco castellano (la familia Churriguera, Pedro de Ribera, Narciso Tomé), o en Galicia a la fachada del Obradoiro de Santiago de Compostela (Fernando de Casas Novoa), o en Valencia a la portada del Palacio del Marqués de Dos Aguas (Ignacio Vergara).

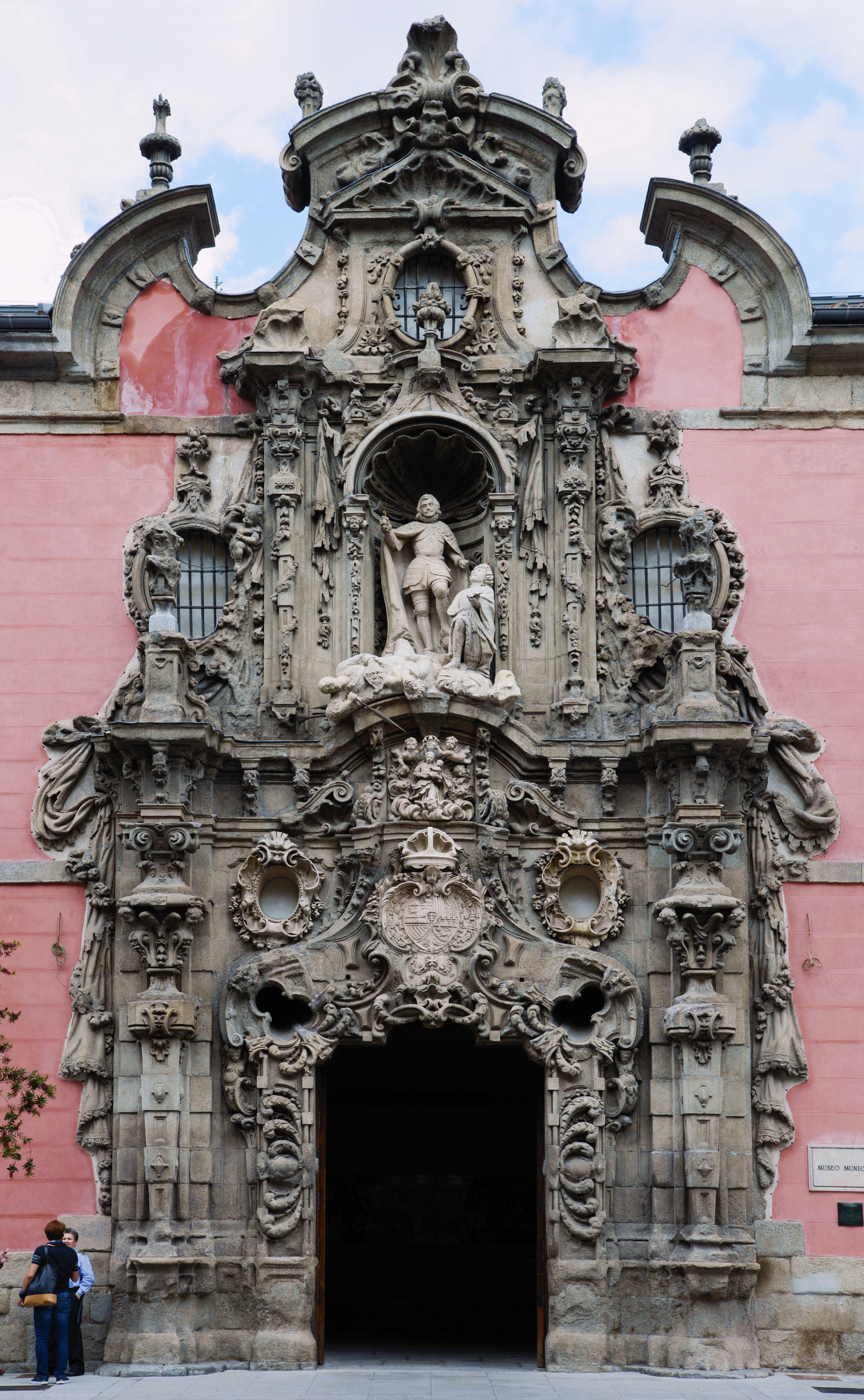
Portada del Real Hospicio de San Fernando (1726) (Madrid), de Pedro de Ribera
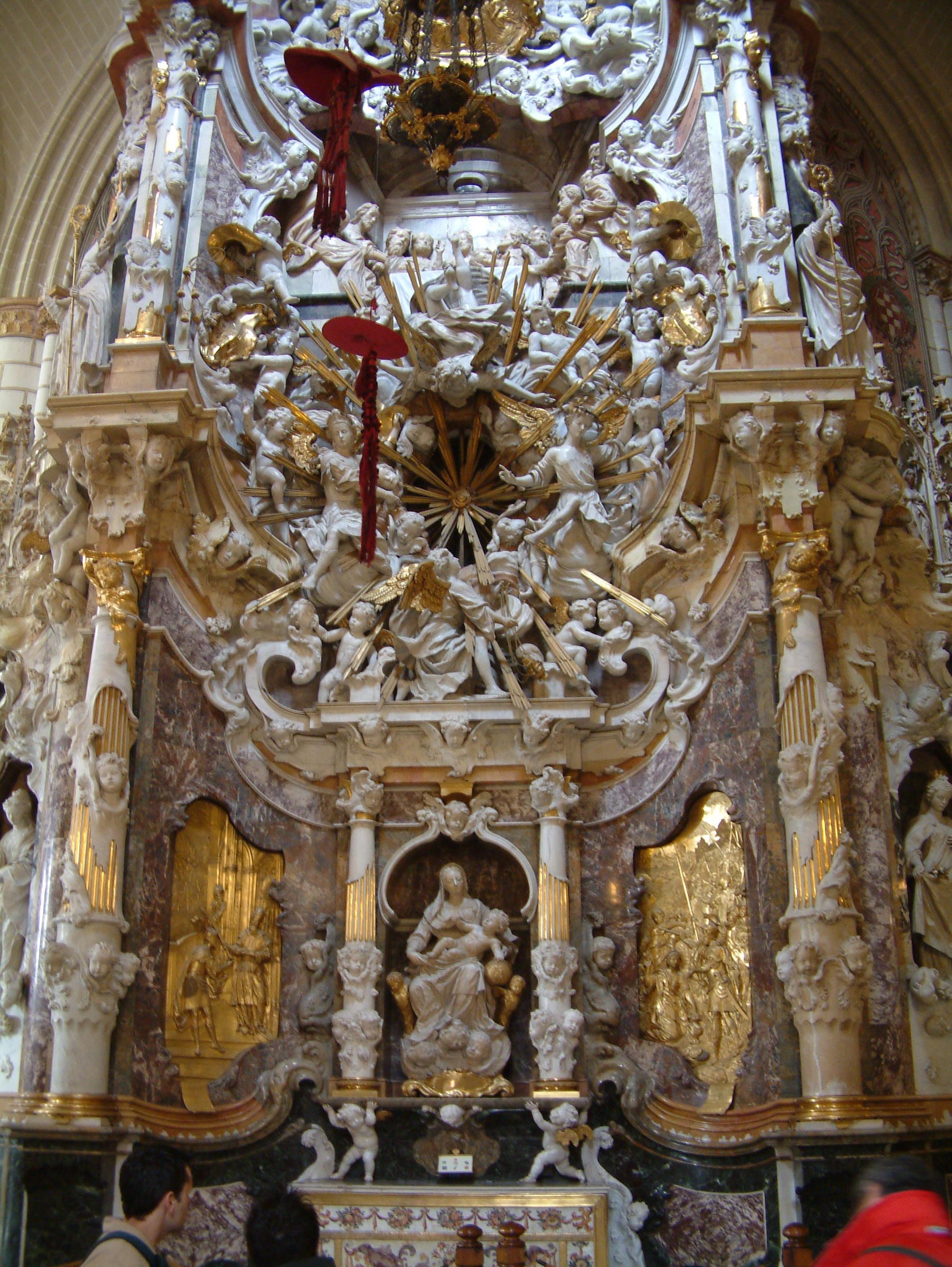
Transparente de la catedral de Toledo (1729-1732), de Narciso Tomé
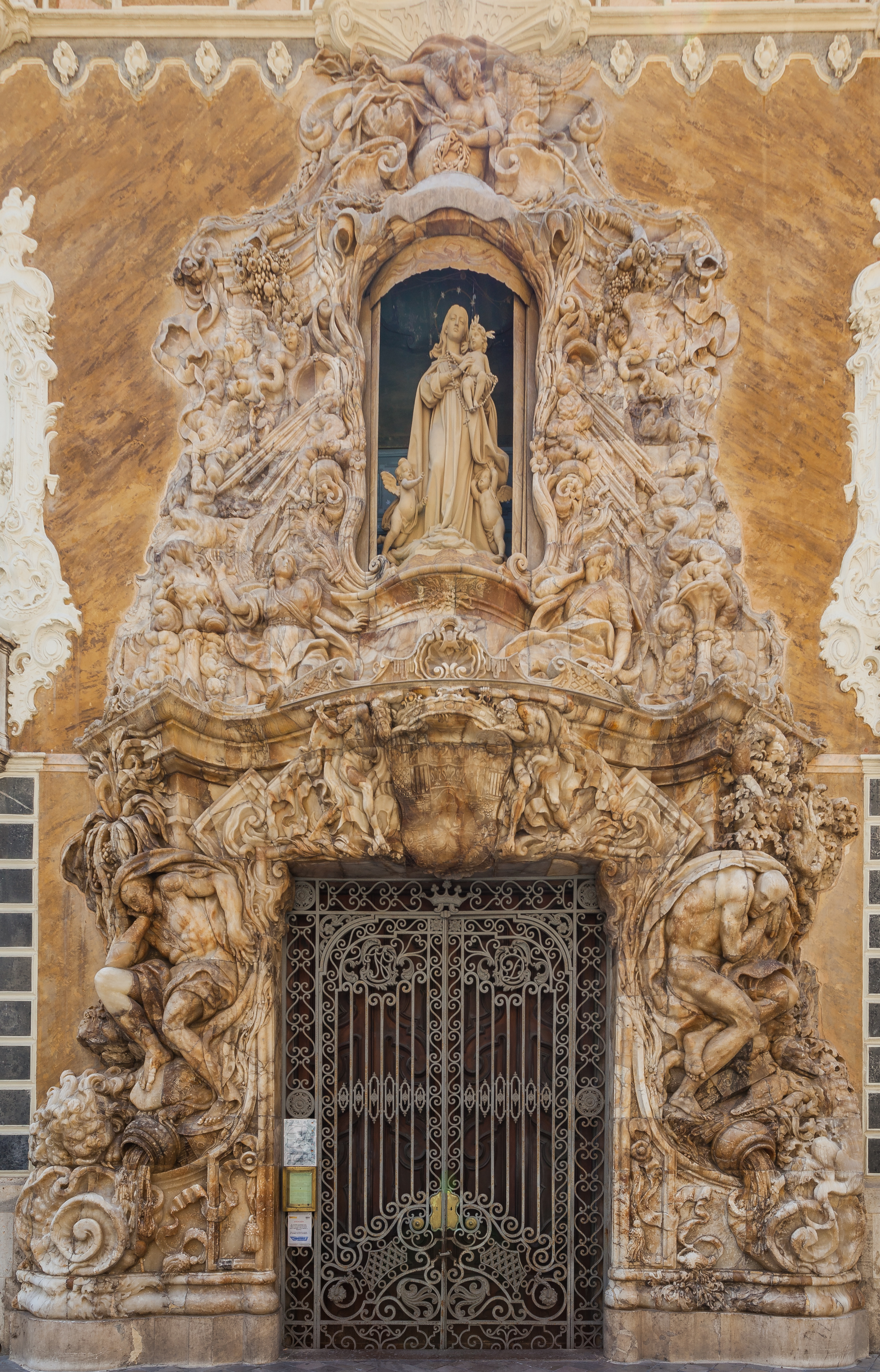
Puerta del palacio del Marqués de Dos Aguas (ca. 1740), de Ignacio Vergara e Hipólito Rovira, Valencia
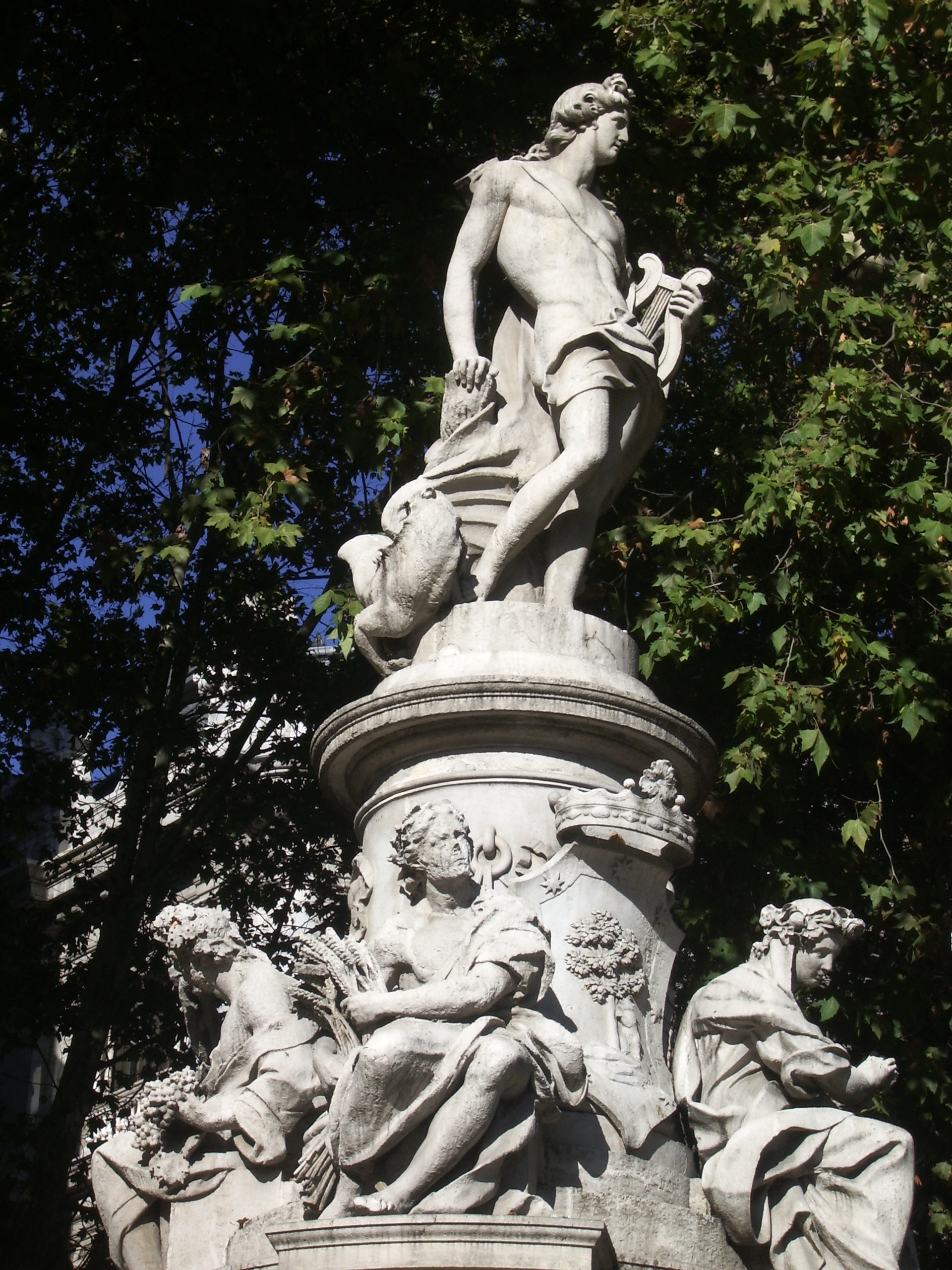
Fuente de Apolo, en el Paseo del Prado de Madrid
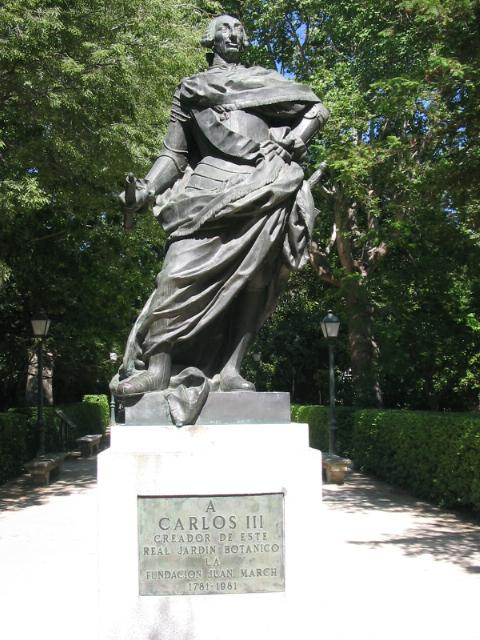
Estatua de Carlos III (Jardín Botánico de Madrid, la original en la plaza Mayor de Burgos), modelado de Alfonso Bergaz y fundición de Domingo Urquiza, 1784.
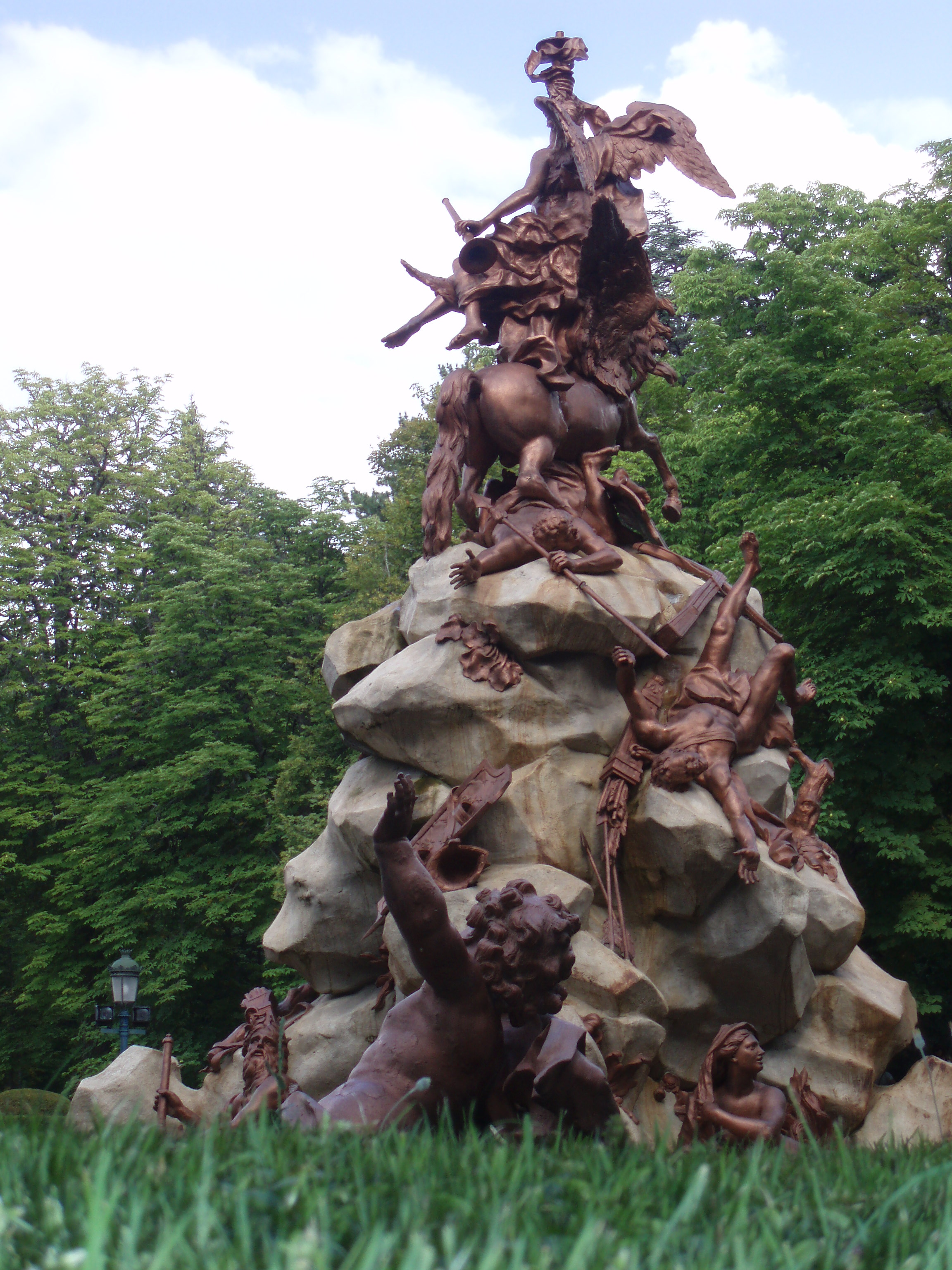
Jardines del palacio de La Granja.

Con el reinado de Carlos III (r. 1759-1788) se impuso el gusto neoclásico. La escultura hispana fue haciéndose más simple y austera en la segunda mitad del siglo XVIII, no tanto por agotamiento de las fórmulas barrocas, que seguían siendo populares (aunque suavizadas en sus elementos más extremos —Luis Salvador Carmona—), como por la imposición en las élites del nuevo gusto neoclásico a través de la Real Academia de Bellas Artes de San Fernando (fundada en 1752, siendo sus primeros directores Juan Domingo Olivieri, Felipe de Castro y Juan Pascual de Mena) y de la crítica ilustrada. El año 1777 la Real Academia de Bellas Artes de San Fernando asumió la aprobación de los proyectos para los retablos dictando la sustitución de la madera policromada por «mármoles y piedras adecuadas».
La transformación urbanística de la ciudad de Madrid fue un ambicioso proyecto encabezado por el arquitecto José de Hermosilla (1763) que pretendía «higienizar» el trazado urbano, y dotar a la ciudad de un animado paseo arbolado y con el tipo de fuentes monumentales al modo barroco que se había iniciado en la Roma de Bernini (de sur a norte: fuente de la Alcachofa, Cuatro Fuentes, fuente de Neptuno, ésta de Apolo y fuente de Cibeles).

### La escultura barroca en Hispanoamérica
En Hispanoamérica el barroco de influencia andaluza se fue enriqueciendo por la influencia de las tradiciones indígenas. Junto a la continua importación de esculturas y retablos desde los talleres sevillanos, la llegada de escultores desde España y el surgimiento de artesanos indios y mestizos produjeron el desarrollo de escuelas regionales entre las que destacan en la escultura, las de Guatemala y Quito, y en la construcción de retablos las de México y Perú. La construcción de las sillerías de los coros de iglesias y catedrales produjo ejemplos sobresalientes en Lima y Cuzco.
En Quito destacaron Bernardo de Legarda y Manuel Chili Caspicara. Sus talleres exportaron imaginería al conjunto de Sudamérica e incluso a España. En el Perú hay que nombrar a los entalladores Juan Tomás Tuyro Túpac, a los escultores Pedro de Noguera y Martín Alonso de Mesa que trabajaron en Lima, a Gaspar de la Cueva que lo hizo en Potosí y ya entrado el siglo XVIII, a Baltazar Gavilán. En Nueva España José Antonio Villegas Cora fue el más destacado escultor de Puebla y entre los escultores guatemaltecos se puede citar a Mateo de Zúñiga.

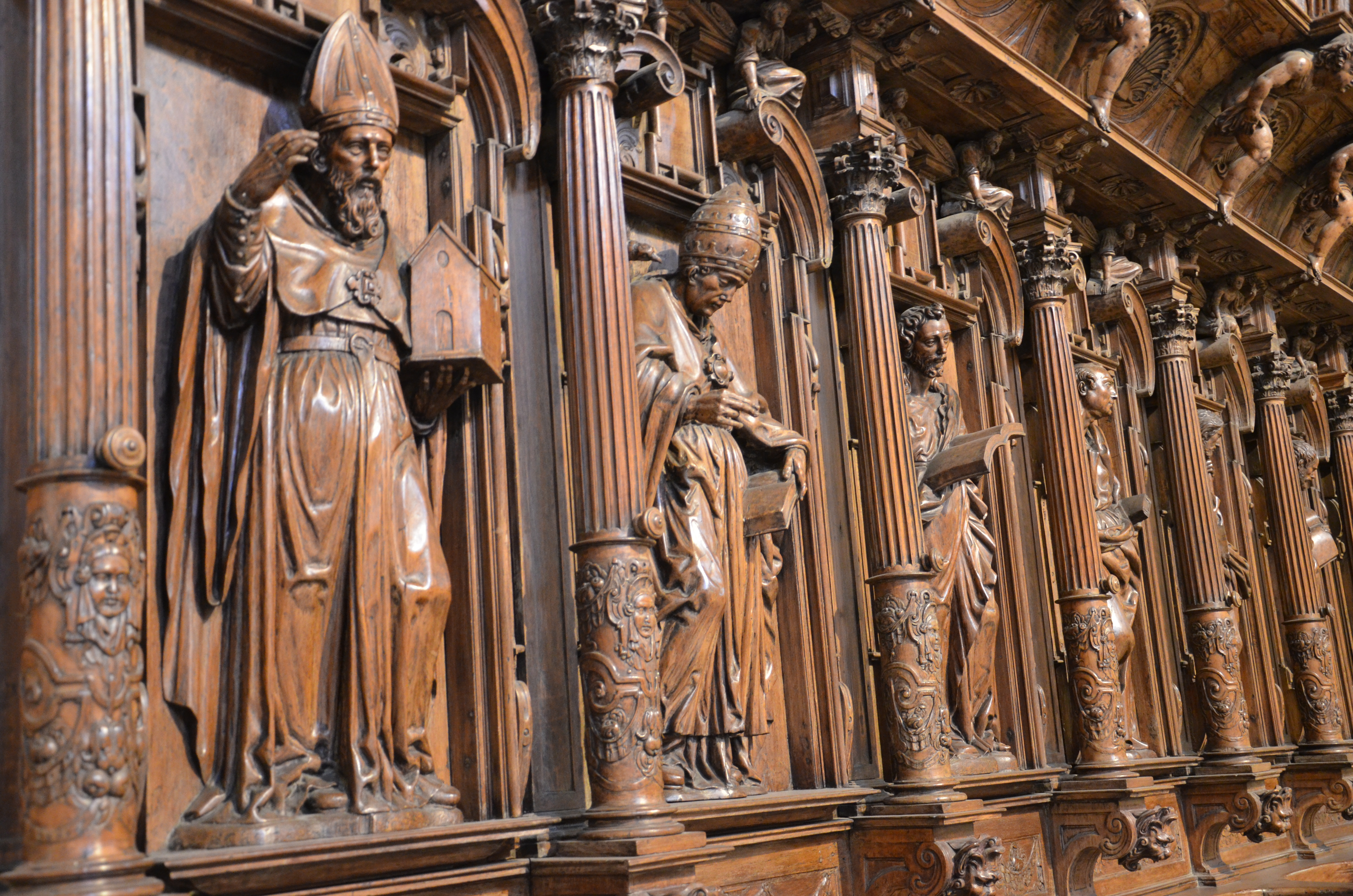
Sillería del coro de la catedral de Lima, de Pedro de Noguera
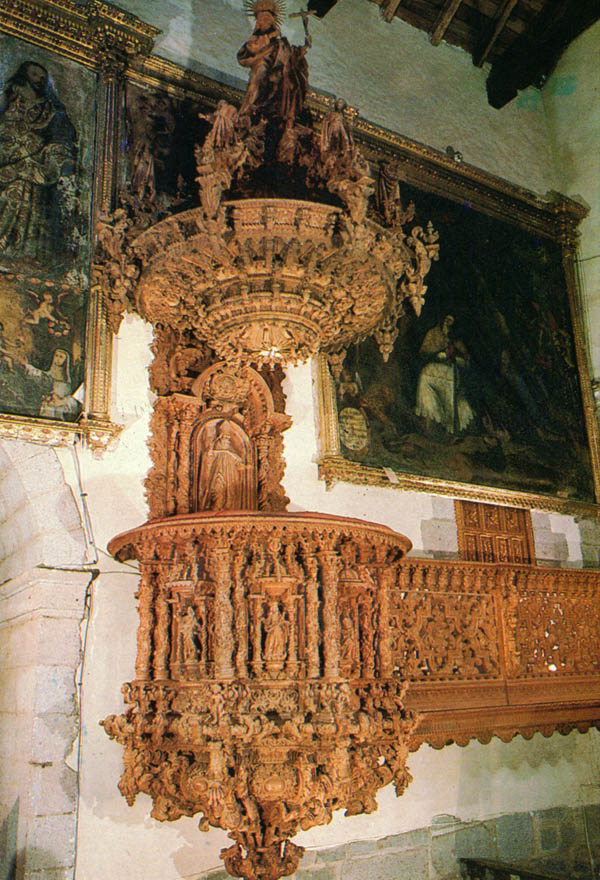
Púlpito de San Blas, de Juan Tomás Tuyro Túpac
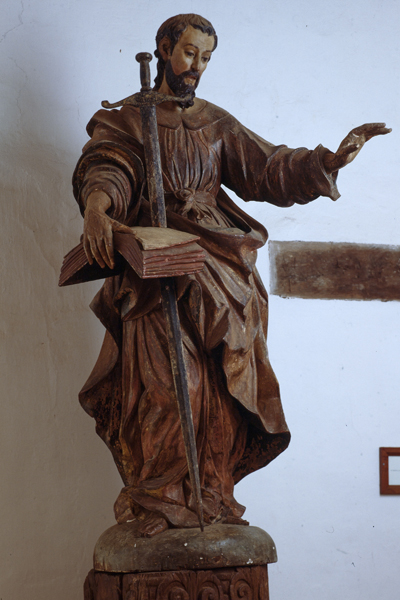
San Pablo, de José Brasanelli (?)
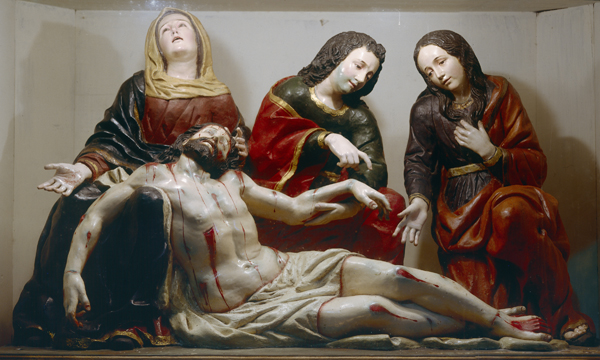
La Sabana Santa. Manuel Chili Caspicara
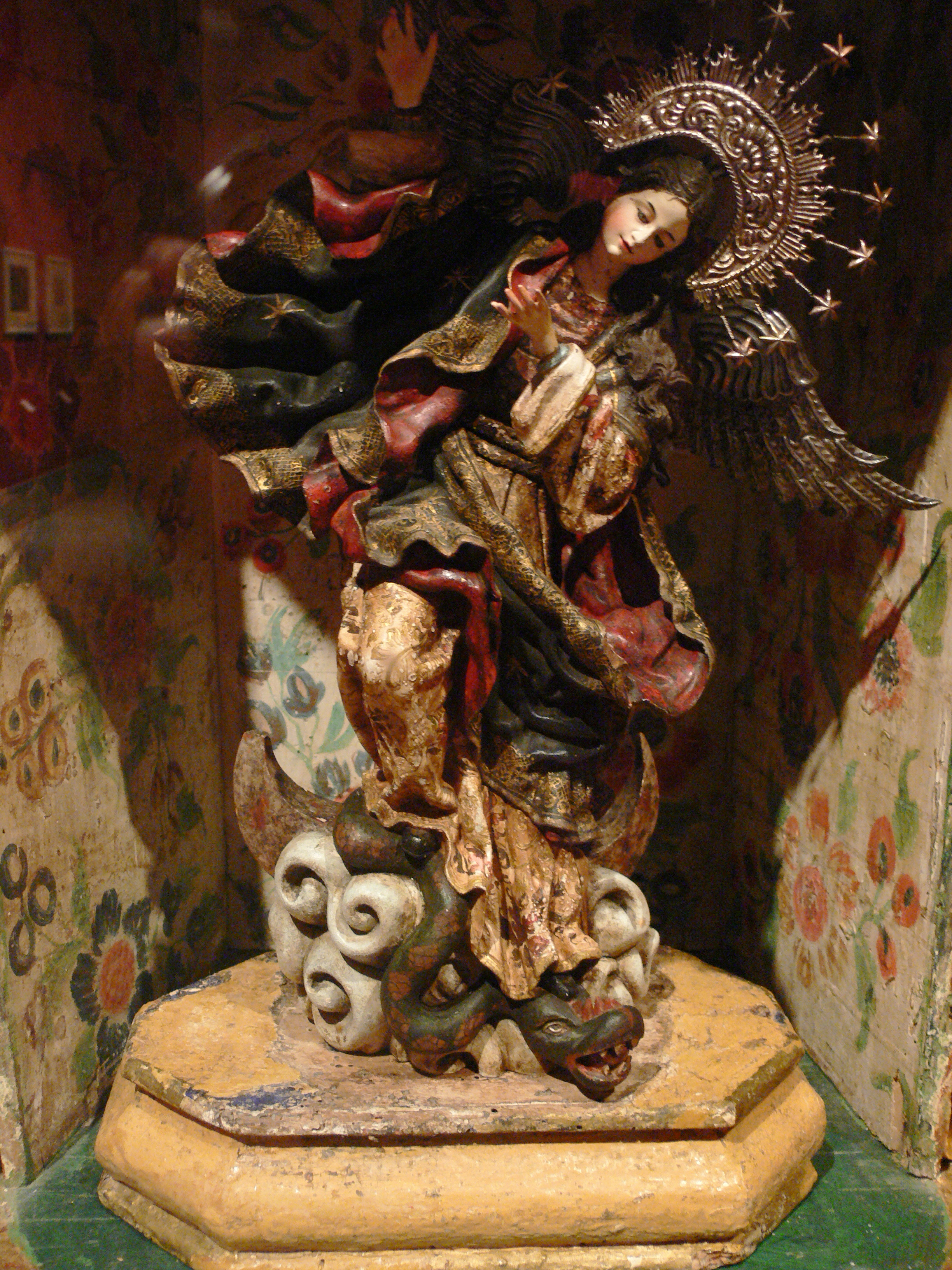
Virgen de Quito, de Bernardo de Legarda
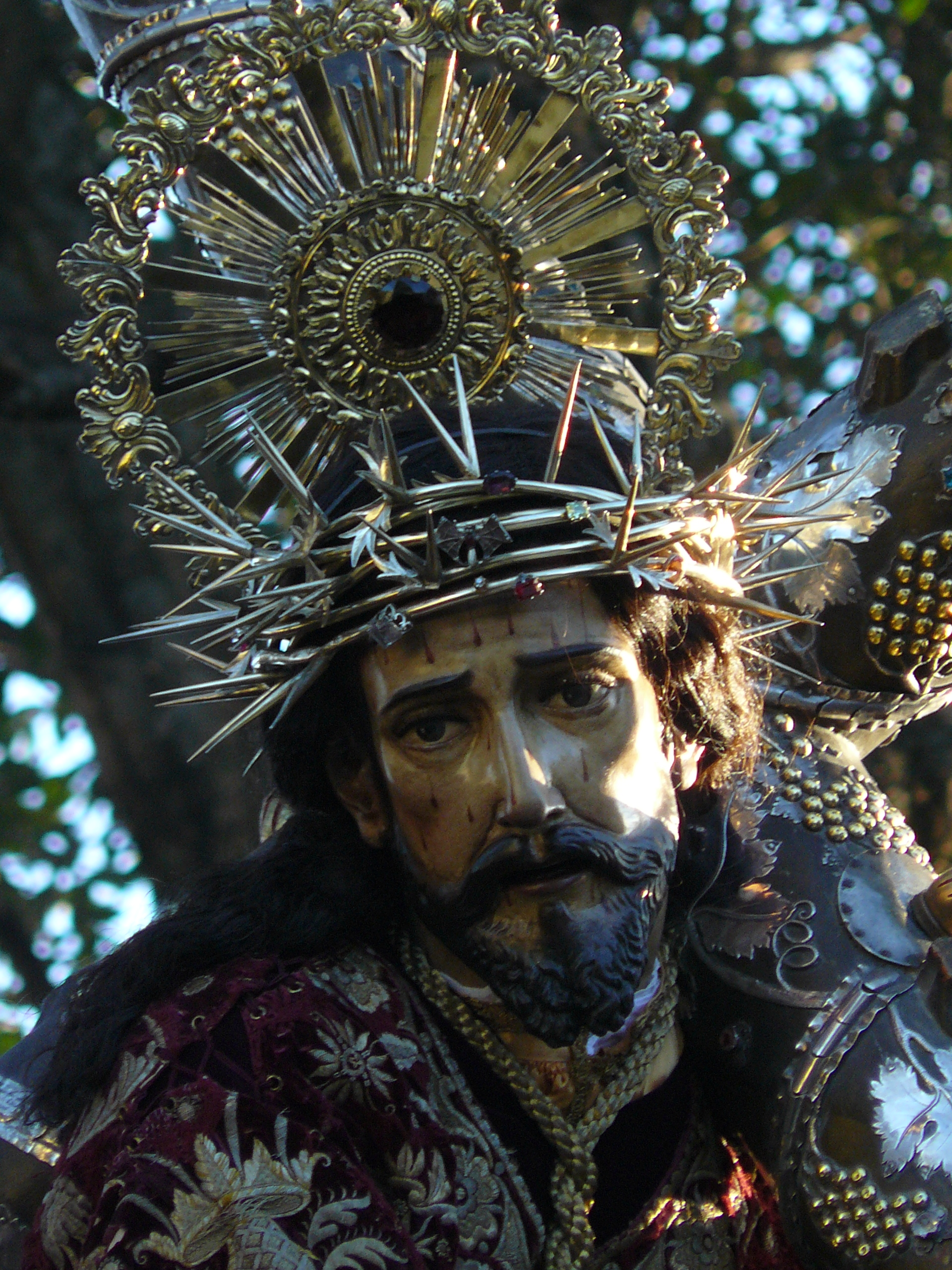
Jesús Nazareno de la Merced, de Mateo de Zúñiga

## La escultura barroca en otros países

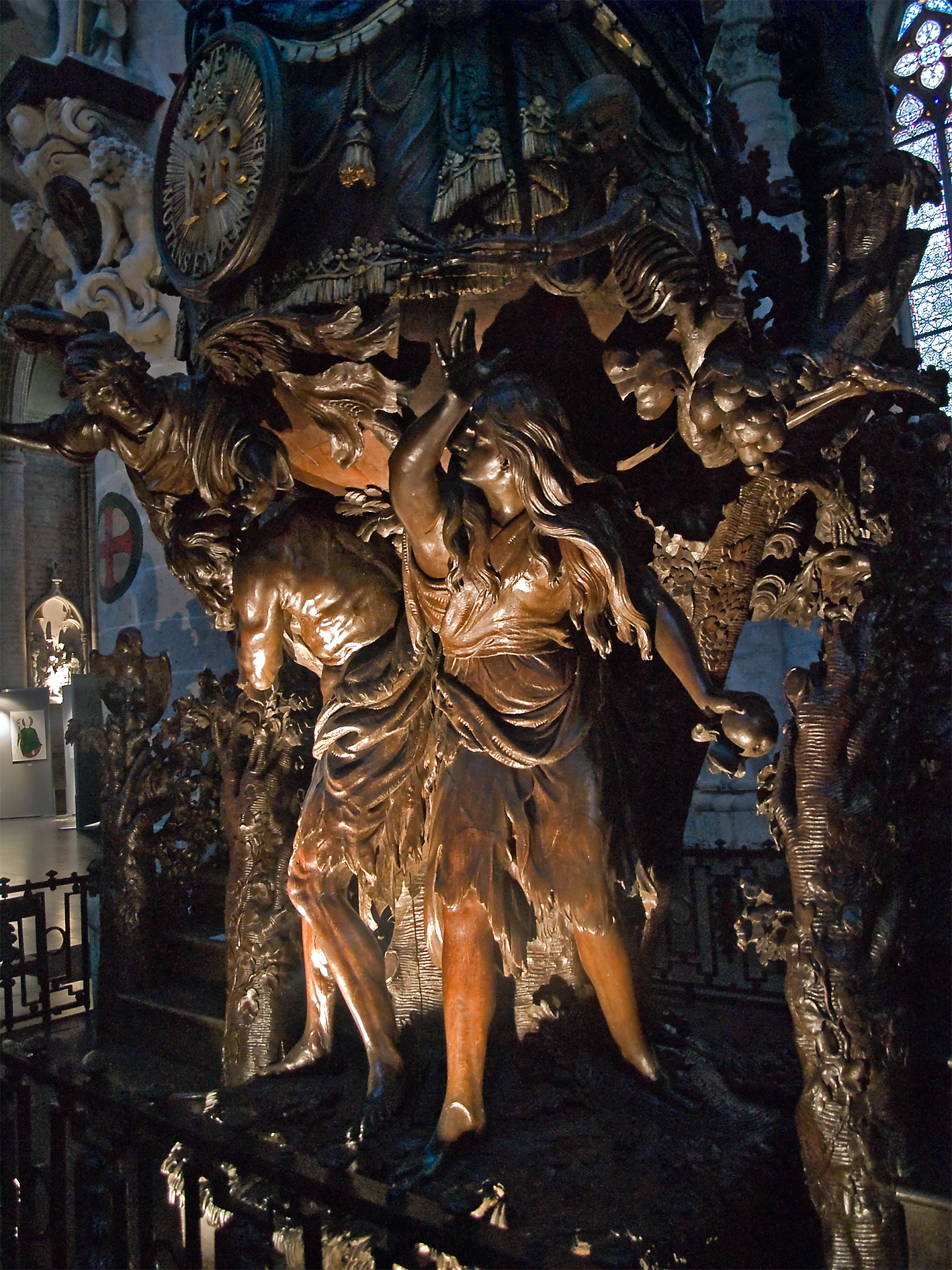
Adán y Eva expulsados del Edén, detalle del púlpito de la catedral de San Miguel y Santa Gúdula de Bruselas, Hendrik Frans Verbruggen (1699)

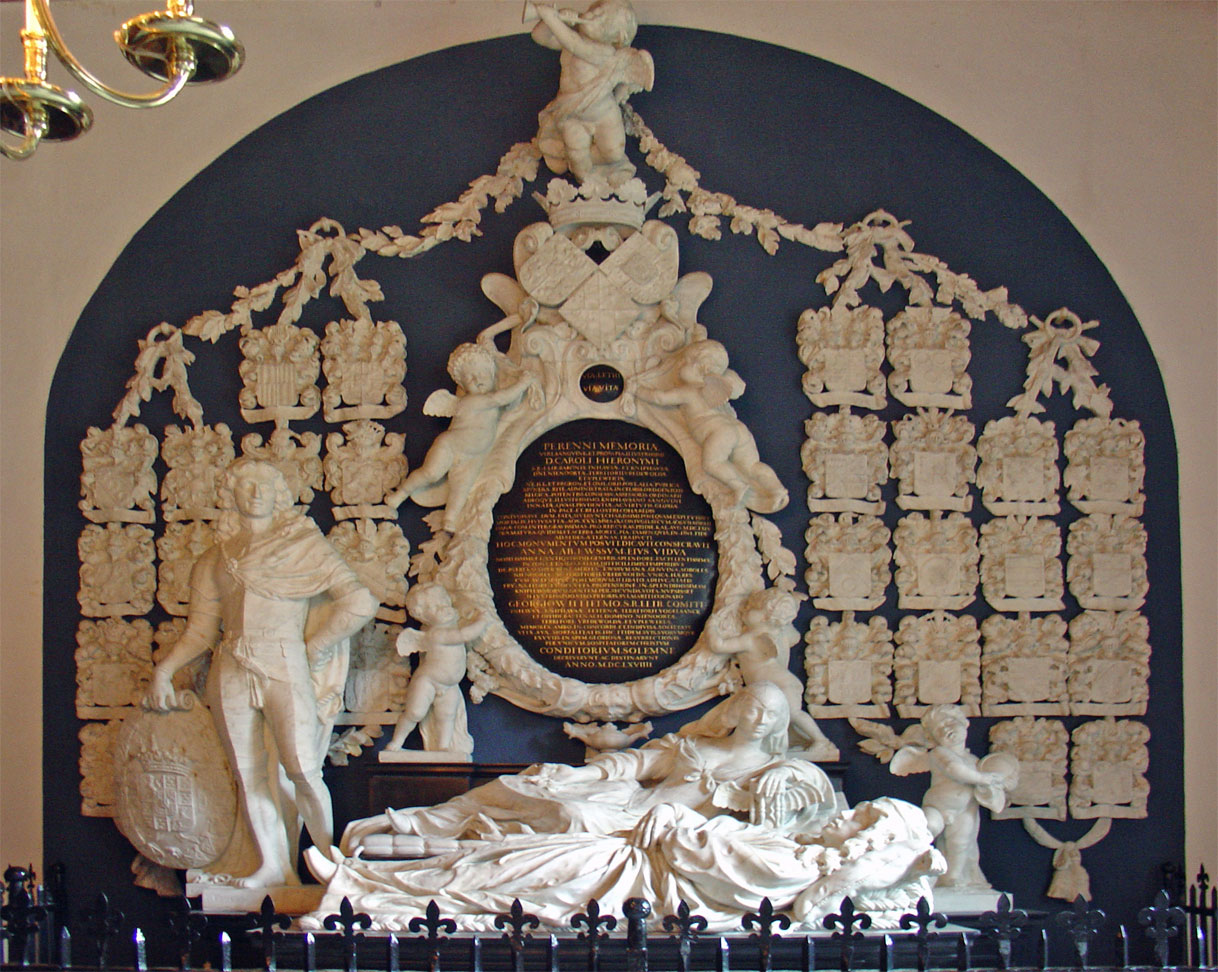
Monumento funerario de Carel Hieronymus van In, de Rombout Verhulst (1665-1669)

En Inglaterra, por razones religiosas, hubo una cierta aversión a la representación icónica. La escultura se reduce a los motivos funerarios en los templos, que se convierten en panteones de personajes ilustres, representaciones ostentosas que inmortalizan la fama del «gran hombre». Entre los escultores locales destacó Nicholas Stone, y entre los extranjeros que desarrollaron su obra en suelo inglés Hubert le Sueur (estatua ecuestre de Carlos I, 1633) y Louis-François Roubiliac (ya en el siglo XVIII). 
En los Países Bajos la escultura alcanzó relevancia, aunque muy lejos de la pintura. En los Países Bajos del Sur (católicos, pertenecientes a la Monarquía Hispánica -habitualmente denominados genéricamente como "Flandes"-), donde predominó la imaginería religiosa destacando la construcción de púlpitos, estos se cubrieron con una decoración cada vez mayor llegando ya entrado el siglo XVIII, a construirse obras notables en los que el despliegue escultórico adquiere todo el protagonismo frente a su función como mueble litúrgico. Ejemplo destacado es el púlpito de la catedral de Bruselas debido a Hendrik Frans Verbruggen.  Entre los escultores a tener en cuenta se puede nombrar a Jeroen Duquesnoy (Manneken Pis, a su hijo François Duquesnoy (que trabajó sobre todo en Roma)  y a Lucas Faydherbe.
En los Países Bajos del Norte (de predominio protestante, independientes —habitualmente denominados genéricamente como "Holanda"—), donde destacó el retrato, en bustos o efigies de tumbas profusamente decoradas, trabajaron Hendrik de Keyser y Rombout Verhuls. En ambas zonas trabajó Artus Quellinus.
En Portugal al igual que en España, predominó la talla en madera policromada de temática religiosa. Destacaron fray Cipriano da Cruz y Antonio Ferreira. Ferreira fue uno de los renombrados barristas portugueses del siglo XVIII que crearon belenes monumentales compuestos por figuras de terracota de pequeño formato.
A principios del siglo XVIII la riqueza proveniente de las minas brasileñas favoreció la llegada de artistas extranjeros: Claude Laprade, de origen francés, trabajó en Coímbra y Lisboa, mientras que para la decoración del Palacio Nacional de Mafra se trajeron obras y artistas italianos, los cuales introdujeron los modelos del barroco de estos países en Portugal. Pero fue en las labores de talla donde se produjeron las obras más originales. El barroquismo de los retablos desbordó su ámbito cubriendo paredes y techos de labores de carpintería dorada.
Y también de igual manera que España, Portugal exportó a sus colonias los modelos, técnicas y temáticas en las distintas artes. El mayor escultor y destacado arquitecto brasileño a caballo entre el barroco y el rococó fue Aleijadinho.
En Polonia, en aquella época unida al Gran Ducado de Lituania, se mantuvo la tradición de la escultura funeraria renacentista que, paulatinamente, fue adaptándose al gusto barroco. En la ornamentación de las iglesias estuvo muy extendida la decoración en estuco así como los retablos de esculturas policromadas con las vestimentas doradas. 
Fue en la segunda mitad del siglo XVIII cuando se desarrolló en Galitzia la escuela de escultura de Leópolis, la más destacada del periodo en la que se puede observar similitudes con la escultura bávara o austriaca. Escultores como Sebastián Fesinger de ascendencia alemana o Antoni Osiński produjeron imágenes en composiciones dinámicas con paños de pliegues muy marcados de aspecto metálico. Su principal figura fue Johann Georg Pinsel. En su obra conservada se observa junto a las características comunes a la escuela una fuerte carga dramática y una expresividad muy pronunciada.

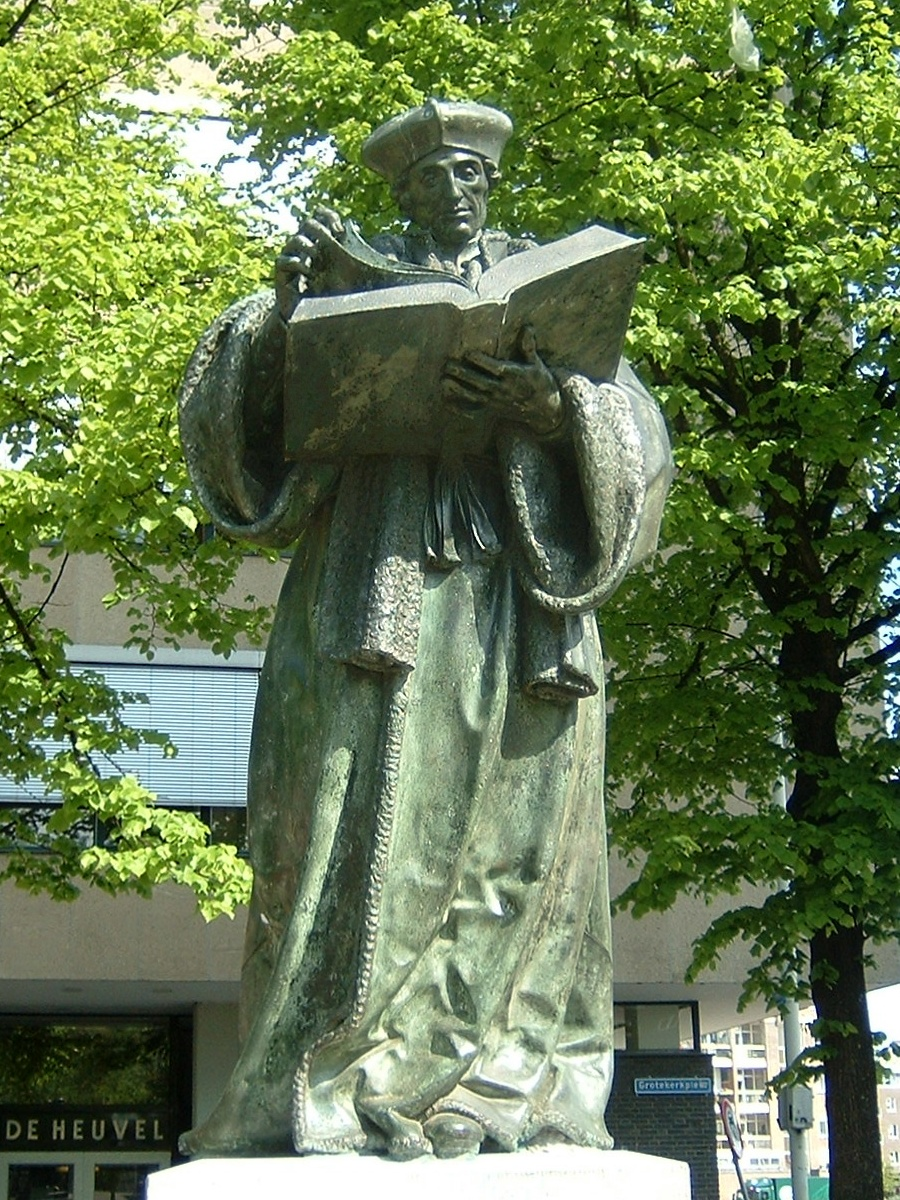
Erasmo (1622), de Keyser
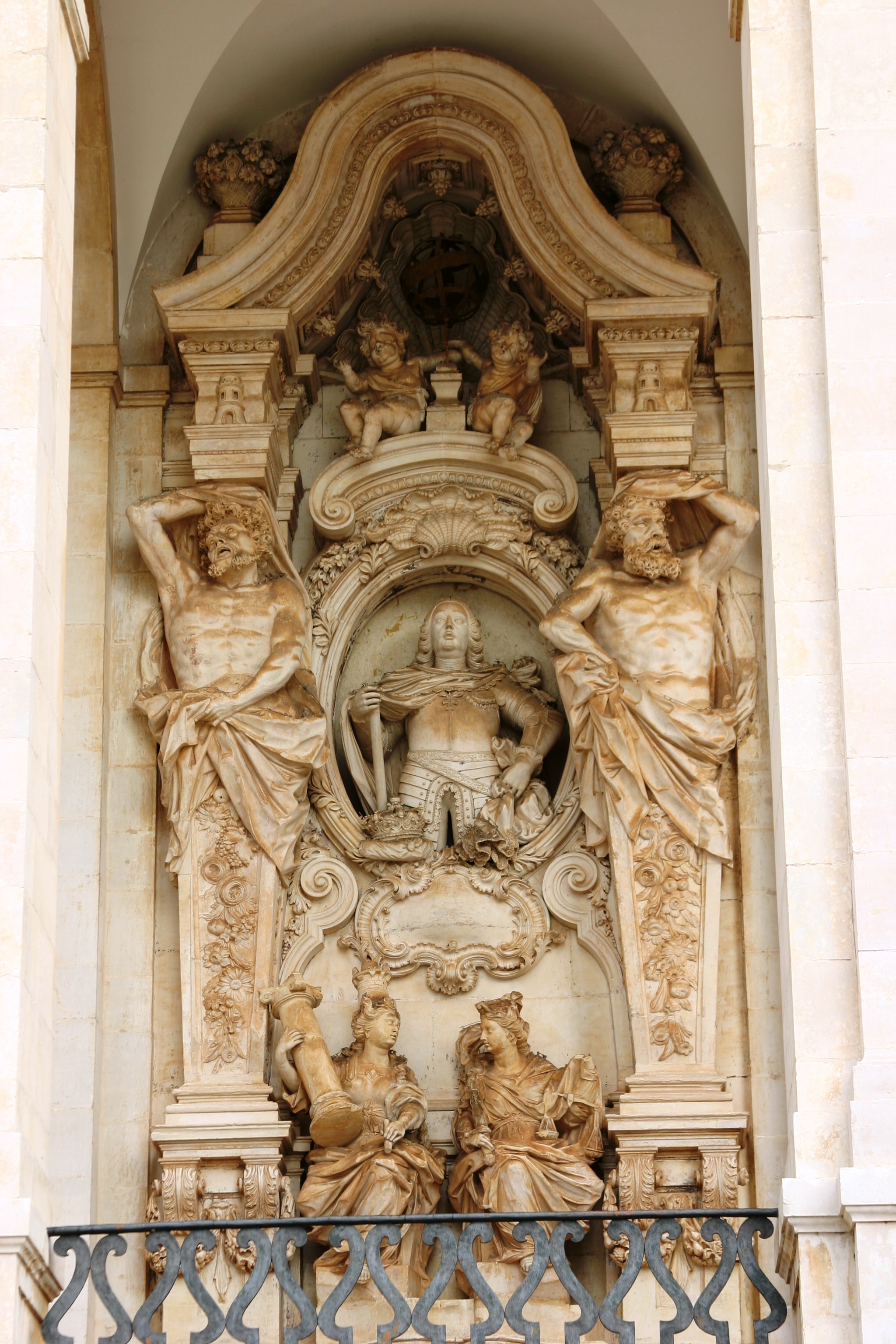
Vía Latina (Coimbra), de Claude Laprade
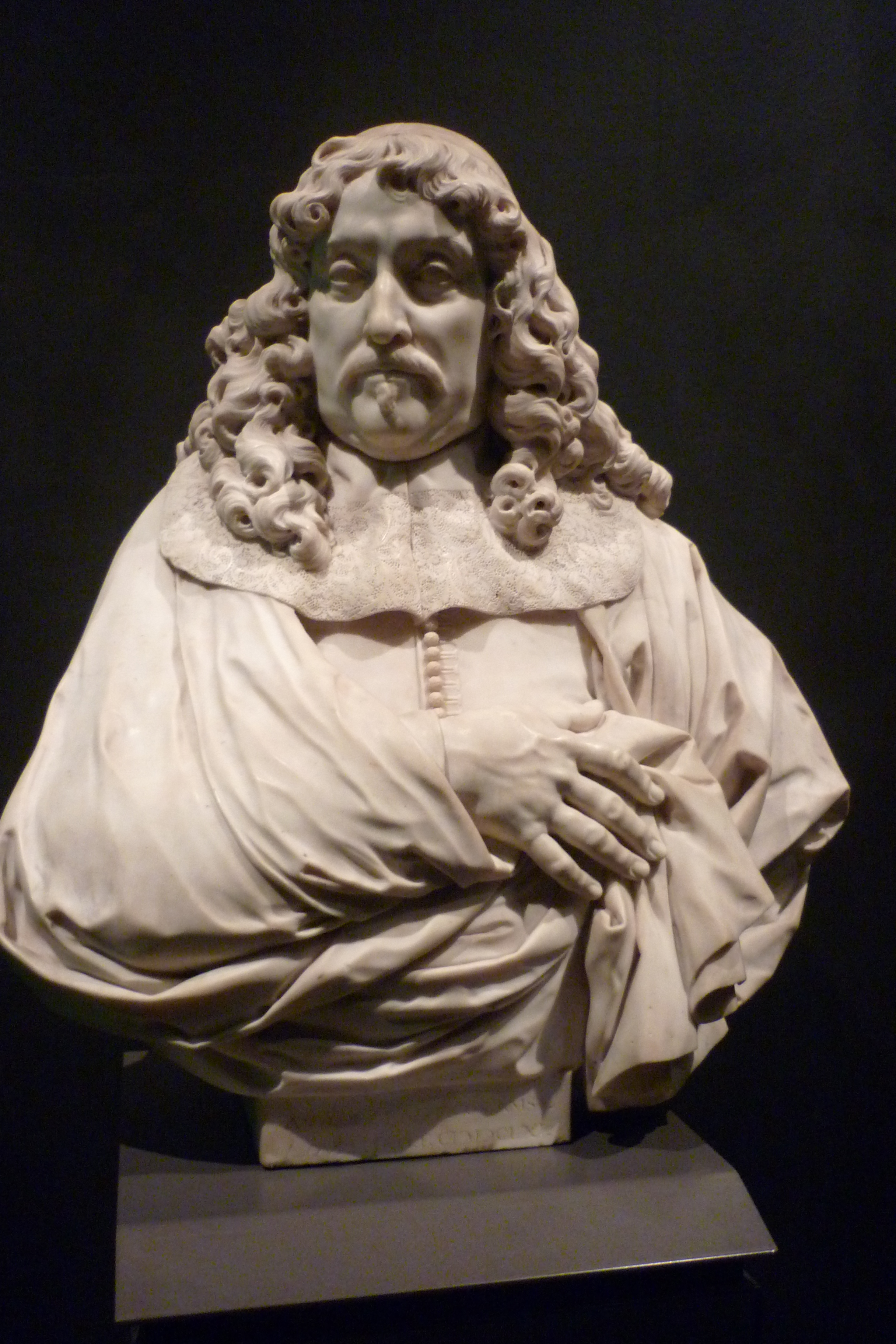
Retrato de Andries de Graeff (1661), de Quellinus
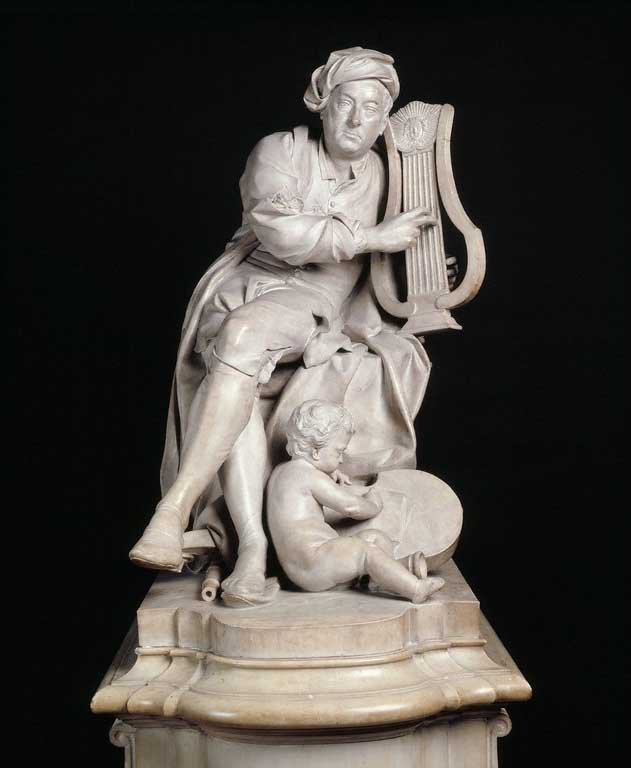
Haendel, de Roubiliac (1738)
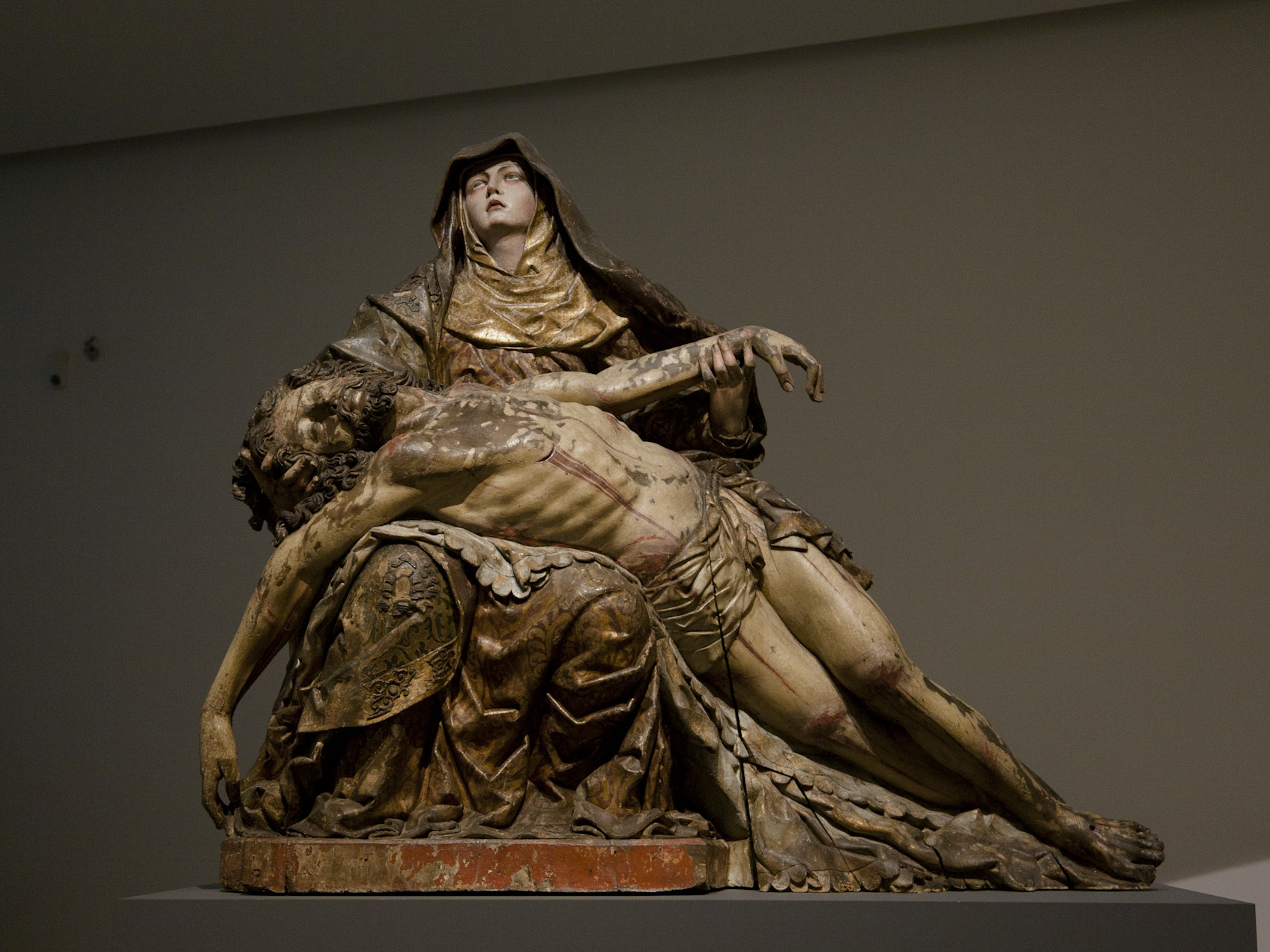
Piedad (1685-1690), de fray Cipriano da Cruz
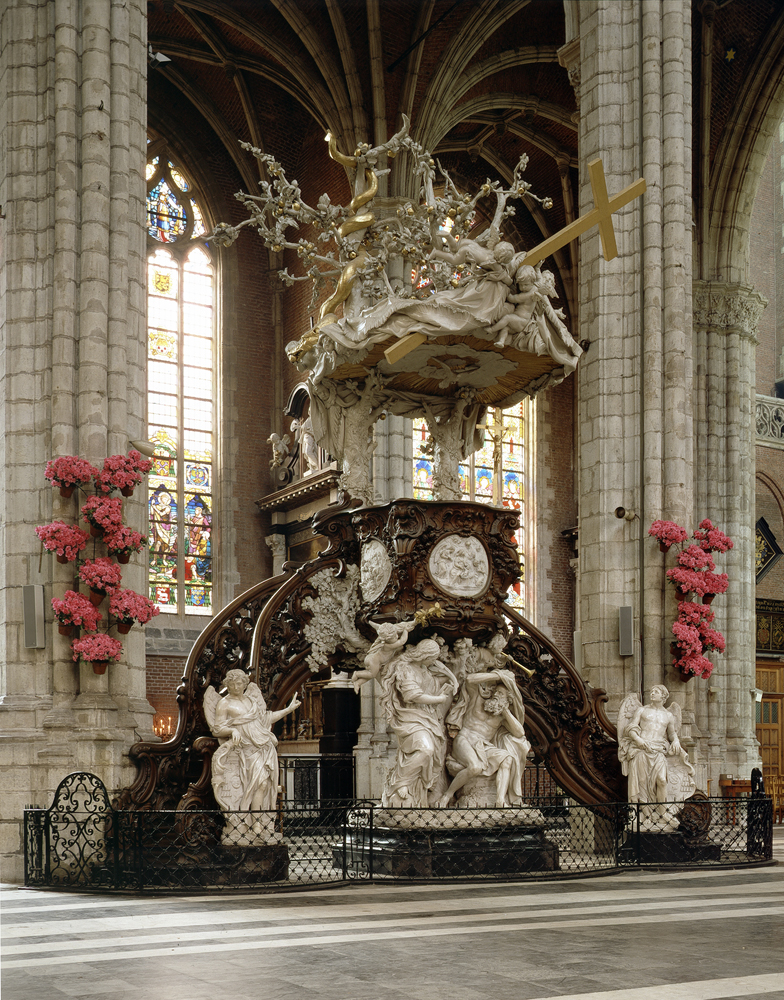
Púlpito de la catedral de San Bavón (1741) de Laurent Delvaux
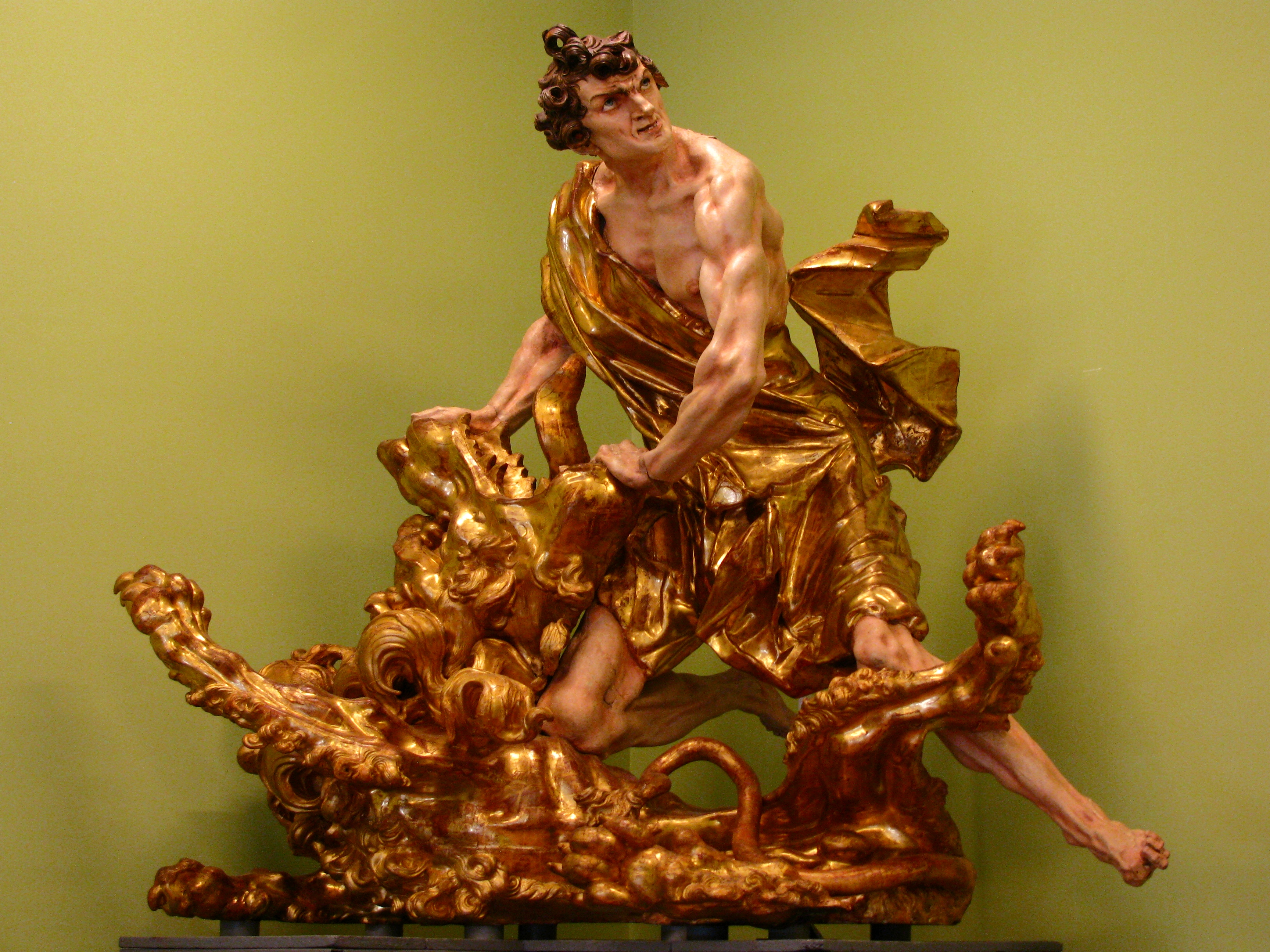
Sansón (1750), de Johann Georg Pinsel